# Église Saint-Denis du Thillay
L'église Saint-Denis est une église catholique paroissiale située au Thillay, dans le Val-d'Oise, en France. La paroisse n'est pas attestée avant le XIIIe siècle, et l'on ignore les circonstances de sa fondation. L'église actuelle date presque entièrement du XVIe siècle, et est représentative de la reconstruction après la Guerre de Cent Ans. La date de la première consécration en 1545 est cohérente avec l'architecture gothique flamboyante assagie et quelque peu répétitive qui domine dans l'édifice. La date de la seconde consécration en 1583 pourrait correspondre au parachèvement du voûtement d'ogives, comme le donnent à penser les clés de voûte Renaissance richement ouvragées. Ce sont pratiquement les seuls éléments qui ont fait l'objet d'un effort décoratif. Dans son ensemble, l'église est bien bâtie et très homogène, mais d'une facture très simple. Son plan irrégulier avec un unique bas-côté au nord et une courte chapelle au sud, et les quelques éléments anciens de son mobilier, ajoutent à son intérêt. L'église Saint-Denis a été inscrite aux monuments historiques par arrêté du 5 novembre 1965. Elle fait partie d'un regroupement paroissial avec Fontenay-en-Parisis, Goussainville et Vaud'herland. Les messes dominicales sont célébrées en principe tous les dimanches à 9 h 30.

## Localisation
L'église est située en France, en région Île-de-France et dans le département français du Val-d'Oise, en pays de France, la commune du Thillay, au sud de la ville, rue de Paris. La rue, qui est le principal axe de communication nord-sud du centre-ville, passe obliquement devant le chevet de l'église dans un sens nord-est - sud-ouest. Elle laisse ainsi libre un parvis triangulaire au sud de l'église. Peu de place reste entre la façade occidentale et l'alignement de maisons lui faisant face. En revanche, une vaste pelouse précède l'élévation septentrionale. Des places de parking existent autour, accessibles depuis la rue de la Vieille-Bauné. C'est depuis ici que s'offre une belle perspective de vue sur l'église Saint-Denis, depuis qu'elle a été dégagée des bâtiments mitoyens en 1874.

## Historique

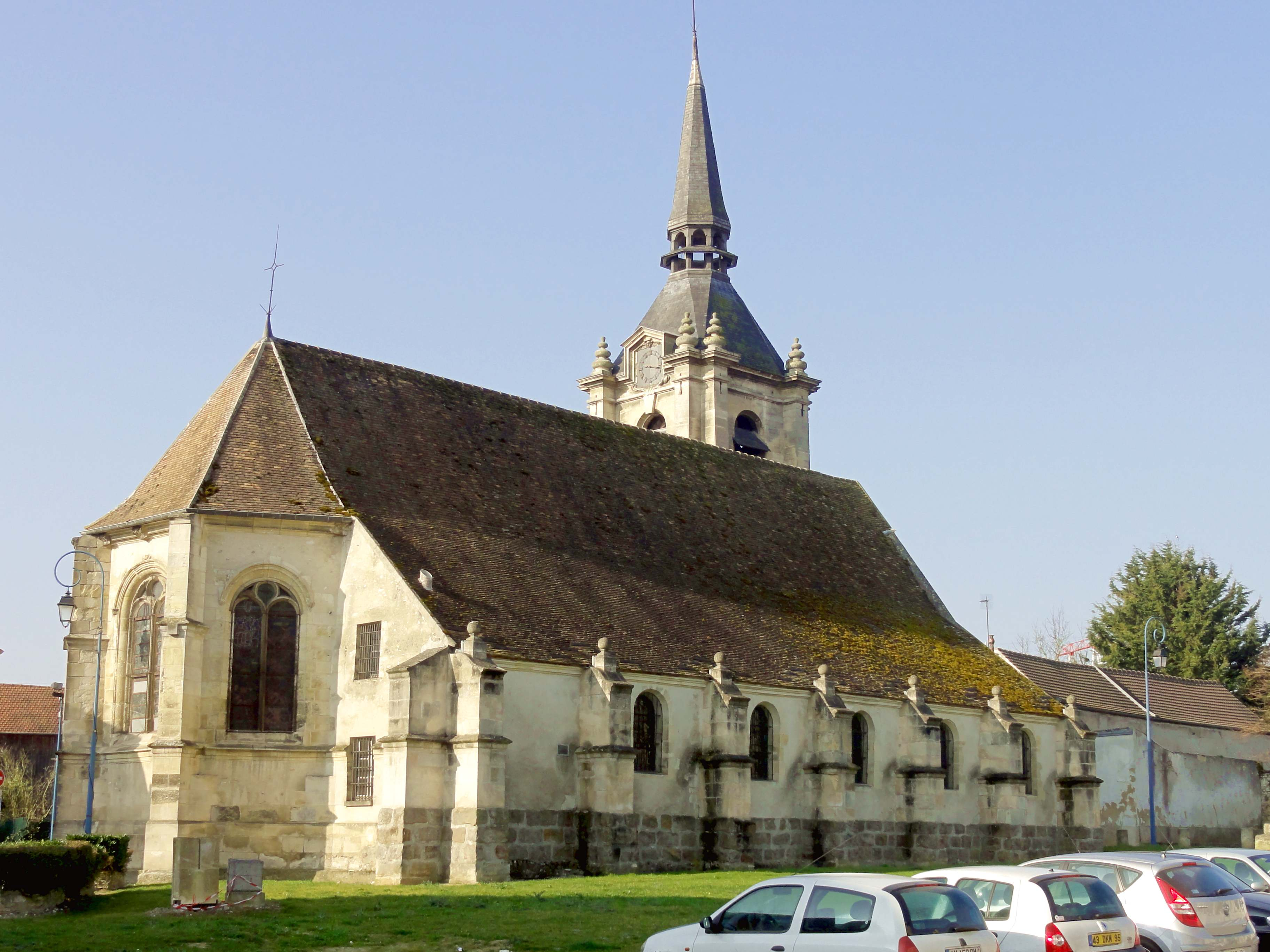
Vue depuis le nord-est.

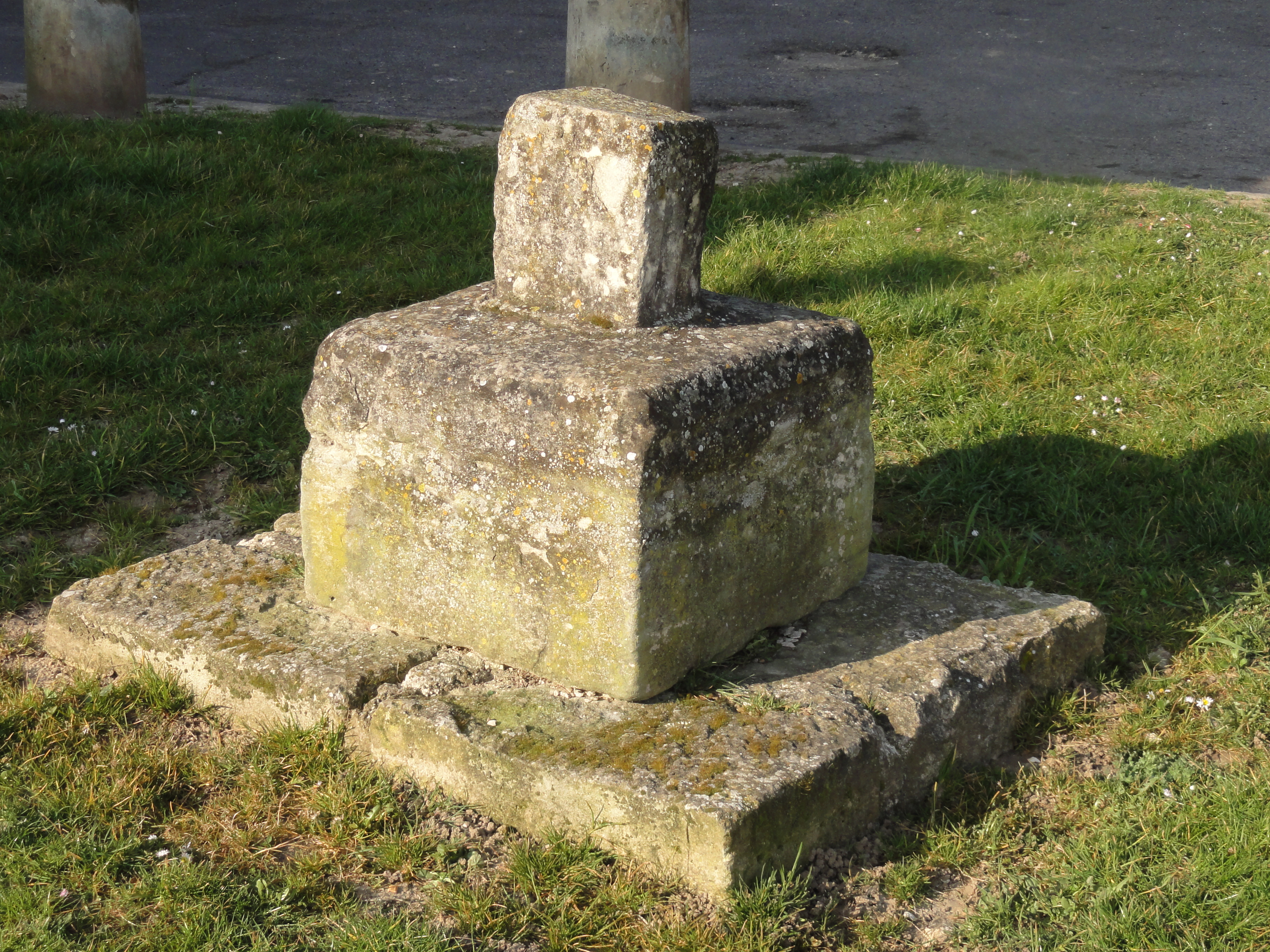
Vestiges de la croix de cimetière.

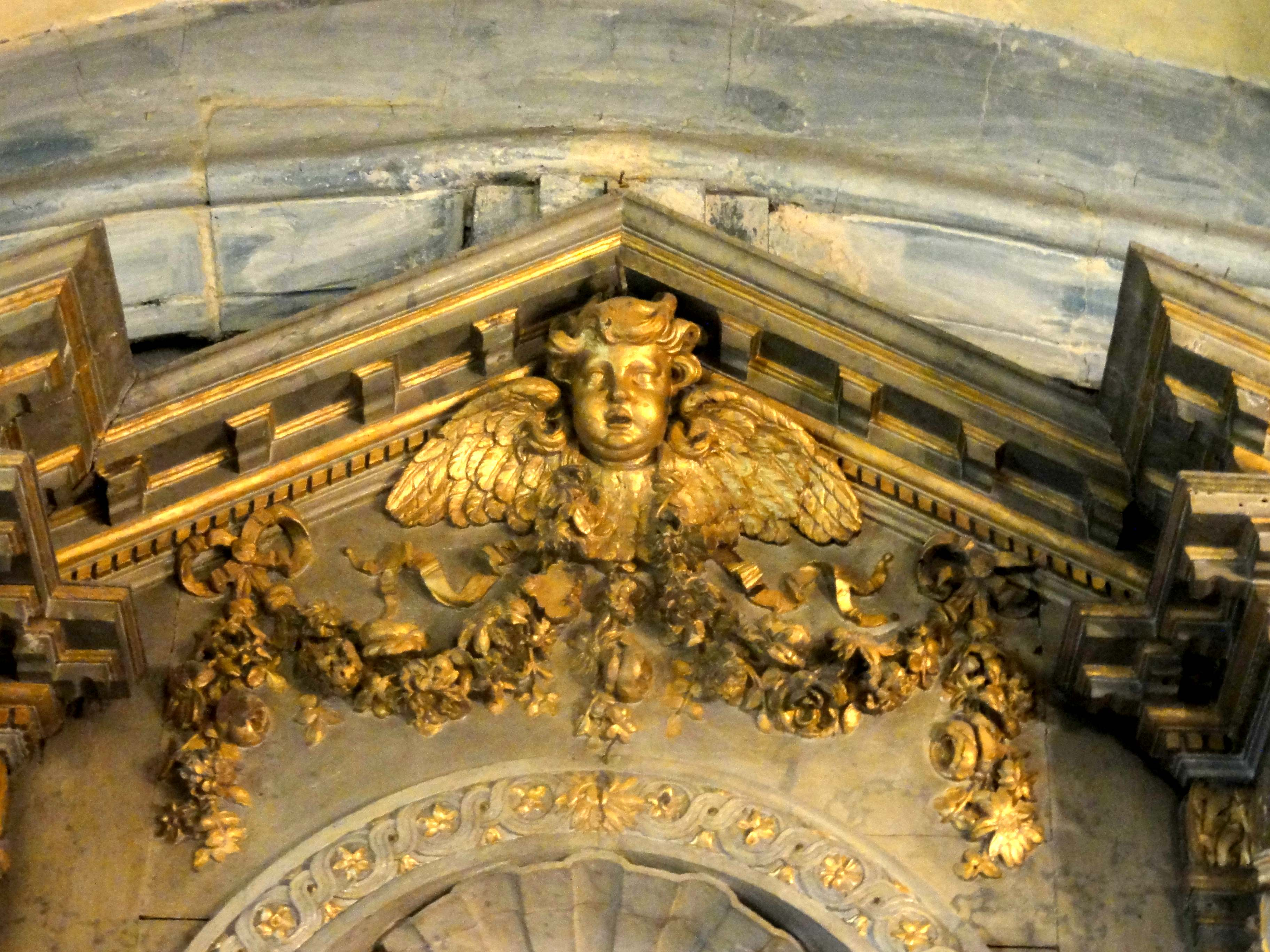
Retable de la Vierge (milieu XVIIIe siècle).

L'abbaye de Saint-Denis acquiert une partie significative des droits de champart du Thillay en 1248, et y achète également des cens en 1251. L'église du Thillay est mentionnée pour la première fois dans un acte de 1273, par lequel l'abbaye de Saint-Denis achète trois sols de cens et un chapon de rente avec un demi-arpent de terre, « assis au-dessus du Moustier de Tellai ». Bien que l'église soit en plus placée sous l'invocation de saint Denis de Paris, il est peu probable que l'abbaye de Saint-Denis soit le fondateur de la paroisse. On peut tout au plus affirmer l'existence de relations très anciennes. En effet, depuis le XIIIe siècle, tous les pouillés indiquent invariablement l'évêque de Paris comme collateur de la cure. L'abbaye de Saint-Denis n'est pas le principal seigneur du Thillay. La grosse dîme est partagée entre le curé du Thillay et plusieurs établissements religieux, à savoir les chanoines de Saint-Denis-du-Pas, à Paris ; les Bons-hommes de Vincennes ; et la maladrerie de Fontenay-sous-Vincennes. Sous l'Ancien Régime, la paroisse dépend du doyenné de Montmorency du diocèse de Paris. Selon Charles Huet, Germain de Marle, prévôt des marchands de Paris de 1526 à 1527, serait à l'origine de la construction de l'église actuelle. Le même auteur indique une première dédicace en 1545, dont l'abbé Lebeuf ne parle pas. L'église n'est certainement pas encore achevée ; puisque le vaisseau central et le bas-côté sont homogènes et affichent le style gothique flamboyant, ce doivent être les voûtes d'ogives qui sont construites ultérieurement. Leurs clés de voûte sont de style Renaissance. Le 28 mai 1583, une nouvelle dédicace est célébrée par l'évêque de Digne, Mgr Henri le Meignen, mandataire de l'évêque de Paris. Par la suite, le seigneur Nicolas Girard, mort en 1612, fait bâtir la chapelle seigneuriale au sud des dernières travées de la nef. Elle est dédiée à saint Nicolas, son patron personnel,,.
Par le Concordat de 1801, les paroisses du diocèse de Paris comprises dans le département de Seine-et-Oise sont définitivement regroupées dans le diocèse de Versailles, le diocèse de Paris se limitant désormais au seul département de la Seine. En 1838, la préfecture approuve un devis estimatif pour la réfection de la toiture. À une période indéterminée du XIXe siècle, un lambris est posée dans l'ancienne chapelle seigneuriale. La vétusté de la tribune ressort d'un document de 1863 ; elle est plus tard supprimée. Il est également fait état de réparations et embellissements qui restent à préciser. En 1874, l'église est dégagée de bâtis existants (sauf à l'angle nord-est au carrefour entre les rues de Paris et de la Vieille-Bauné, où trois maisons sont encore visibles sur une photo aérienne de 1989). Les vieux vitraux sont déposés en 1876, et remplacées par de nouvelles verrières sortant de l'atelier de Charles Lévêque, peintre verrier à Beauvais. L'église Saint-Denis est inscrite aux monuments historiques par arrêté du 5 novembre 1965. La réorganisation des départements d'Île-de-France entraîne l'érection du nouveau diocèse de Pontoise en 1966, dont Le Thillay fait désormais partie. La paroisse forme aujourd'hui un regroupement avec Fontenay-en-Parisis, Goussainville et Vaud'herland. Les messes dominicales sont célébrées en l'église Saint-Denis le dimanche à 9 h 30, avec certaines restrictions pendant les mois de juillet et août.

## Description

### Aperçu général

Plan de l'église.

Orientée à peu près régulièrement avec une déviation de l'axe de l'édifice de 8° vers le sud-est du côté du chevet, l'église répond à un plan dissymétrique. Elle se compose d'une nef de cinq travées, accompagnée d'un unique bas-côté au nord ; d'un clocher au sud de la première travée de la nef ; de la chapelle Saint-Nicolas au sud des deux dernières travées de la nef ; et d'un chœur de deux travées, soit une travée droite et une abside à trois pans. La sacristie occupe l'angle entre le collatéral nord et le chœur. Elle est extérieurement homogène avec le collatéral, mais ne possède que deux petites fenêtres superposées à l'est. Le plan de l'édifice suggère que seulement une seconde et une troisième travée du bas-côté sud manquent à sa symétrie, mais la base du clocher sert de porche et ne communique avec l'intérieur de l'église que par une porte, et la chapelle du sud n'est pas stylistiquement homogène avec le bas-côté nord. La longueur intérieure du vaisseau central est de 25,95 m, dont 19,05 m pour la nef (idem pour le bas-côté) et 6,80 m pour le chœur. La largeur du vaisseau central est de 5,25 m entre les murs gouttereaux, et celle du bas-côté est de 3,60 m entre le mur gouttereau nord et les piliers des grandes arcades. La largeur cumulée des deux vaisseaux varie entre 9,90 m à l'ouest et 10,30 m à l'est. L'extension de la chapelle Saint-Nicolas est de 3,50 m en largeur et de 7,30 m en profondeur. L'ensemble des travées est voûté d'ogives. La toiture actuelle date de 1838 ; elle recouvre à la fois la nef et le bas-côté, la chapelle du sud étant pourvue d'un deu toit en pavillon. La couverture est réalisée en tuiles mécaniques, sauf pour la flèche du clocher, qui est revêtue d'ardoise. L'on accède à l'église par le portail à l'est du clocher, le portail occidental étant condamné.

### Intérieur

#### Vaisseau central

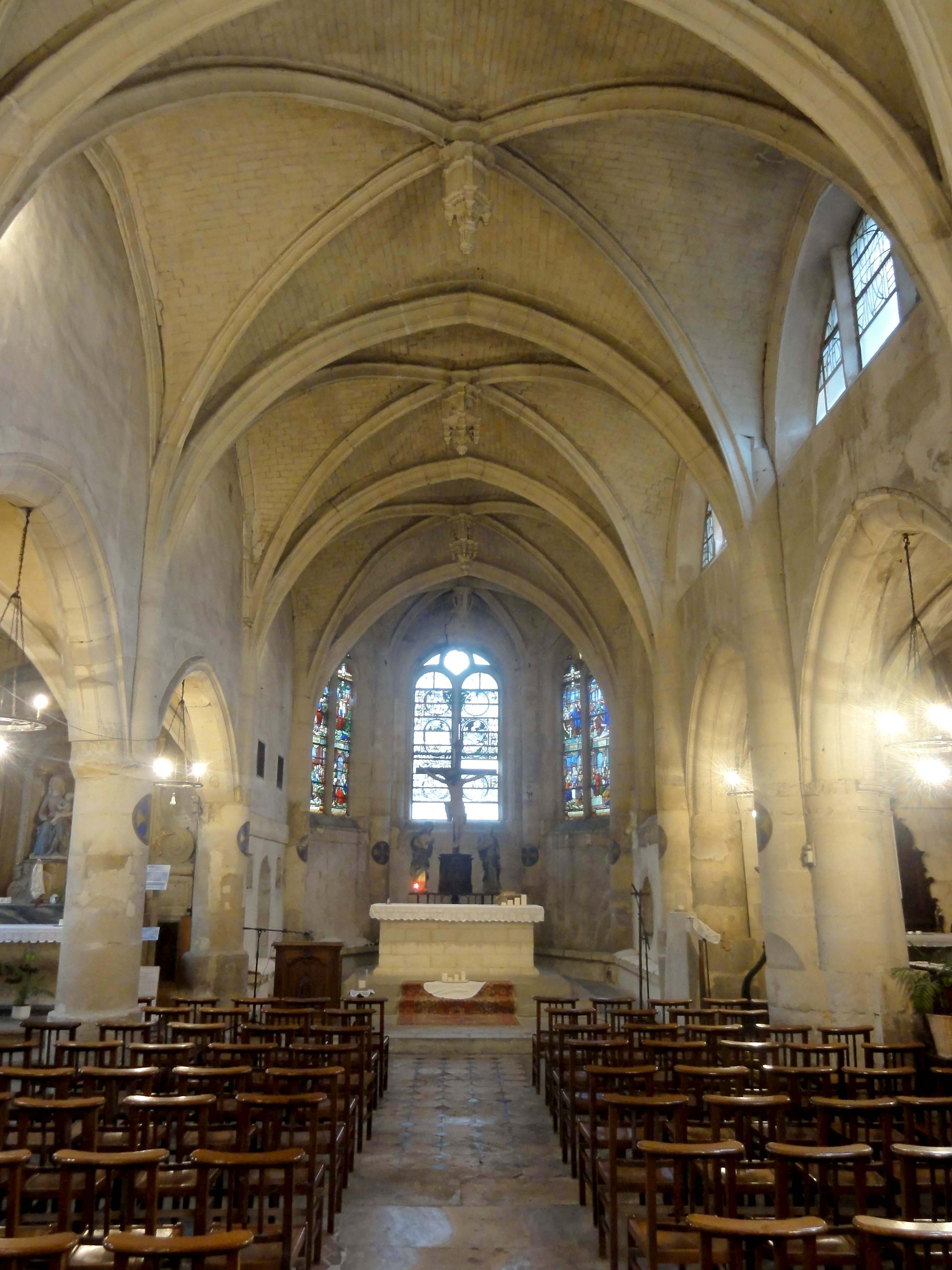
Nef, vue vers l'est.

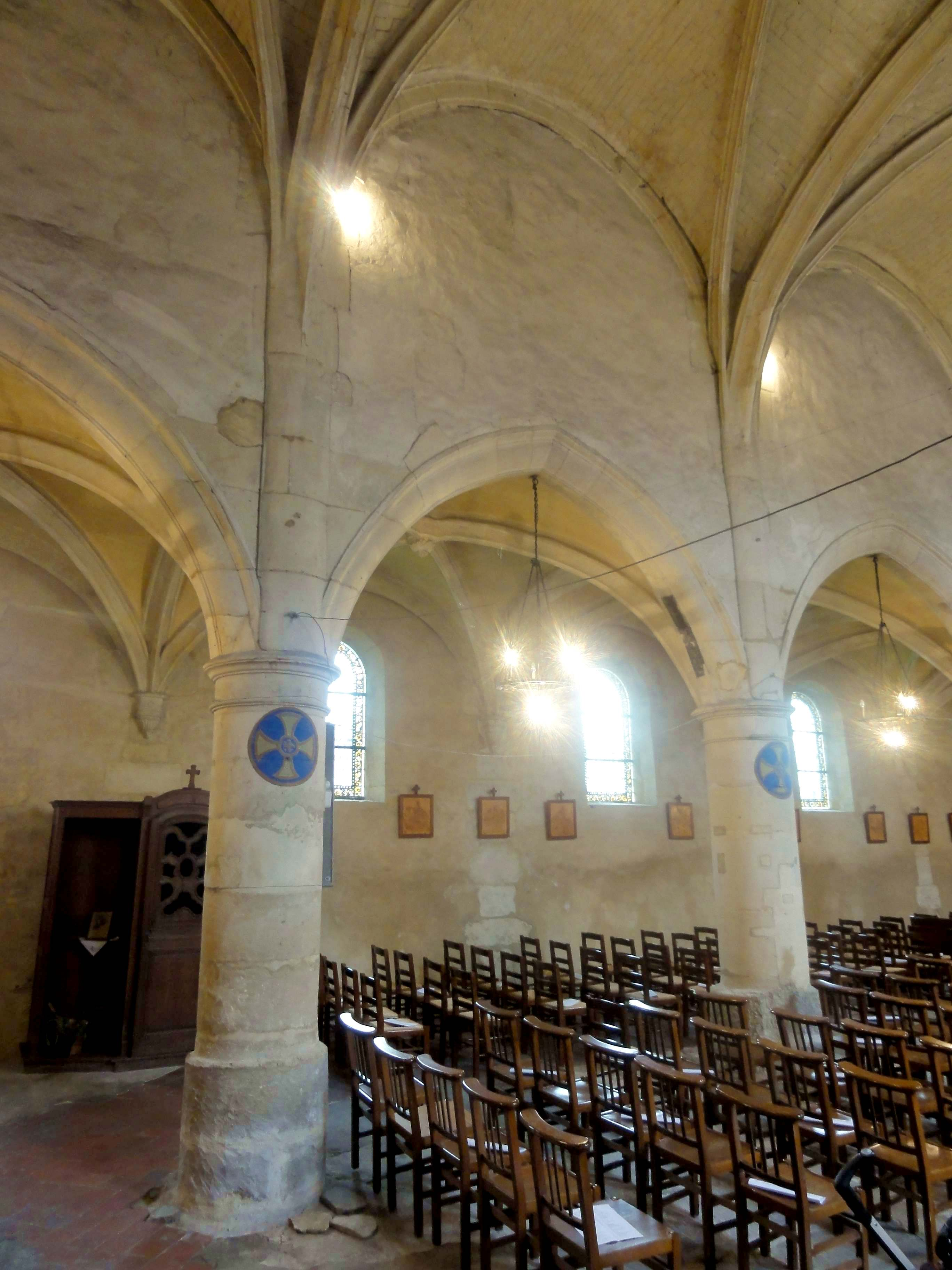
3e travée, élévation nord.

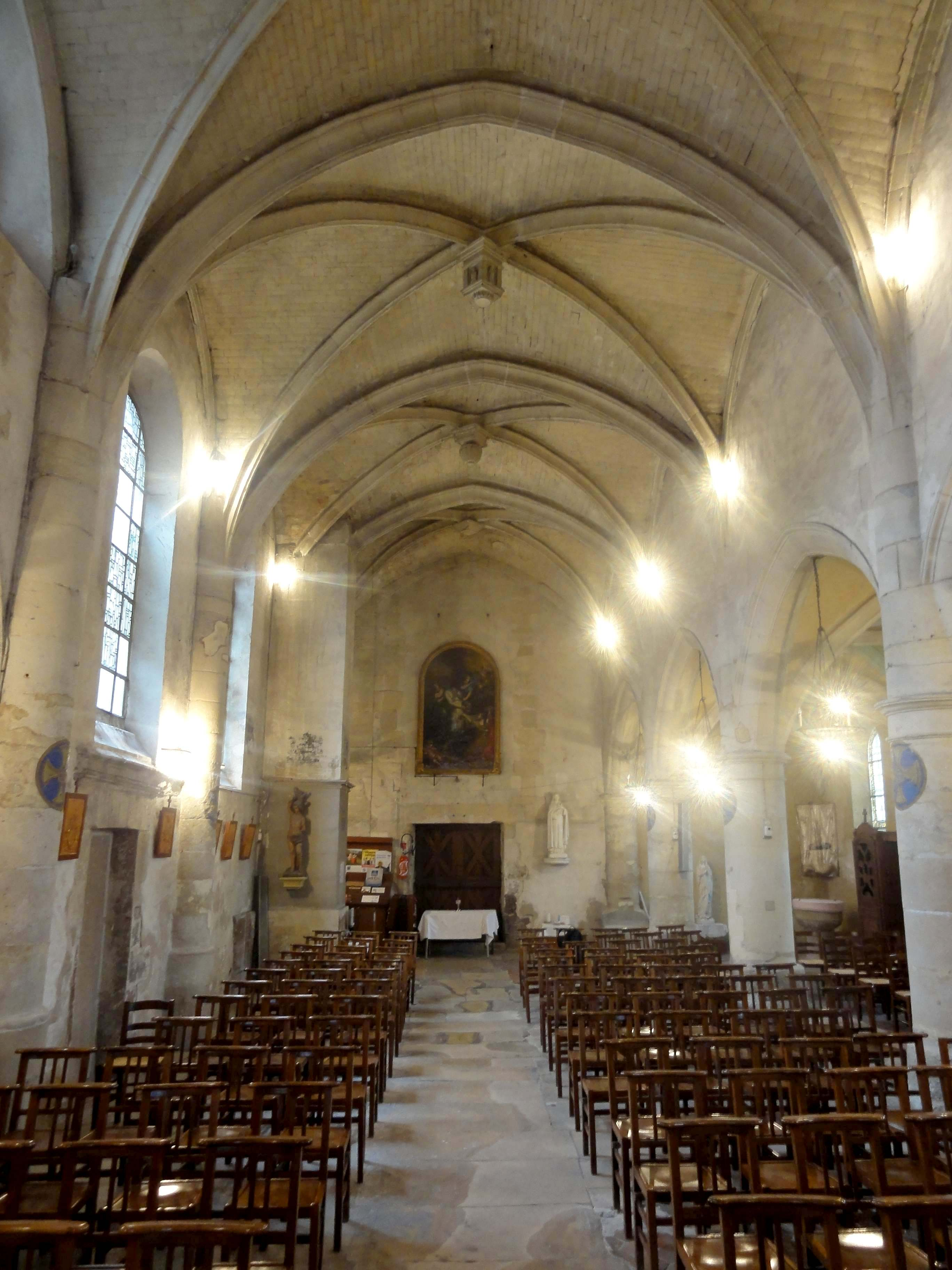
Nef, vue vers l'ouest.

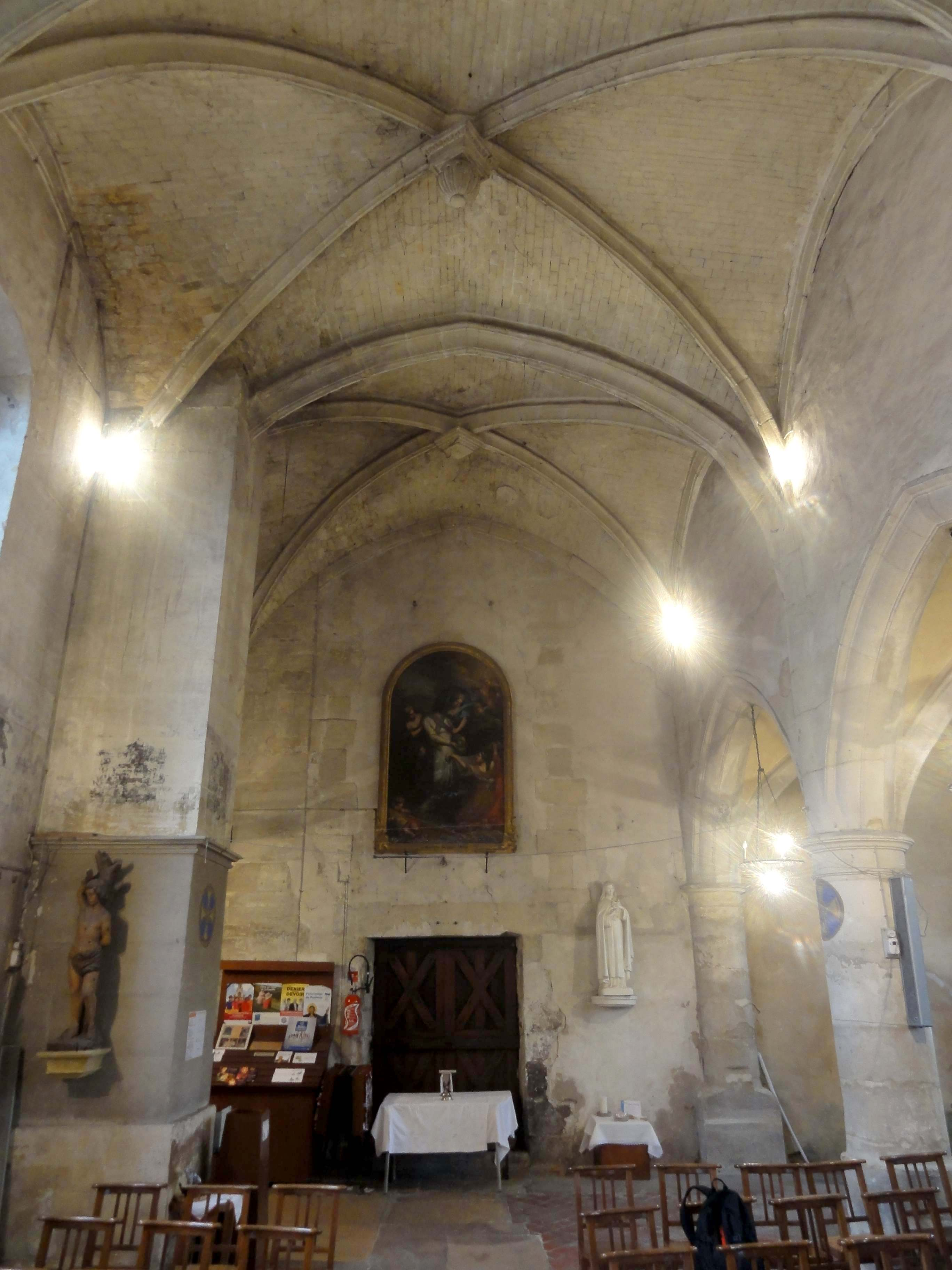
Nef, extrémité occidentale.

Selon le baron Ferdinand de Guilhermy, « l'église paroissiale est un petit édifice du XVIe siècle, d'une construction bien exécutée, mais très simple ». La hauteur des piliers du vaisseau central est médiocre, et ne dépasse guère la largeur, soit 5,25 m environ. Cette faible hauteur exagère visuellement la profondeur de l'édifice, et n'empêche pourtant pas une importante portion de murs nus au-dessus des grandes arcades du nord. De ce fait, le bas-côté porte bien son nom. La proportion entre largeur et hauteur y est la même. L'architecture ne fait pas preuve de beaucoup de recherche, à l'exception des clés de voûte et des culs-de-lampe au droit du mur du bas-côté. L'on remarque notamment que les piliers des grandes arcades sont dépourvus de bases moulurées, et reposent directement sur les socles retaillés pour gagner de la place au sol, et que les fenêtres latérales en plein cintre ne sont pas entourées de moulures et dépourvues de remplage. Avec les églises voisines de La Chapelle-en-Serval, Survilliers et Vineuil-Saint-Firmin, dans l'ancien diocèse de Senlis, elle est « représentative de cette architecture gothique tardive assez simple et répétitive qui, à partir de la seconde moitié du XVe siècle, accompagna l'important mouvement de reconstruction rendu nécessaire par les désastres de la Guerre de Cent Ans » (Dominique Vermand). L'absence de bas-côté au sud est une particularité de l'église du Thillay, qui se rencontre aussi à Villiers-Adam, et permet l'éclairage direct du vaisseau central par des fenêtres, qui est loin d'être la règle dans les églises rurales du XVIe siècle. Charles Huet commet une distraction en disant que « la nef ne comporte pas de baies d'éclairage dans ses parties hautes », car sauf au niveau du clocher, chaque travée comporte une fenêtre vers le sud, même la quatrième et la cinquième travée, au-dessus des arcades ouvrant sur la chapelle Saint-Nicolas.
Les voûtes de la nef sont en arc brisé, sauf les formerets des trois premières travées, qui sont en plein cintre. Les ogives et arc-doubleaux affectent un profil prismatique aigu, caractéristique de l'architecture flamboyante à son apogée. Il contraste avec les clés de voûte pendantes, qui sont sculptées de motifs de la Renaissance. L'explication pourrait être la potentielle interruption du chantier avant la construction des voûtes, qui se devine de la double dédicade de l'église en 1545 et 1583, et qui semble être confirmée par la rupture dans le profil des formerets au sud, près de leur retombée. La première clé est formée par quatre losanges superposés, dont le dernier est cerné d'un rang d'oves. Une rosace figure au centre. La seconde clé est également de plan losangé, et l'on y retrouve le motif des oves dans l'échine entre les deux plans du carré. Une sorte de boule garnie de feuilles plates schématisées est suspendue sous la clé. La troisième clé se compose essentiellement d'un édicule cubique agrémenté de quatre niches simples, dont les statuettes sculptées en bas-relief forment corps avec la clé. Les clés des trois travées suivantes sont de petits temples renversés sur plan circulaire, dont l'un est garnie de coquilles Saint-Jacques. Les dessous des clés sont décorés de culs-de-lampe décorés de deux rangs d'oves ou de feuillages, ainsi que d'un bourgeon. Il paraît que la troisième clé se terminait pareillement. Dans l'abside, l'on voit quatre bustes humains séparés par des lyres. Ces quatre dernières clés sont d'une facture recherchée, et Charles Huet parle de petites chefs-d'œuvre, mais elles n'atteignent pas la qualité d'exécution des clés de la troisième travée du nord de l'église Saint-Justin de Louvres et de la chapelle seigneuriale de l'église Saint-Quentin de Valmondois, réputées pour leurs édicules à statuettes. Toutes les voûtes sont établies sur des croisées d'ogives simples, et les nervures pénètrent directement dans les demi-piliers cylindriques engagés dans le mur méridional ou les ondulations dans le mur septentrional, sans interposition de chapiteaux. Cette disposition est caractéristique de la période flamboyante. Au sud, les piliers descendent directement jusqu'au sol, même devant les grandes arcades vers la chapelle Saint-Nicolas, qui ont dû être percées après coup. Au nord, les renflements s'arrêtent au niveau d'une série de moulures que les piliers y portent en guise de chapiteau (sauf les deux derniers).
À divers endroits, des traces d'une litre funéraire demeurent visibles sur les murs, mais elles sont trop effacées pour permettre l'identification des armoiries. Le dallage du sol en grosses plaques irrégulières de pierre calcaire donne du caractère à l'espace intérieur. Il comporte des pierres tombales retournées ou effacées. Sur le plan des élévations, la première travée à l'ouest ne montre pas la même harmonie que les suivantes. Le mur occidental est aveugle, et percé seulement d'une porte rectangulaire à double vantail, sans ornementation. Deux chaînages en pierre de taille également visibles depuis l'extérieur débutent au niveau du linteau, et trahissent un appareil de moellons caché par un enduit. À gauche, un contrefort septentrional du clocher fait presque imperceptiblement saillie. Dans l'angle sud-est, les nervures de la voûte sont reçues sur un cul-de-lampe non sculpté. Le mur méridional est également aveugle, mais ici, le portail est en plein cintre. Une demi-lune remplie d'un vitrail surmonte la porte à double vantail. À l'intersection avec la seconde travée, l'autre contrefort septentrional du clocher fait très largement saillie dans la nef. Ici et dans la travée suivante, les allèges se terminent par un bandeau mouluré, qui a été partiellement bûché. L'ébrasement d'une petite porte bouchée en dessous de la fenêtre de la troisième travée sert de cadre à une pierre tombale antérieure à la Révolution, qui a été redressée contre le mur. La quatrième et la cinquième travée possèdent des fenêtres hautes qui occupent toute la lunette de la voûte, ce qui n'est pas sans rappeler le chœur de Jouy-le-Moutier, mais contrairement à ce dernier cas, il n'est pas assuré qu'il s'agisse d'une disposition authentique. Les deux meneaux verticaux par baie affectent un profil aigu simple, et n'indiquent aucun style particulier.
Le mur méridional de la première travée du chœur et les trois pans de l'abside sont ajourés de grandes fenêtres pourvues d'un remplage de deux formes en plein cintre surmontées d'un oculus, ou d'un soufflet simplifié. Elles sont entourées d'un gorge. Seulement la baie axiale est en plein cintre, les autres étant en arc brisé. La retombée de la voûte s'effectue de la même façon qu'au sud, par des demi-piliers cylindriques engagés dans le mur. L'abside est dépourvue de formerets, et son architecture ne reflète pas l'importance de cette partie de l'église en tant que sanctuaire, et lieu de la célébration eucharistique. Un banc de pierre va tout autour, comme fréquemment dans les bas-côtés. Le mur septentrional de la première travée ne possède pas de fenêtres. La porte de la sacristie est flanquée de deux petites niches rectangulaires sans ornement, qui abritent des châsses à reliques. La piscine au sud s'ouvre sous un arc en plein cintre, et n'est pas davantage décorée. L'abside présente la particularité de ne pas posséder de partie droite. Elle se limite au chevet à trois pans. Les pans latéraux ne sont que légèrement obliques, et assument donc la mission de la partie droite, qui est de donner de la profondeur au sanctuaire. Il en résulte des pans assez larges et un chevet qui se situe à mi-chemin entre le chevet à pans coupés habituel et le chevet plat, fréquent dans la région. Les absides de La Chapelle-en-Serval, Droizelles, Fresnoy-la-Rivière, Marolles et Mézy-sur-Seine partagent ce même plan.

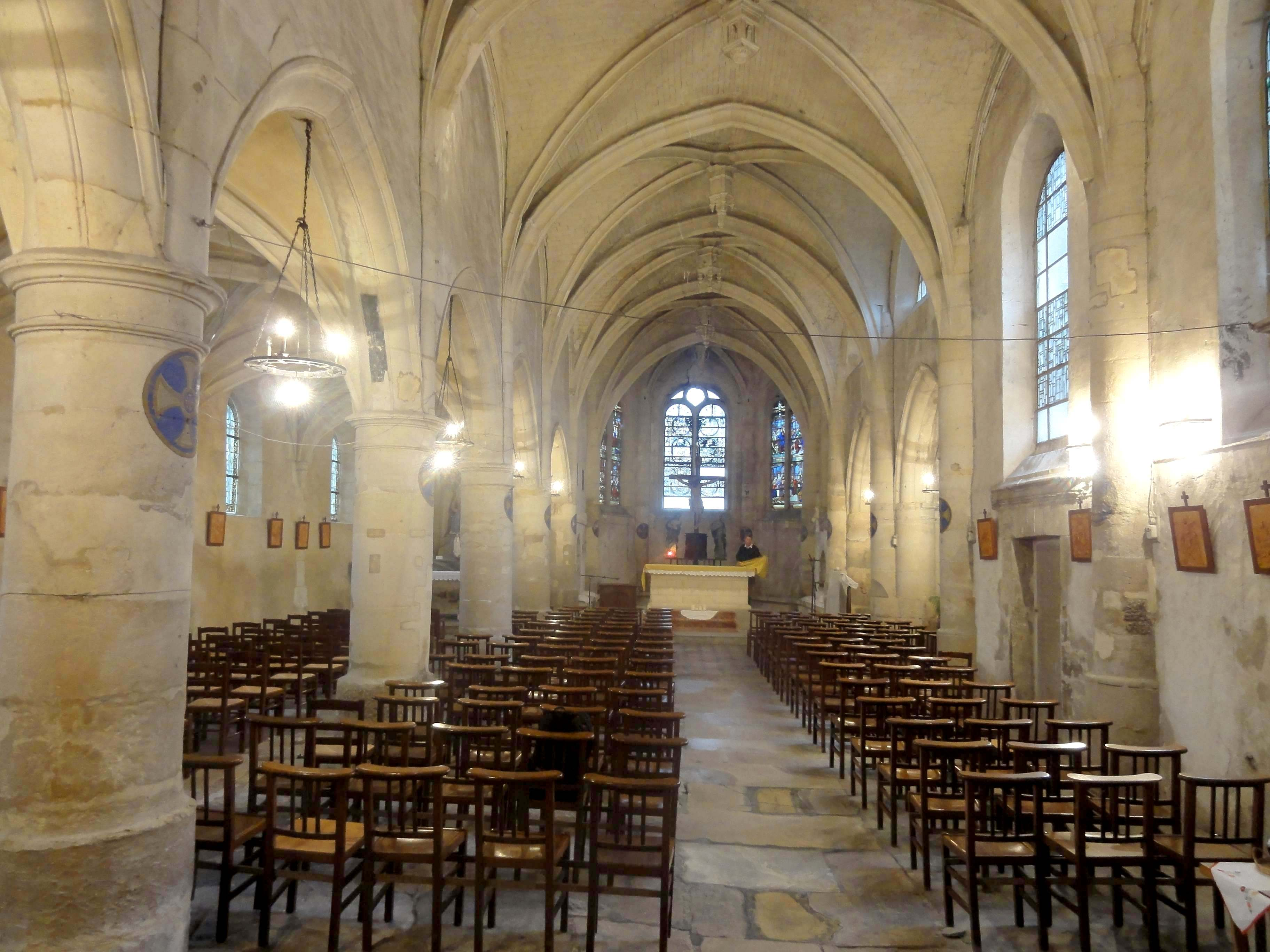
Vue générale intérieure.
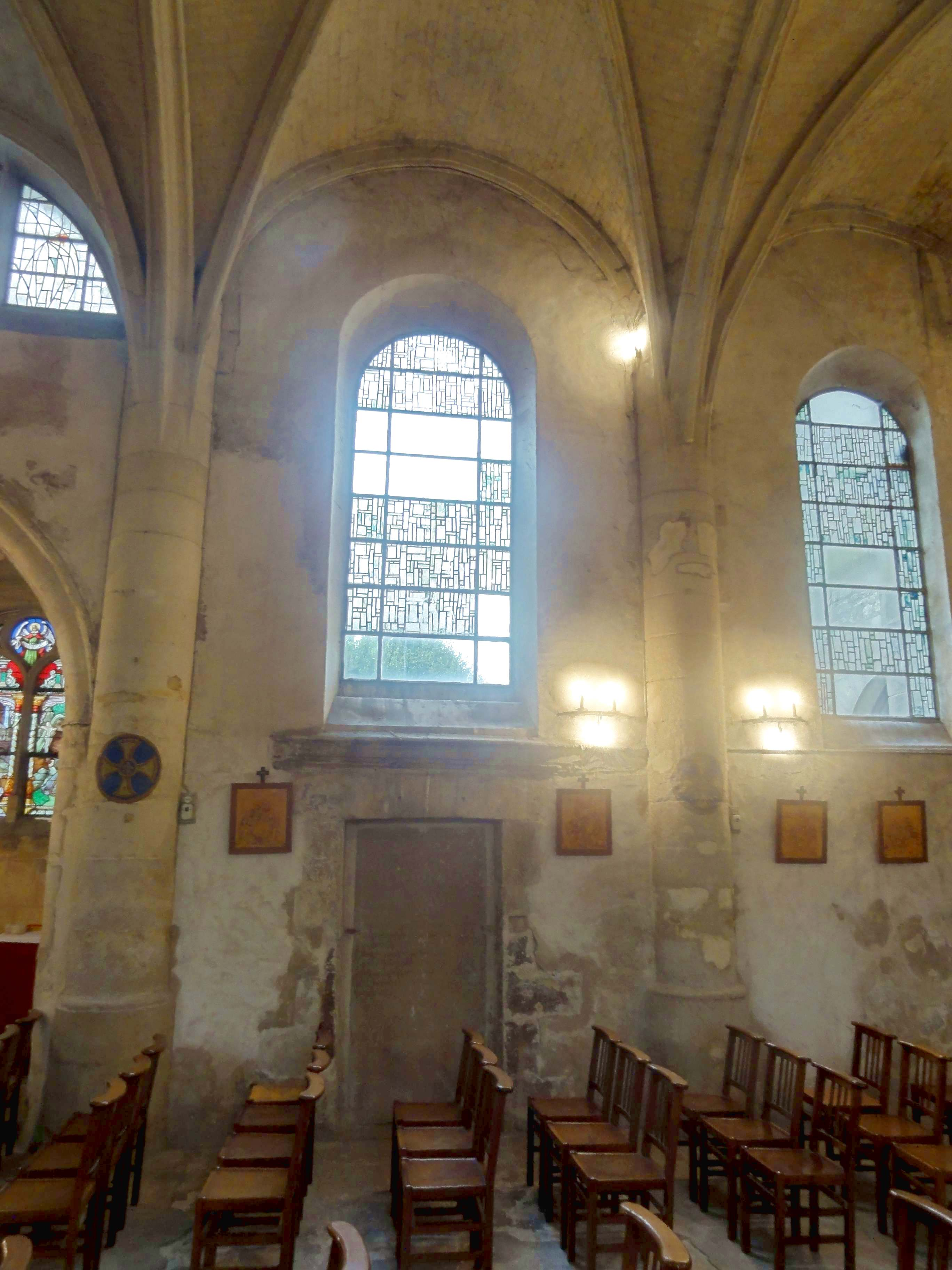
3e travée, élévation sud.
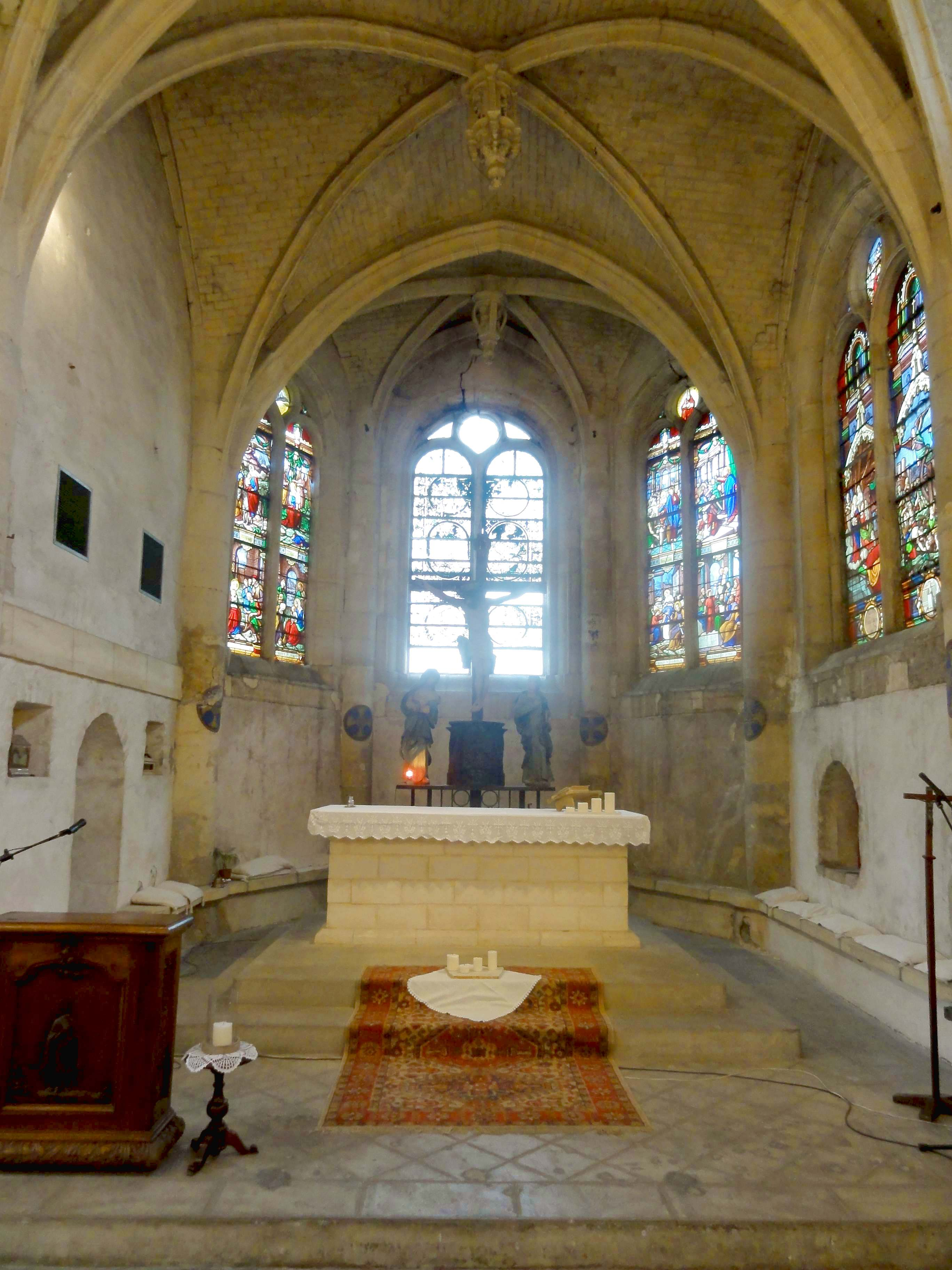
Chœur, vue vers l'est.
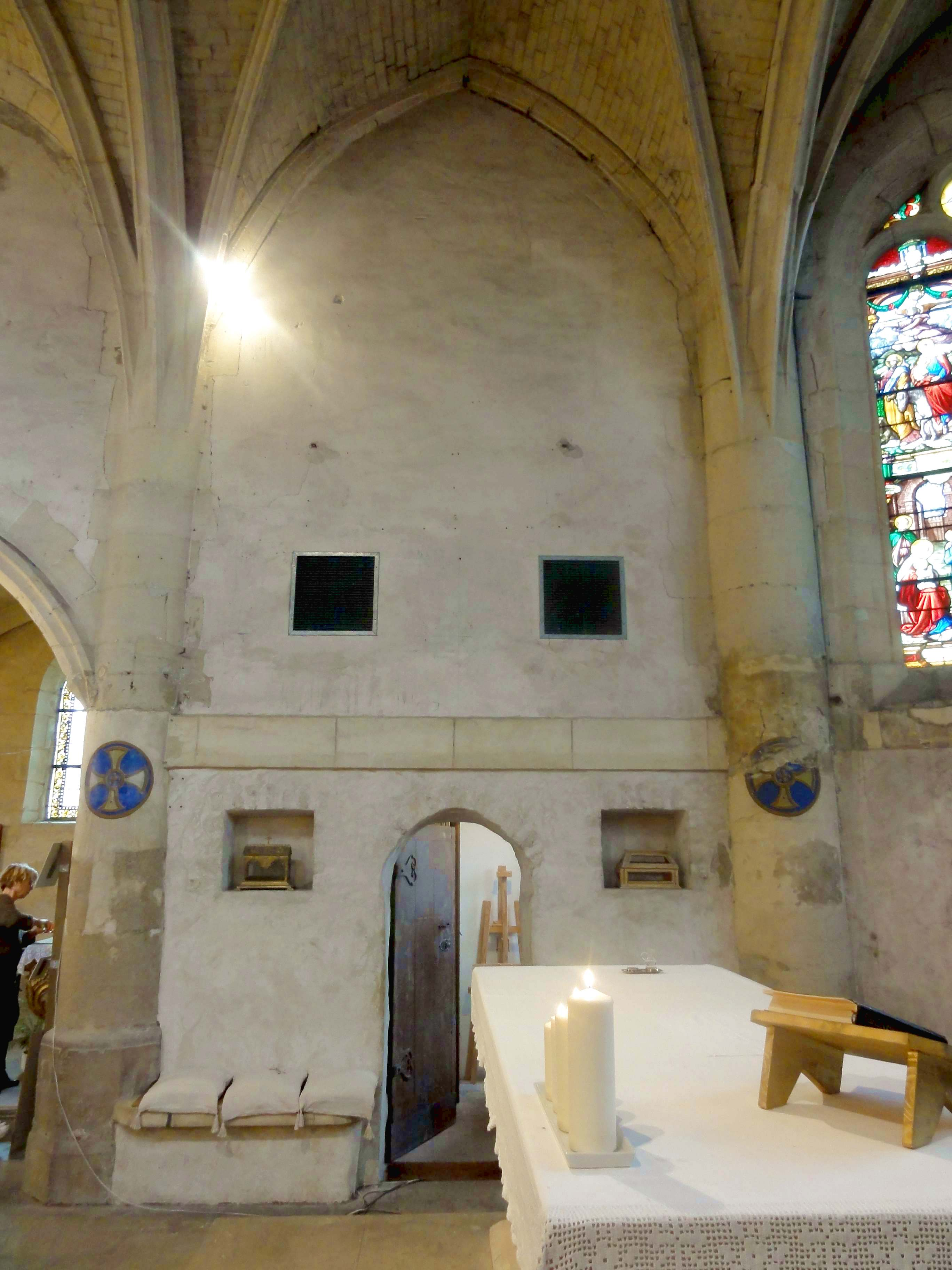
Chœur, élévation nord.
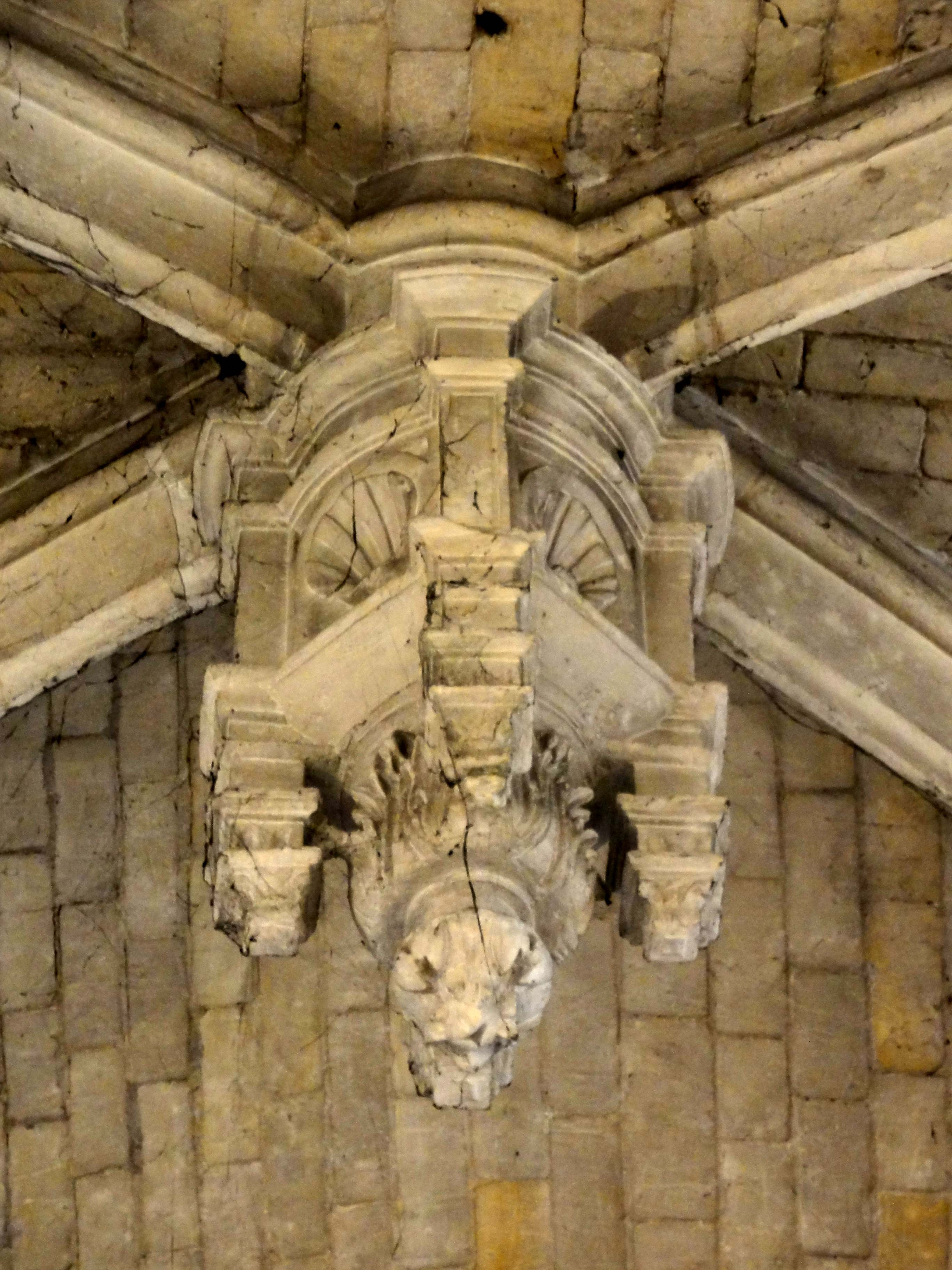
5e travée, clé de voûte.
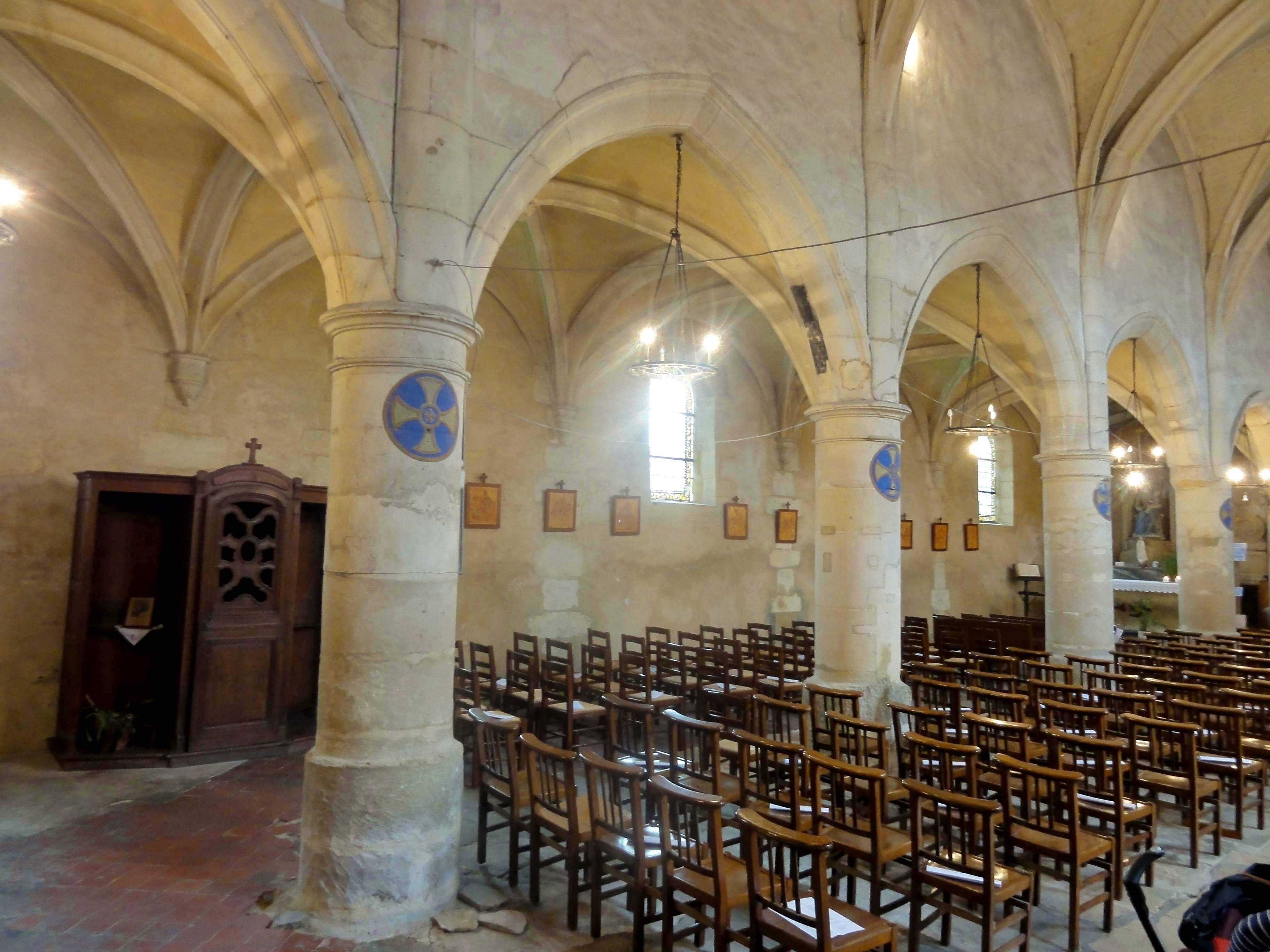
Grandes arcades du nord.

#### Grandes arcades et bas-côté nord

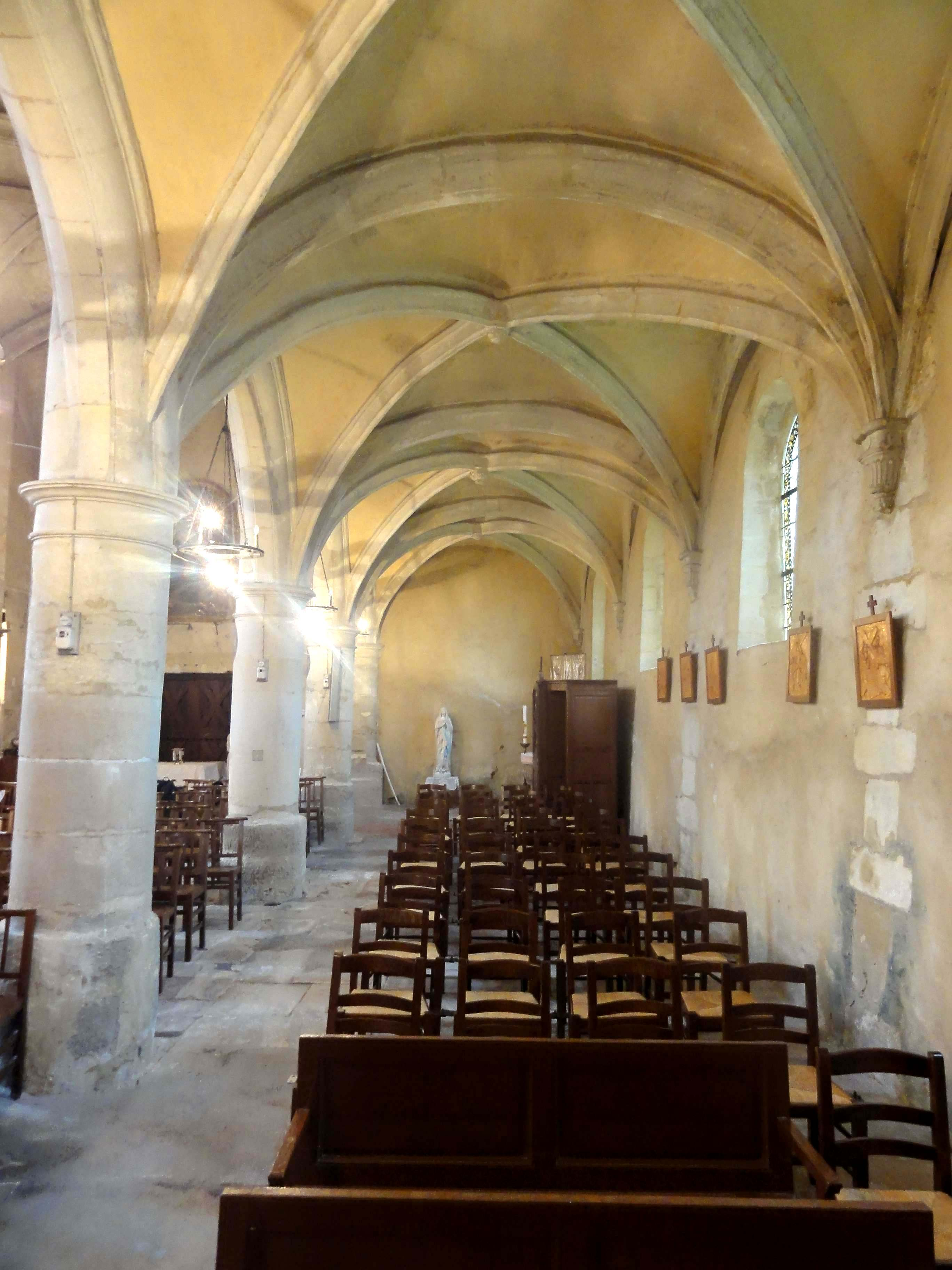
Vue vers l'ouest.

Les chapiteaux ébauchés des grandes arcades se composent, du haut vers le bas, d'un tailloir mouluré d'un boudin aplati, d'une doucine et d'un mince filet ; d'une plate-bande en lieu et place de la corbeille ; et d'une astragale. L'on ne trouve pas souvent une disposition équivalente dans les églises de la région (chœur de Haravilliers, grandes arcades du nord de Vaudancourt, ou avec des tailloirs carrés, Blaincourt-lès-Précy, grandes arcades du sud de Fosses, chapelle sud de Villers-sous-Saint-Leu). La saillie de l'assiette du tailloir du côté de la nef est juste suffisante pour assurer la retombée des ondulations émanant des nervures des hautes-voûtes. Les grandes arcades du nord sont au profil d'un gros boudin, comme dans les nefs d'Armancourt, Survilliers et Vauréal, ou sans les moulures prismatiques, dans les chœurs de Boran-sur-Oise et Jagny-sous-Bois, où le boudin est toutefois flanqué de gorges, et dans certains cas, de moulures prismatiques. Au Thillay, l'intrados du boudin est méplat, et cantonné de fines baguettes. La dernière grande arcade du nord est plus basse et forme une exception, car elle est primitivement non moulurée, aux arêtes chanfreinées ; puis des bandeaux moulurés y ont été plaqués devant des deux côtés. Cette arcade, ainsi que celle qui la précède à sa limite est, ne sont pas pénétrantes : elles retombent sur des culs-de-lampe, qui ont malheureusement été piochés. Charles Huet estime que cette arcade représente un vestige de l'église du XIIIe siècle. Les grandes arcades reposent sur des piliers monocylindriques appareillés en tambour, comme à Bessancourt, La Chapelle-en-Serval, Jagny-sous-Bois, Mont-l'Évêque, Précy-sur-Oise, Survilliers, Vauréal, et dans le chœur de Boran-sur-Oise. La Chapelle-en-Serval est l'un des rares exemples de piliers sans bases.
Les voûtes des bas-côtés sont en cintre surbaissé, tant dans le sens transversal que dans le sens longitudinal. Elles sont étonnamment plates, et les sommets des grandes arcades se situent parfois un peu au-dessus des clés de voûte. Les ogives adoptent un profil prismatique aigu, qui est différent de celui observé dans la nef. Les clés de voûte ne sont pas pendantes, et décorées plus discrètement de feuillages autour d'une petite rosace dans les quatre premières travées. Dans la quatre travée, les feuillages enveloppent aussi les flancs de la clé. Dans la cinquième travée, l'on trouve un écusson entouré d'une guirlande. Les formerets le long du mur gouttereau ne sont pas plaqués contre celui-ci, mais laissent un faible intervalle. Le formeret au revers de la façade n'est plus complet. Comme déjà signalé, les voûtes retombent sur des culs-de-lampe le long du mur latéral et dans les angles. Les quatre culots au droit du mur septentrional sont identiques, et vaguement inspirés de l'ordre dorique d'après Charles Huet. La corbeille est garnie de cannelures selon cet auteur, ou de godrons selon le dossier d'inventaire, ce qui paraît plus judicieux : en effet, des petites feuilles lancéolées occupent la partie basse des cavités, ce qui donne à penser que l'inspiration vient du règne végétal. Les murs font apparaître des chaînages en pierre de moyen appareil à l'intersection des travées, et sont sinon enduits. Le retable de la Vierge est placé contre le chevet,.

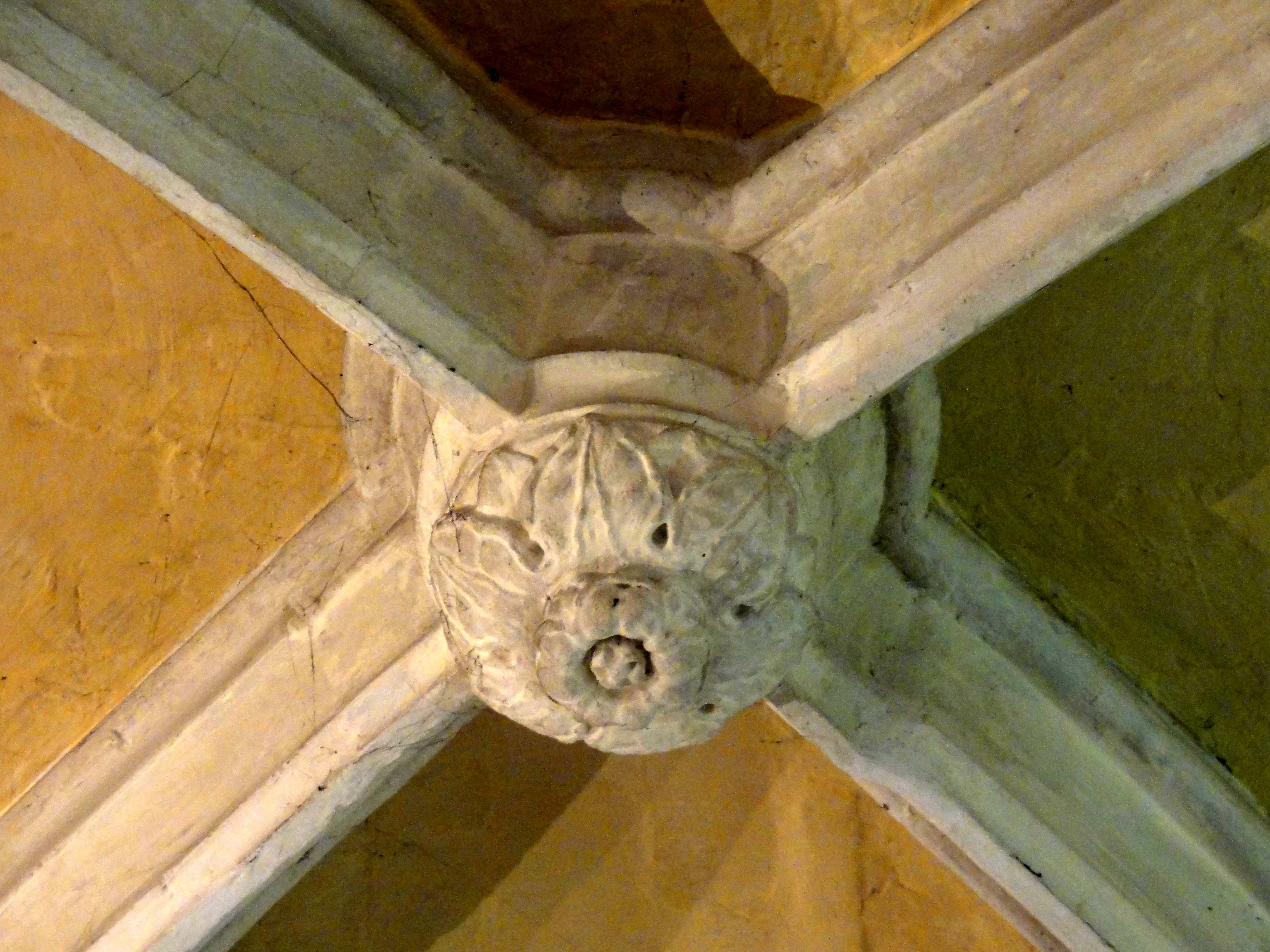
Clé de la 2e travée.
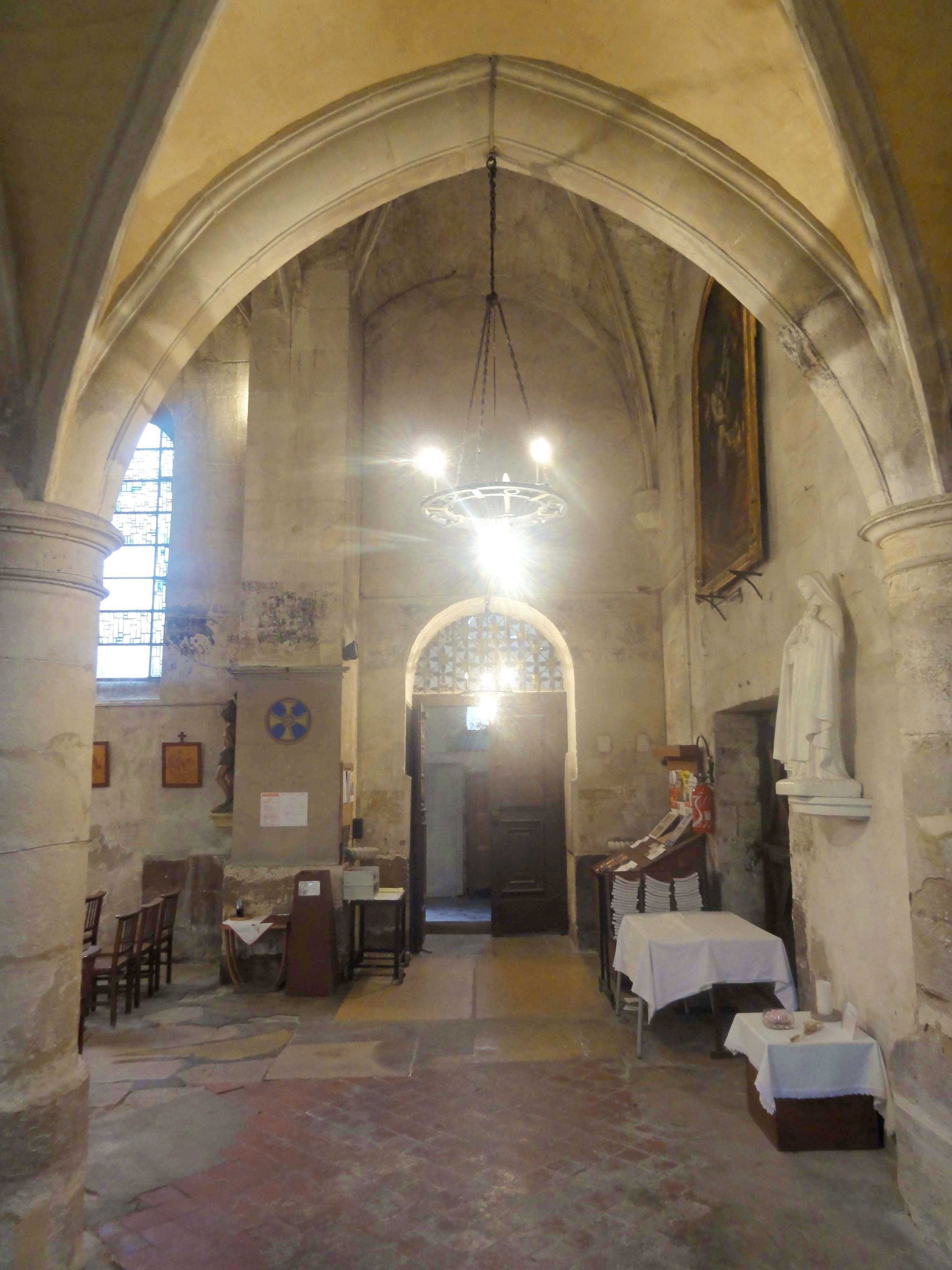
Vue par la 1re arcade.
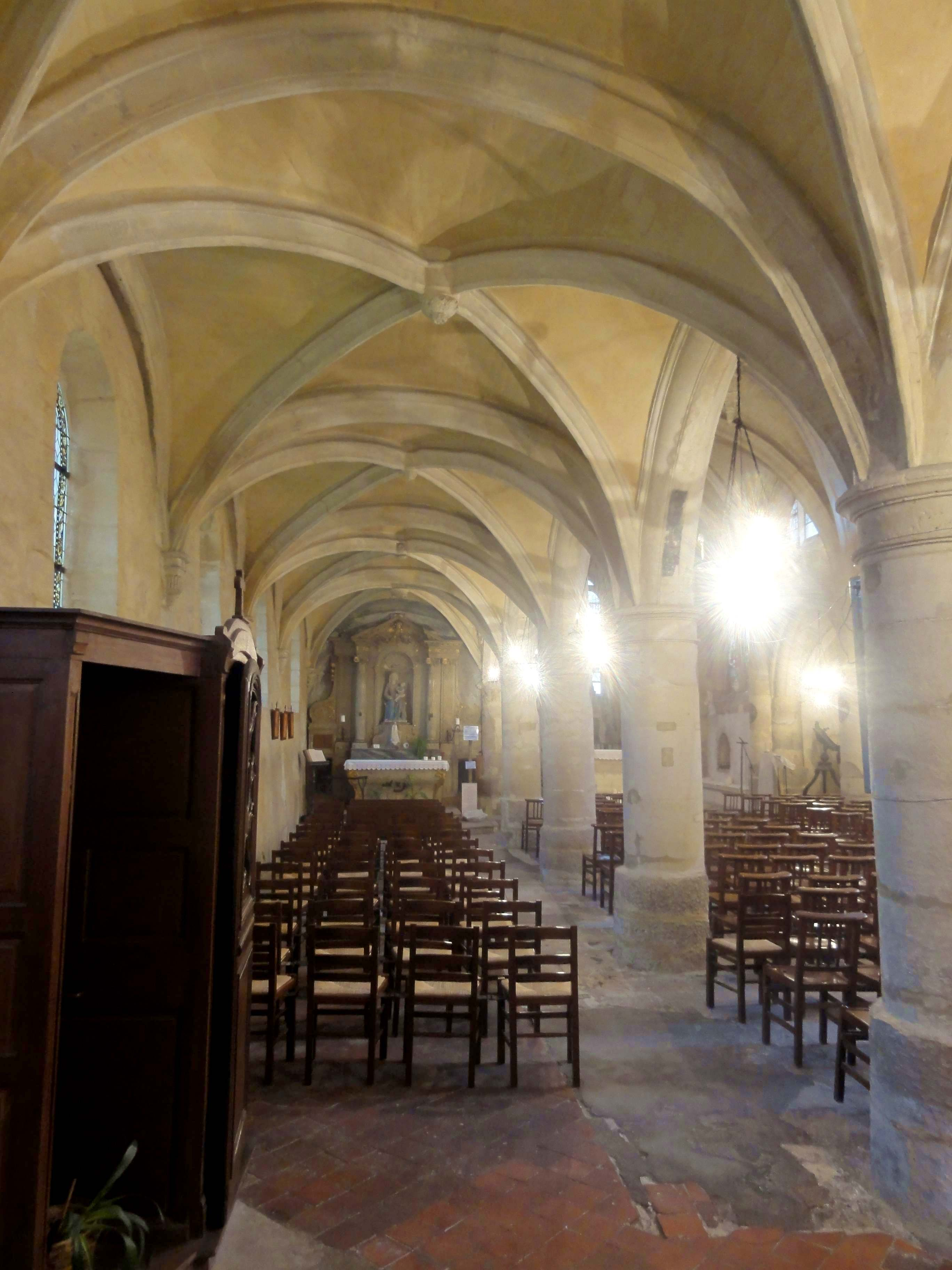
Vue vers l'est.
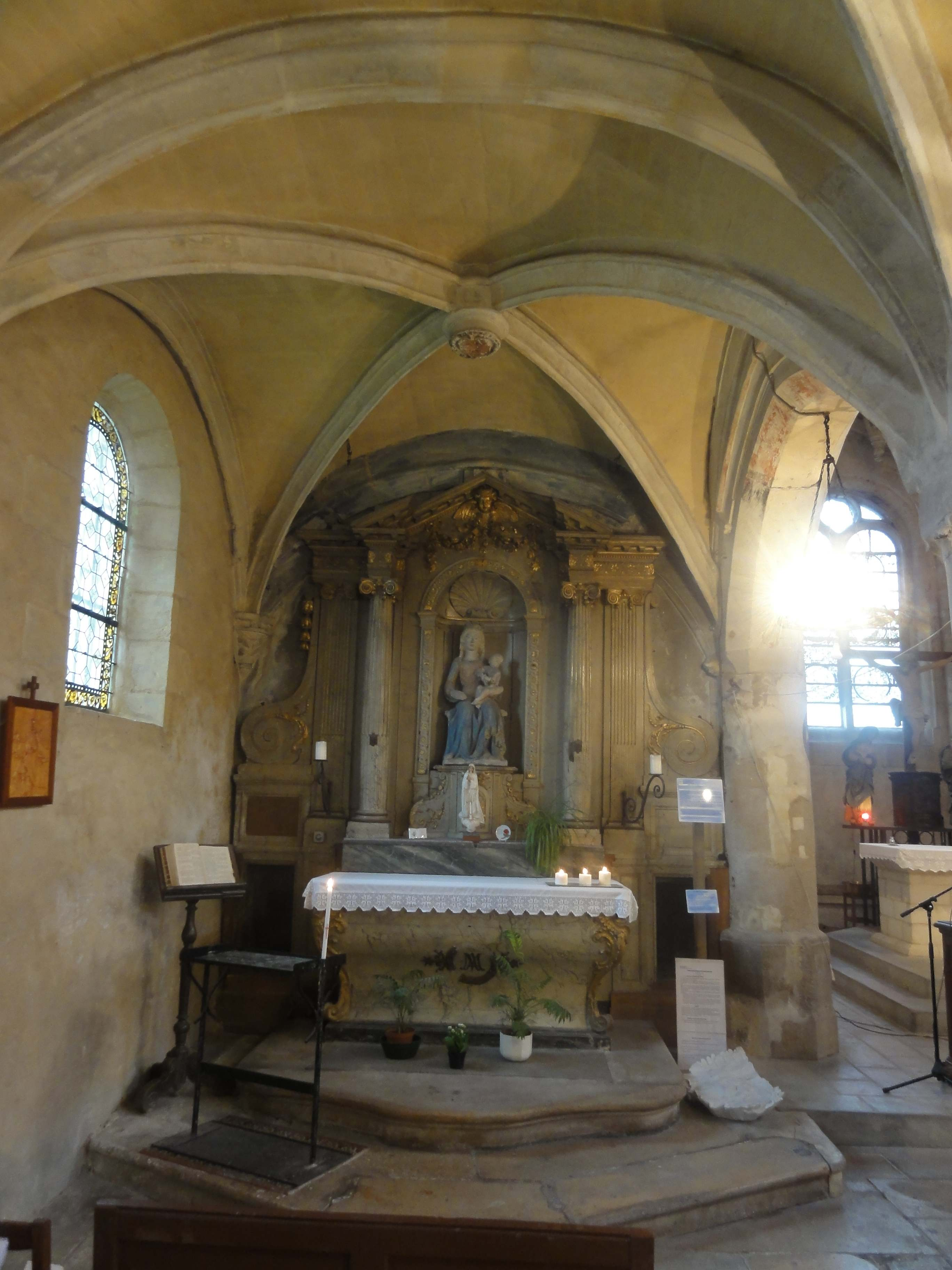
Chevet.
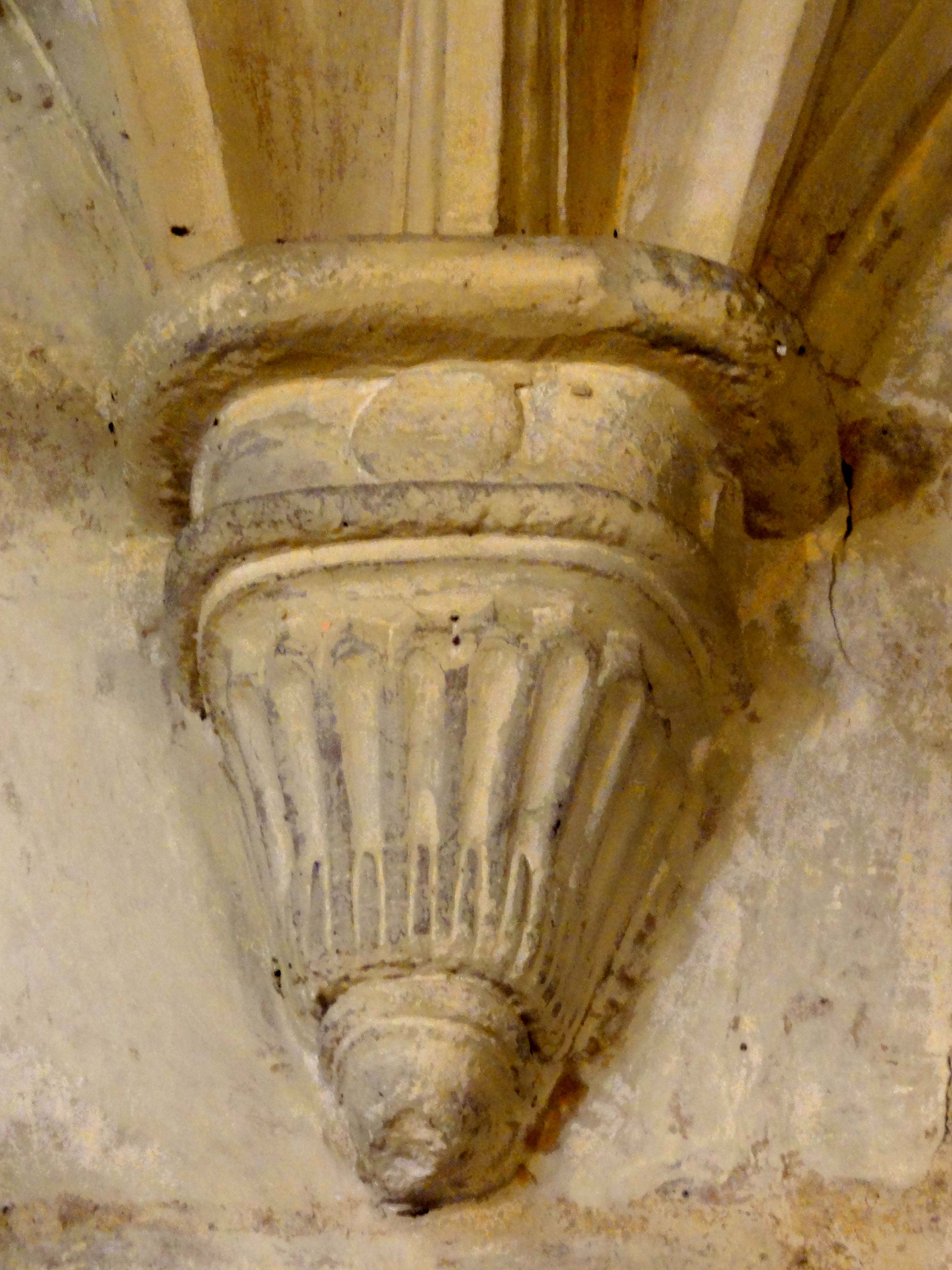
Cul-de-lampe.
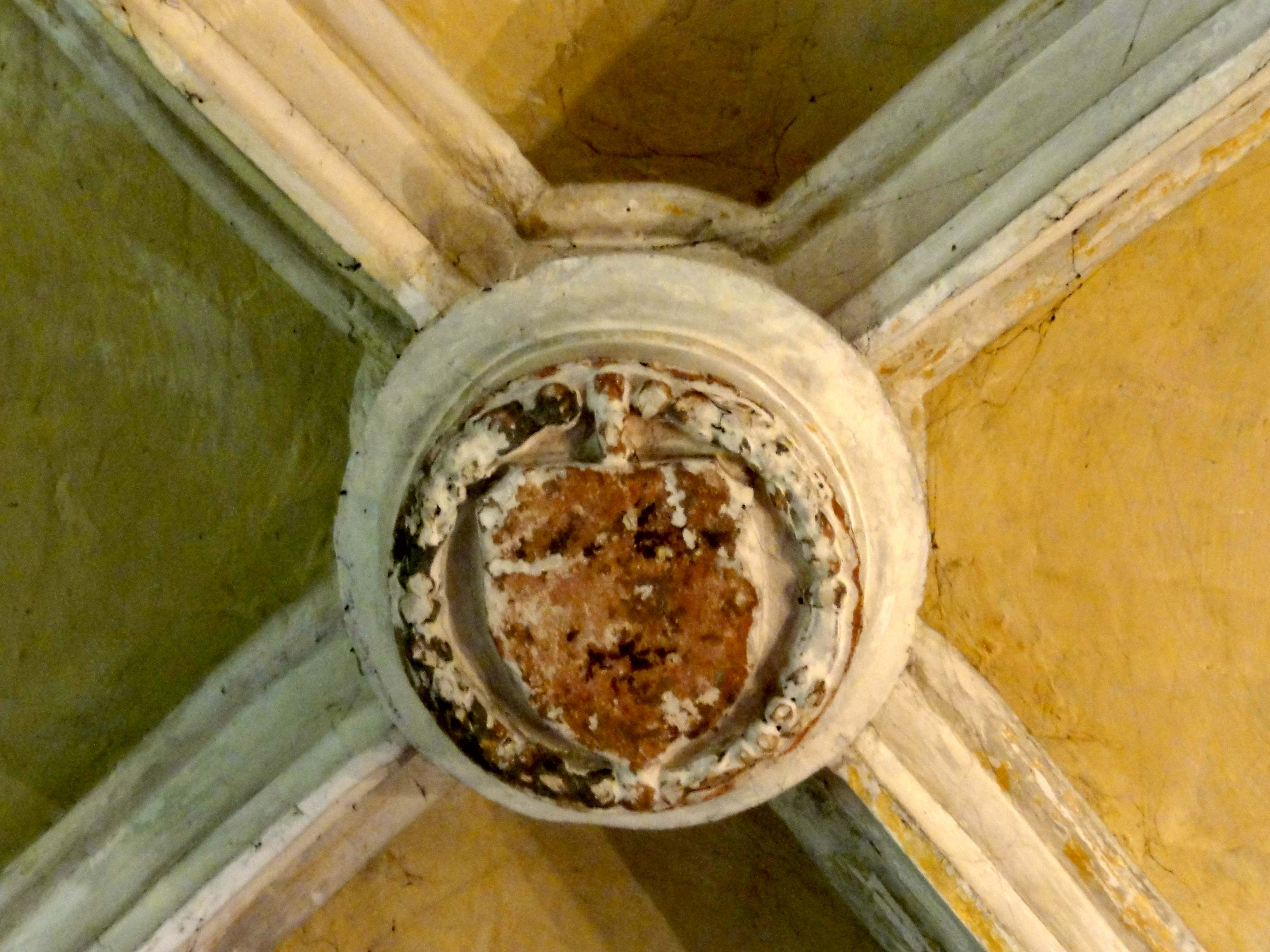
Clé de la 5e travée.

#### Base du clocher et chapelle Saint-Nicolas

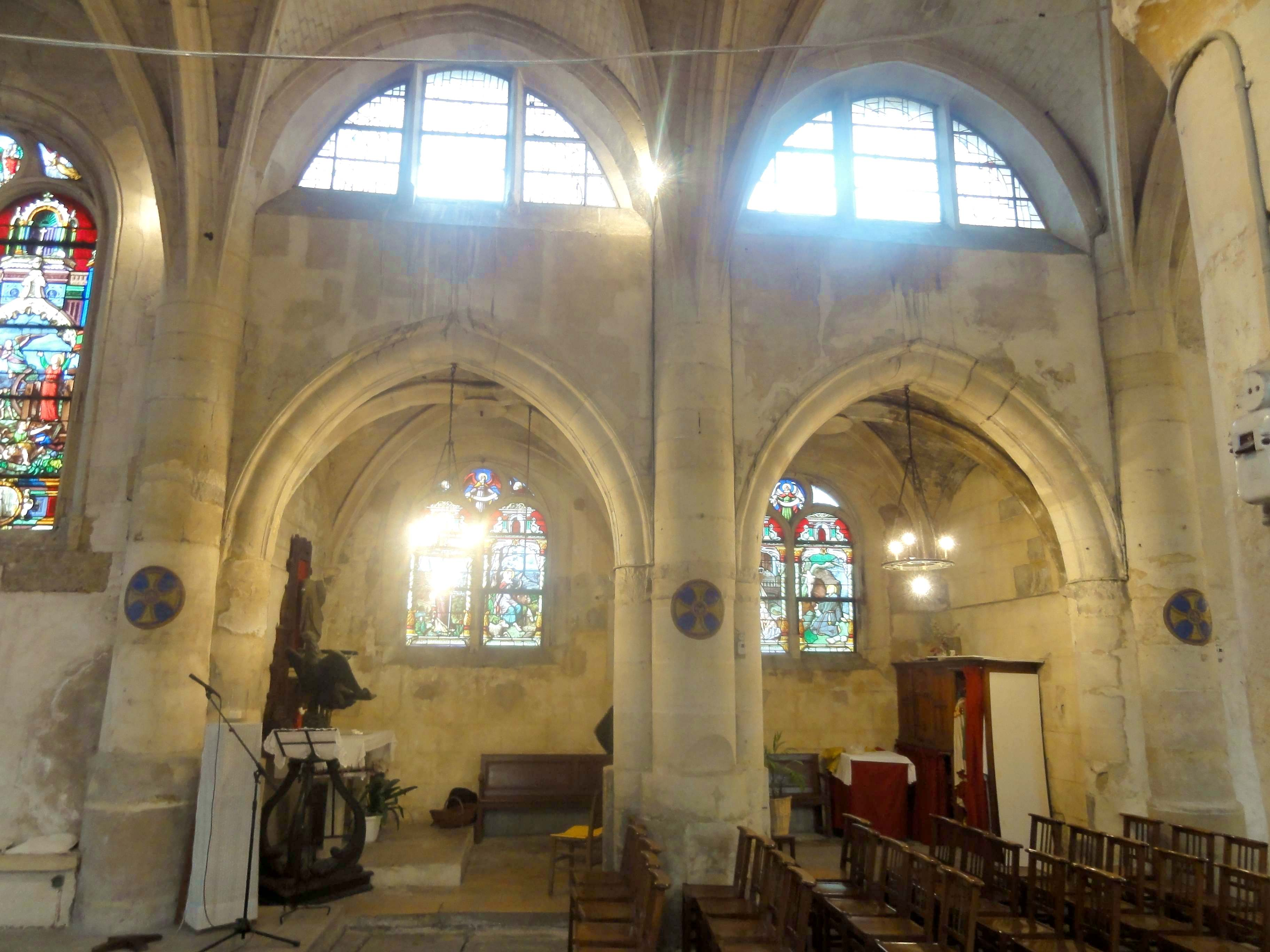
Vue sur la chapelle St-Nicolas.

La base du clocher paraît toujours avoir servi de porche. Elle comporte la porte extérieure à l'est, et l'entrée proprement dite de la nef au sud. Le mur méridional est ajouré d'une grande fenêtre en plein cintre largement ébrasée, et le mur occidental est plein. L'angle nord-ouest est occupé par une partie d'une tourelle d'escalier ronde, ce qui a donné lieu à la construction d'une voûte particulière à cinq branches d'ogives. Le formeret devant la tourelle d'escalier adopte son plan rond, ce qui est une rareté. Ce formeret, ainsi que les deux voisins, sont très aigus. La retombée des nervures s'effectue sur des culs-de-lampe frustes, comme dans l'angle sud-ouest de la nef. Le centre de la voûte comporte un trou pour la remontée et la descente des cloches, qui est fermée par une trappe. Parmi les quatre trous pour le passage des cordes, un seul continue de servir. La dernière cloche ayant survécu à la Révolution sonne en Ré, et porte l'inscription « Cloche fondue en 1793, et bénite par le Citoyen François Vigne, Curé ». Elle doit être de quelques mois ou semaines antérieure à l'interdiction du culte à l'automne de la même année. Le baron Ferdinand de Guilhermy écrit à ce propos : « Tandis que, dans la plupart des églises, on précipitait les cloches du haut des beffrois pour en livrer les débris à la fonte, au profit de la nation, le citoyen curé du Thillay bénissait tranquillement une cloche nouvelle pour sa paroisse ». Au cours de ses pérégrinations à travers la France, le savant a repéré trois autres exemples de ce genre.
Le sol de la chapelle Saint-Nicolas n'est pas sur le même niveau que celui de la nef, et il faut monter une marche pour y entrer. Les deux grandes arcades ouvrant sur la chapelle sont analogues aux grandes arcades du nord, mais ne se fondent pas dans les piliers de la nef. Elles retombent sur de demi-piliers engagés dans les gros piliers déjà cités, et il en va de même du doubleau intermédiaire du côté nord, ce qui donne un pilier tréflé. Les petits fûts des grandes arcades et du doubleau intermédiaire étaient initialement garnis de chapiteaux ou frises, qui ont été bûchés encore plus radicalement que leurs homologues à la fin du bas-côté nord. La chapelle a perdu ses boiseries du XIXe siècle, et son architecture n'offre aucune particularité, car les clés de voûte sont des disques frustes, et les culs-de-lampe ont perdu leur sculpture. En revanche, les deux fenêtres en plein cintre sont tout au moins pourvues d'un remplage, ce qui n'est pas le cas des autres fenêtres de la nef et du bas-côté nord. Il s'agit d'un remplage Renaissance standard, comme on le trouve dans le chœur. La statue mise en valeur par le retable du chevet n'est pas celle de saint Nicolas, mais celle de saint Denis céphalophore. Le saint patron de la chapelle et de son bâtisseur est représenté sur l'un des vitraux du XIXe siècle. Depuis l'installation de la chaufferie dans la sacristie, celle-ci est devenue trop petite, et la chapelle sert actuellement de vestiaire pour le prêtre desservant et les servants d'autel.

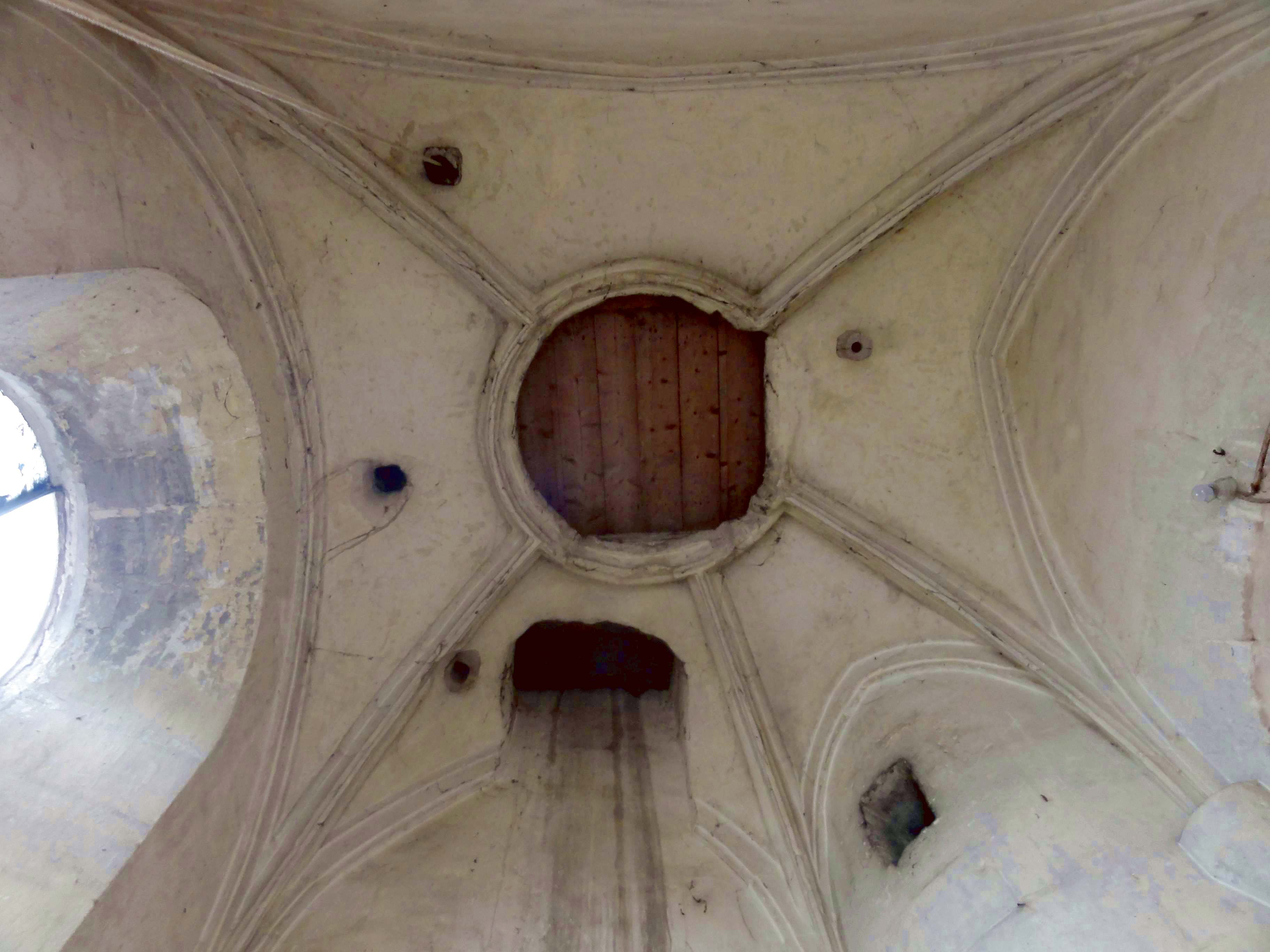
Voûte sous le clocher.
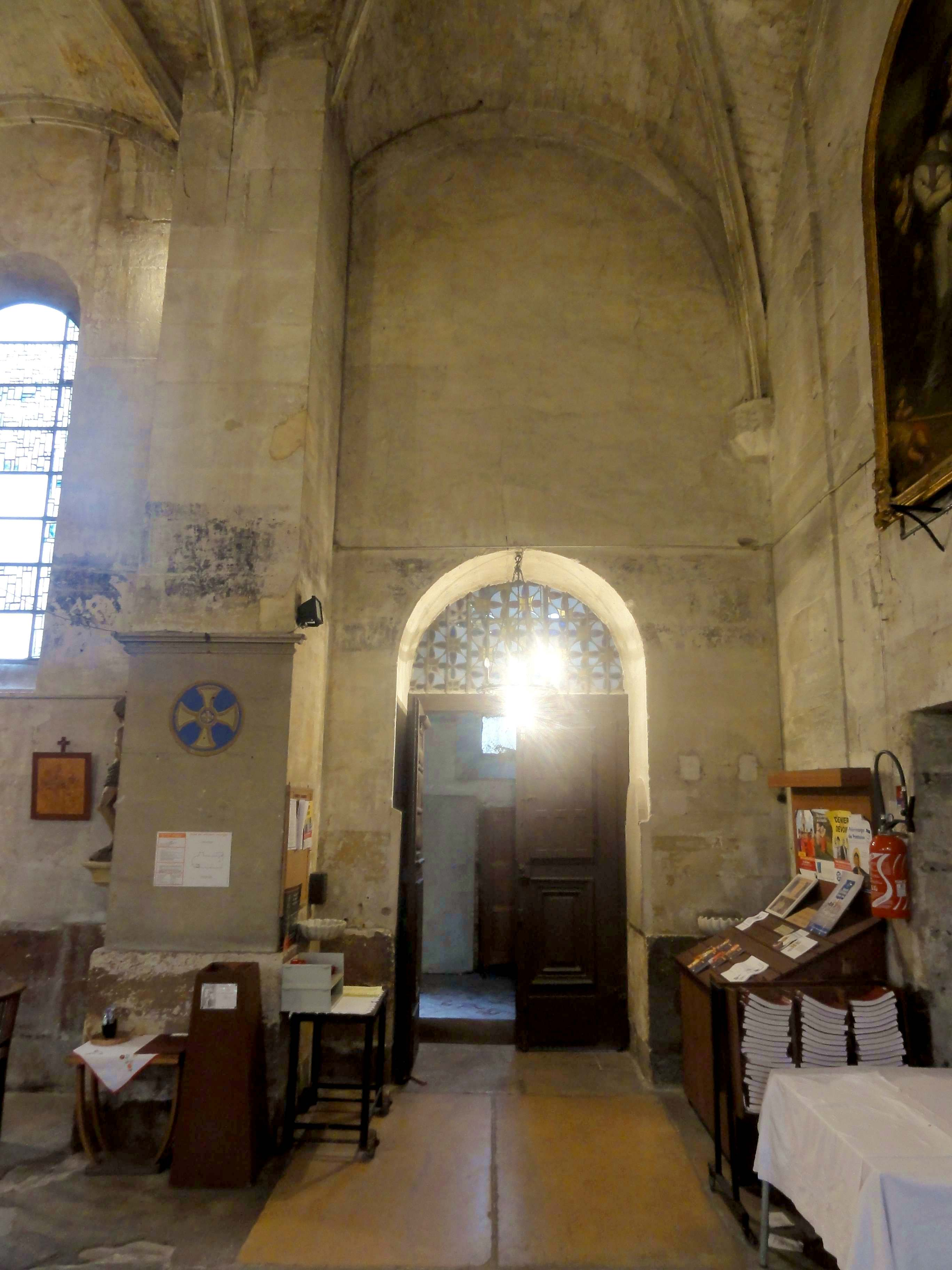
Clocher, côté nef.
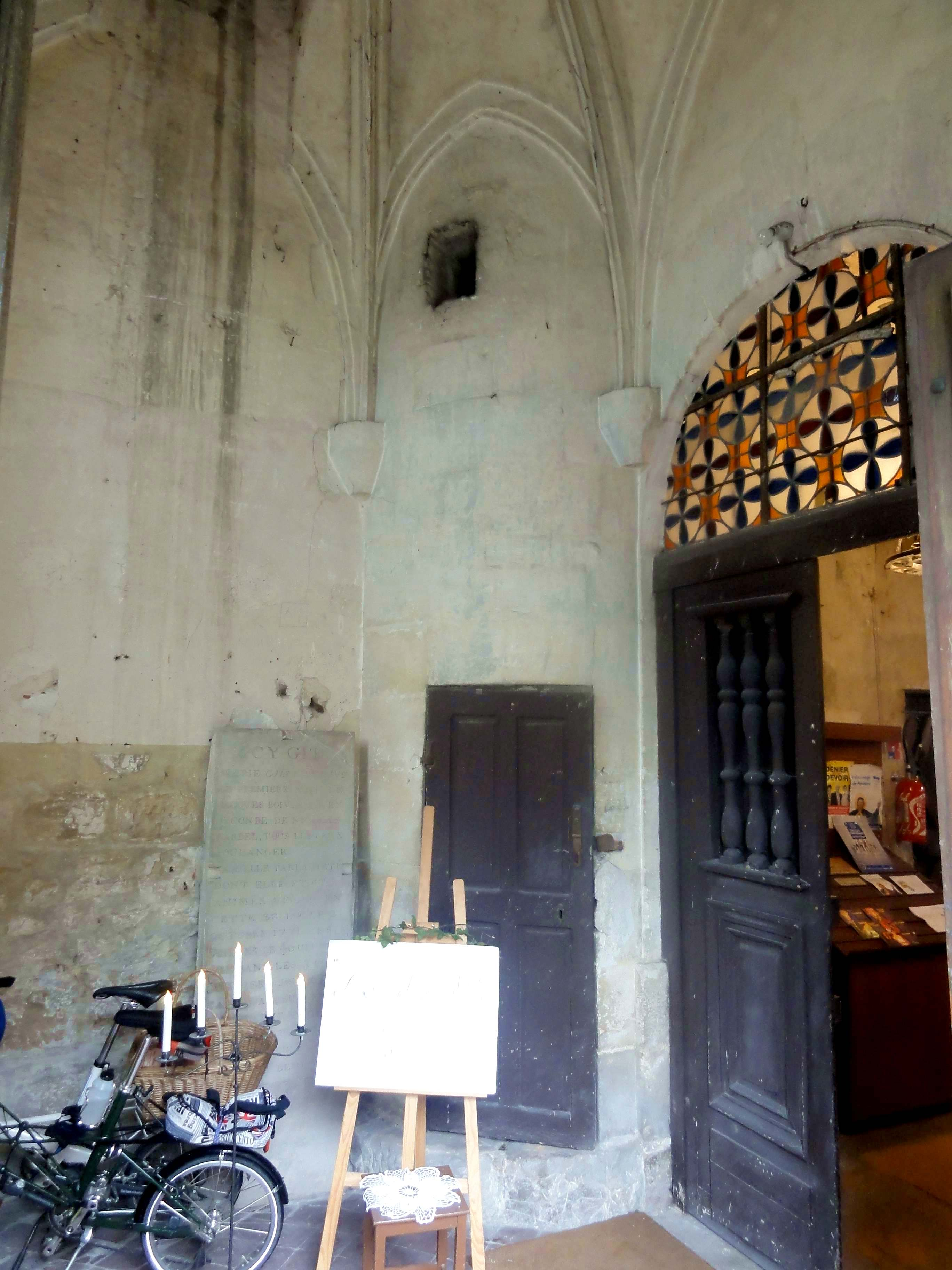
Base du clocher.
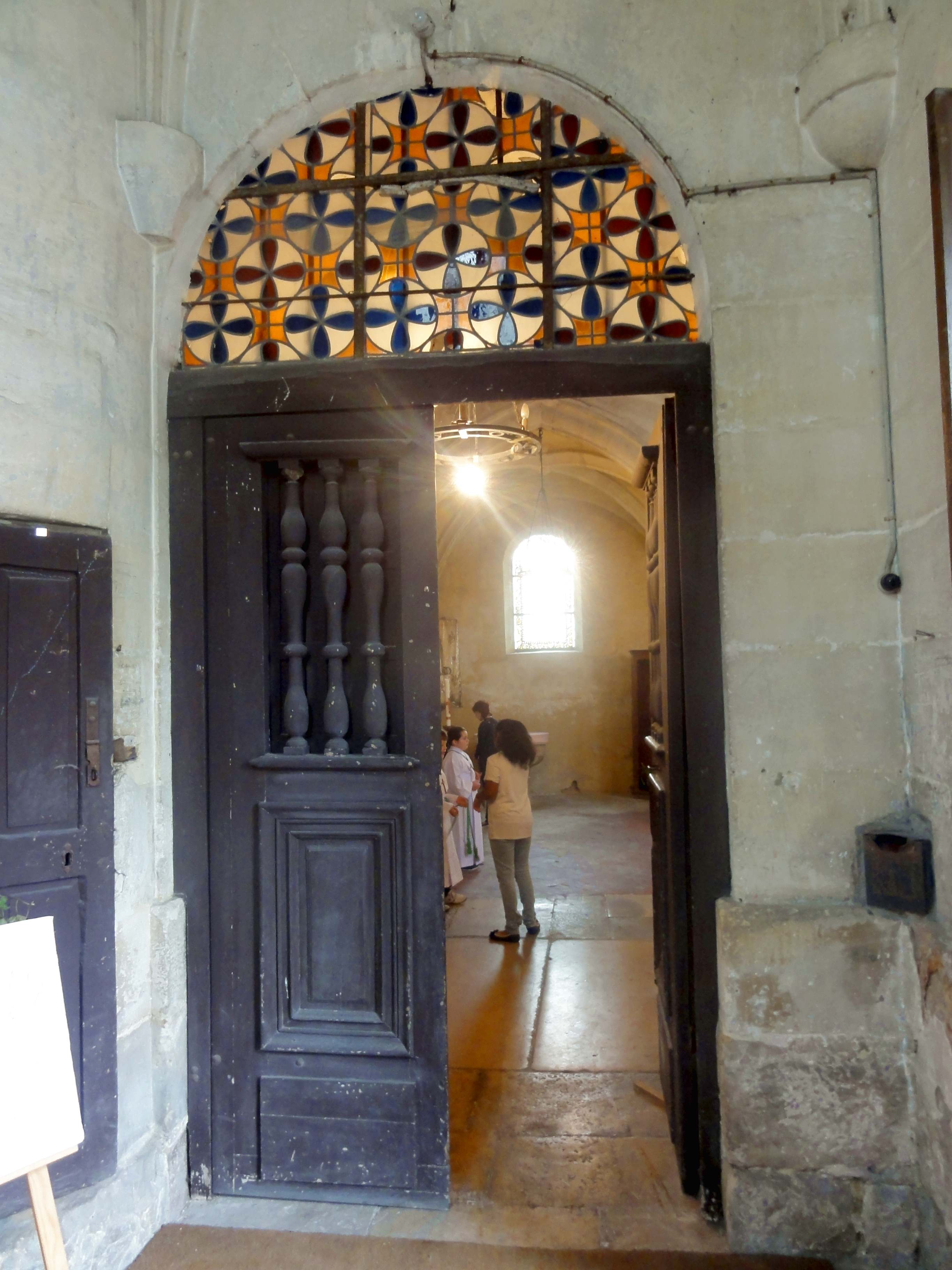
Entrée de la nef.
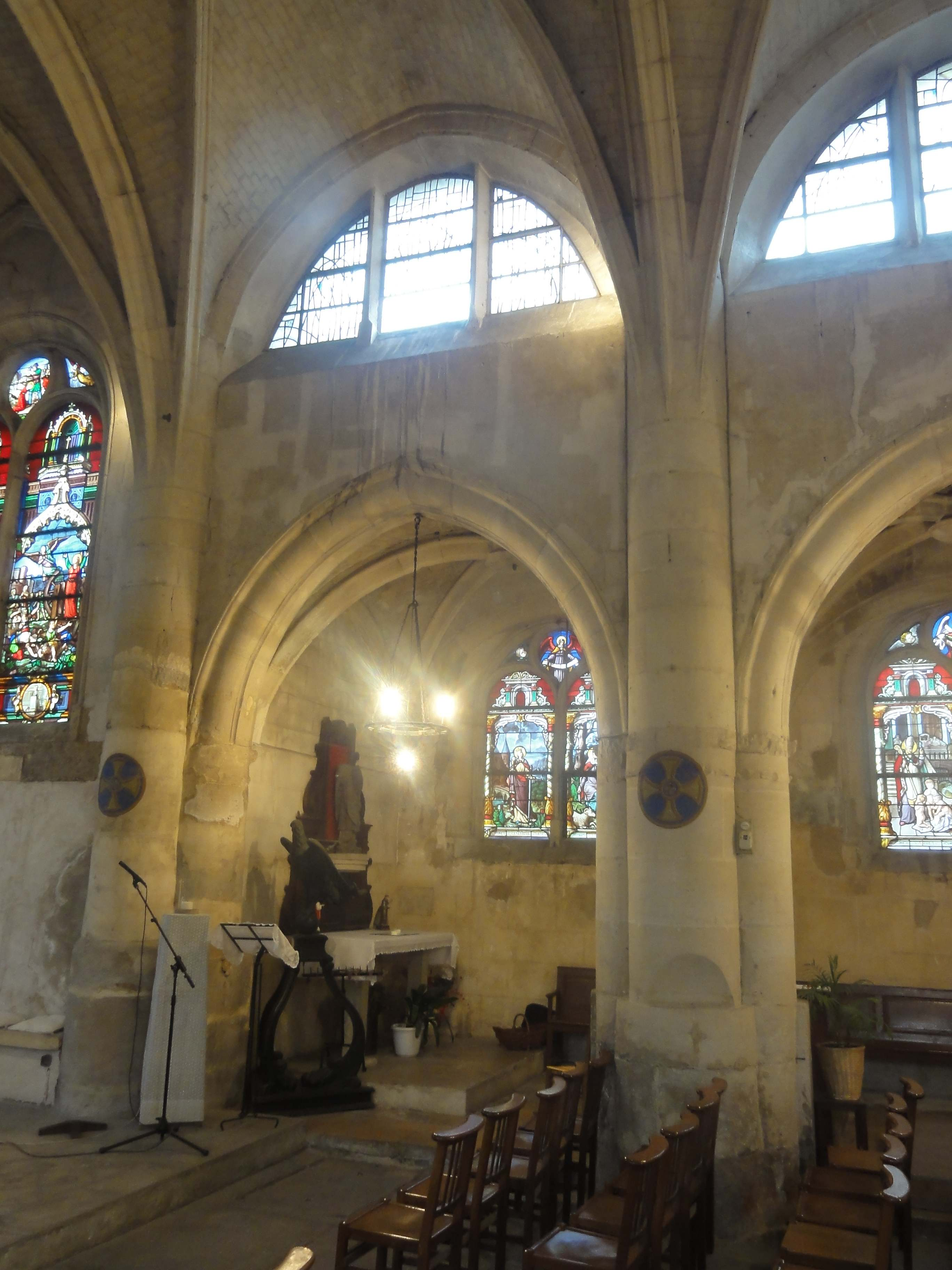
Vue sur la chapelle.

### Extérieur

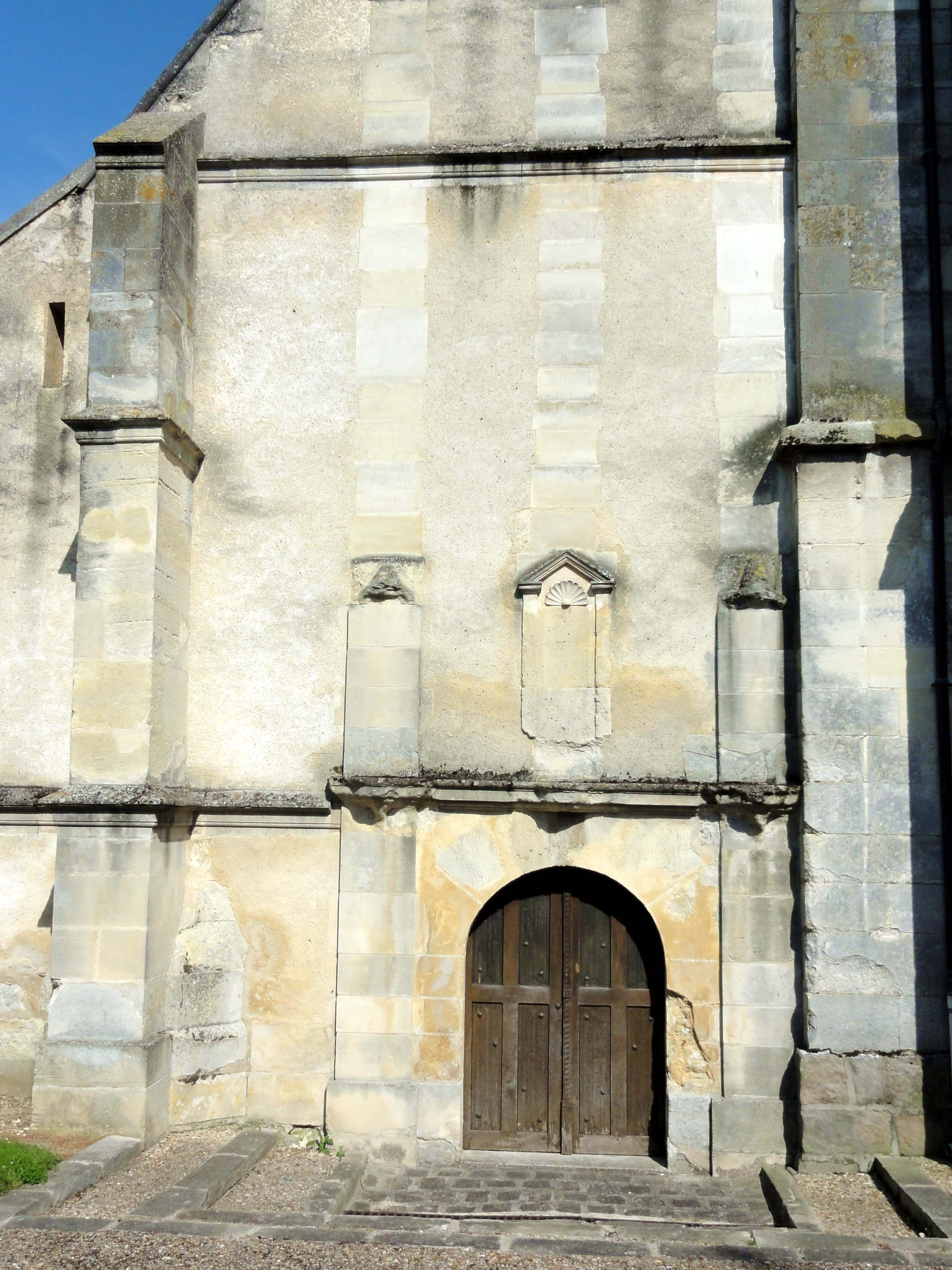
Façade occidentale.

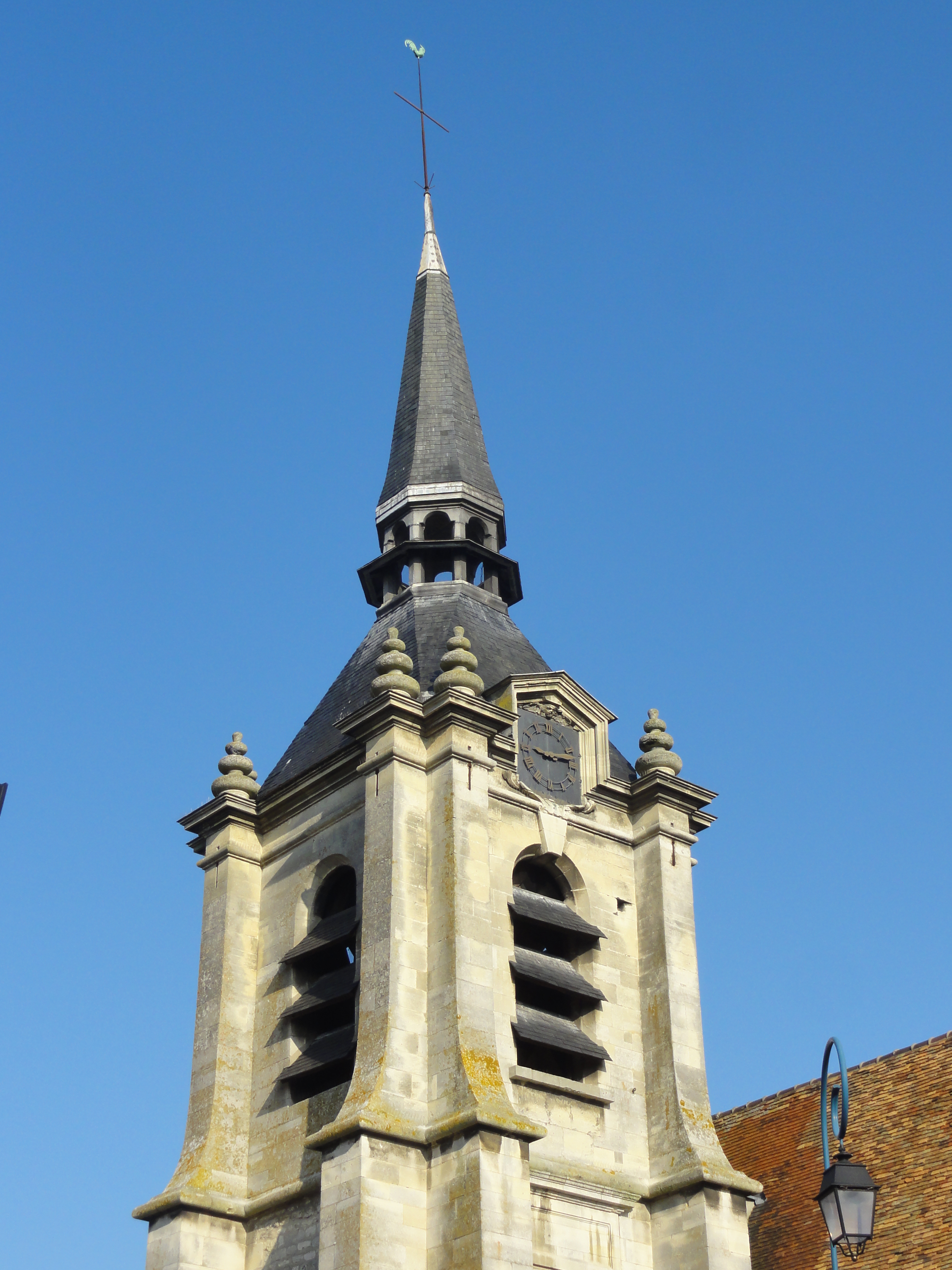
Clocher, côté sud-est.

La façade occidentale ne concerne que la nef et le bas-côté, le clocher faisant légèrement saillie et forme une entité indépendante. Le mur est épaulé par un haut contrefort amorti par un glacis à l'intersection entre les deux vaisseaux, et par un second contrefort à l'angle nord-ouest. Ces contreforts sont scandés, ainsi que la façade, par un bandeau mouluré accompagné d'un larmier en doucine, qui court à plus de deux mètres du sol. S'y ajoute un bandeau analogue en dessous du glacis sommital des contreforts, ainsi qu'à deux tiers de la hauteur du contrefort central. Comme sur les autres élévations, les murs sont enduits, à l'exception des premières assises près du sol, des contreforts, des chaînages et des pourtours de la plupart des ouvertures, qui sont réalisés en pierres de moyen appareil. Le portail paraît extérieurement comme étant en plein cintre, alors qu'elle semble être rectangulaire depuis l'intérieur. Il est flanqué de deux pilastres nus, qui butent contre le bandeau horizontal déjà signalé : point d'entablement ou de fronton. La façade aurait été reprise à une époque indéterminée selon le dossier d'inventaire. Cette reprise ne paraît pas certaine, considérant que le bandeau est également présent sur les contreforts du bas-côté nord, et que les deux niches au-dessus des pilastre conservent des vestiges de dais flamboyants. Tout au plus, la niche centrale au-dessus de la porte avec son petit fronton triangulaire et sa coquille Saint-Jacques paraît elle plus récente, mais elle a été entièrement refaite lors d'une restauration. Il n'y a pas d'autre forme d'ornementation, et pas de fenêtre, seulement d'étroites ouvertures rectangulaires dans le demi-pignon du bas-côté et le haut pignon de la nef.
La position à l'angle sud-ouest de l'église est la règle pour les clochers de la région issus de la reconstruction à la suite de la Guerre de Cent Ans. Il est de plan carré, et comporte, à partir du rez-de-chaussée, un étage intermédiaire aveugle ; l'étage de beffroi ; et une flèche en charpente. Des larmiers en doucine délimitent les étages. Ils ne sont pas accompagnés d'un bandeau, et ne se situent pas au même niveau que les larmiers en façade. Charles Huet signale aussi que les pierres ne semblent pas avoir la même provenance. Chacun de ses angles est flanqué de deux contreforts orthogonaux, qui se retraitent par un long glacis galbé au début de l'étage de beffroi. Le rez-de-chaussée est ajouré d'une baie en plein cintre du côté sud. L'étage de beffroi est percé d'une unique baie abat-son en plein cintre par face, comme à Blaincourt-lès-Précy, Roissy-en-France et Saint-Martin-du-Tertre. L'étage se termine par un entablement ébauché, sans architrave, qui se remarque par le boudin en bas de la métope, et sa corniche très fortement saillante. La modénature rappelle les culs-de-lampe du bas-côté nord. Chaque contrefort est couronné d'une toupie. Quant à la flèche, elle se distingue par son lanternon octogonal interposé à mi-hauteur. La transition vers le plan octogonal s'opère successivement par des plans inclinés.
Les élévations latérales et le chœur partagent une corniche moulurée du même profil. L'élévation méridionale est particulière du fait de l'existence de la chapelle Saint-Nicolas devant la quatrième et la cinquième travée, alors que les travées voisines du vaisseau central sont libres. Le remplage Renaissance des fenêtres de la chapelle est dissimulé par d'épais grillages, comme s'il s'agissait d'une sacristie. Le contrefort médian de la chapelle sert d'appui à un arc-boutant, qui est intégré dans le toit en pavillon de la chapelle. L'arc-boutant ne possède ni chéneau, ni gargouille. Sa culée est recouverte d'une dalle carrée. Les cinq contreforts de la chapelle et ses murs sont scandés par le même larmier que la façade et les contreforts du bas-côté nord. C'est une particularité de l'église du Thillay que ce larmier ne coïncide pas avec la limite des soubassements des fenêtres. Le court glacis sommital des contreforts d'angle s'accompagne d'une série de moulures, que l'on retrouve sur les autres contreforts de la nef et du chœur (sauf au niveau de l'arc-boutant). L'on remarque encore qu'aucune des quatre fenêtres méridionales de la nef n'est entourée de moulures, ce qui n'est pas le cas des fenêtres du chœur. Cette partie de l'édifice est homogène avec la façade, le bas-côté et la chapelle Saint-Nicolas, en ce qui concerne la modénature du larmier horizontal, et les larmiers supplémentaires des contreforts. Contrairement aux autres élévations, le premier larmier marque ici la limite des allèges, et forme un glacis au seuil des fenêtres. Pour venir au bas-côté nord, son architecture se résume aux contreforts, qui sont structurés par le même larmier intermédiaire que les autres, mais s'achèvent par un glacis en doucine que l'on ne voit pas sur les autres élévations. S'y ajoute un couronnement par une boule supportée par un socle cubique. Comme au sud, les baies ne sont pas entourées de moulures.

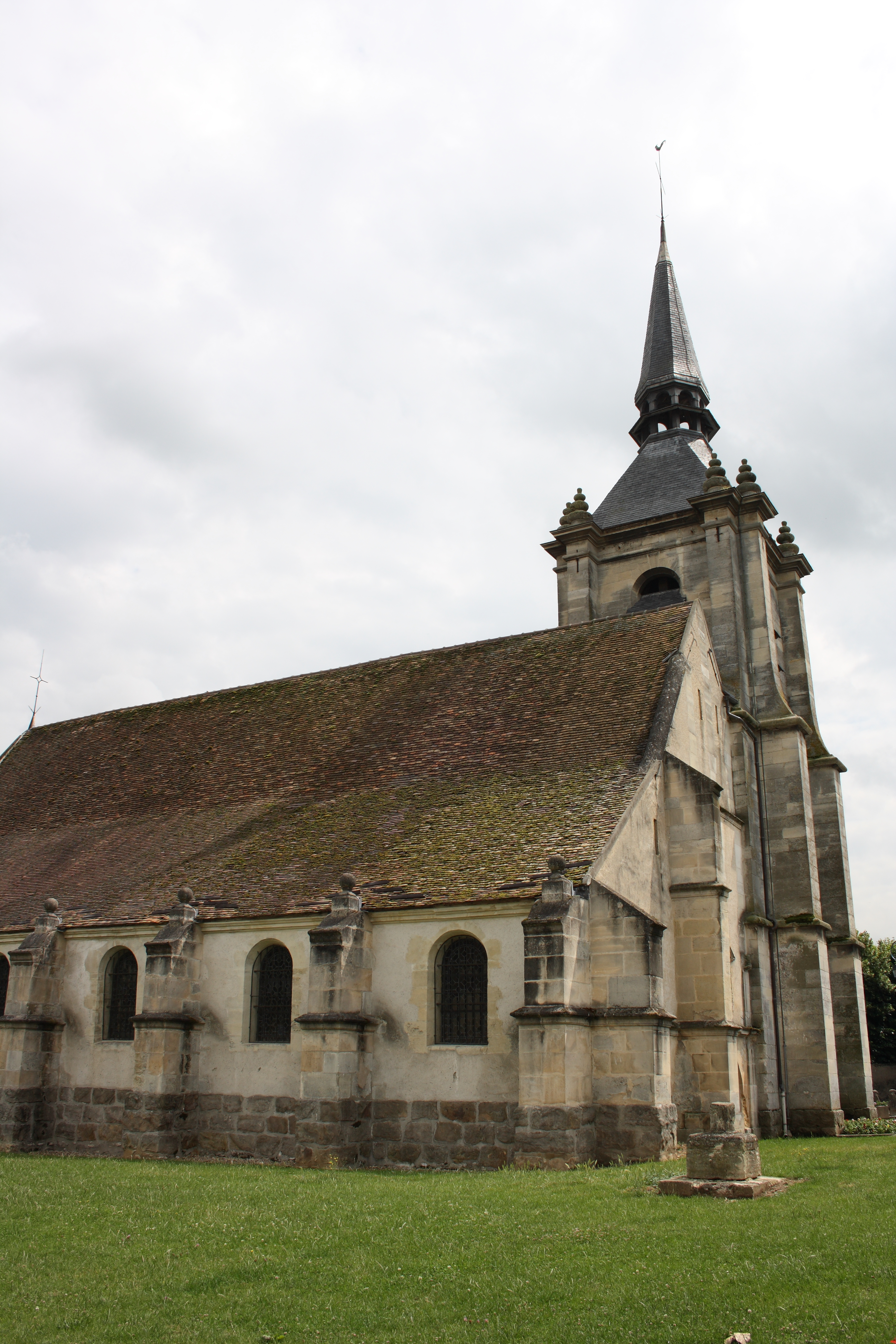
Vue depuis le nord.
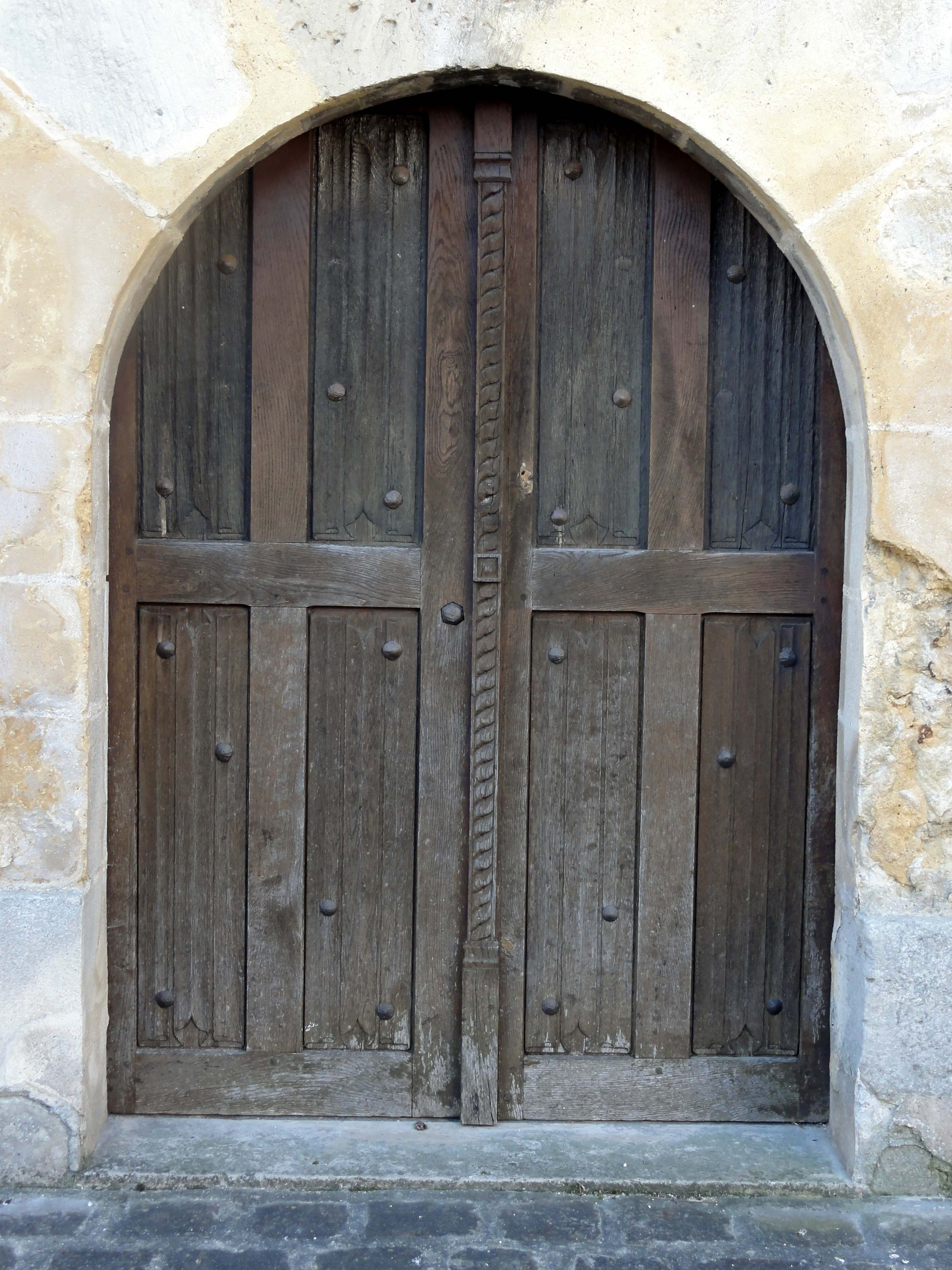
Portail de la nef.
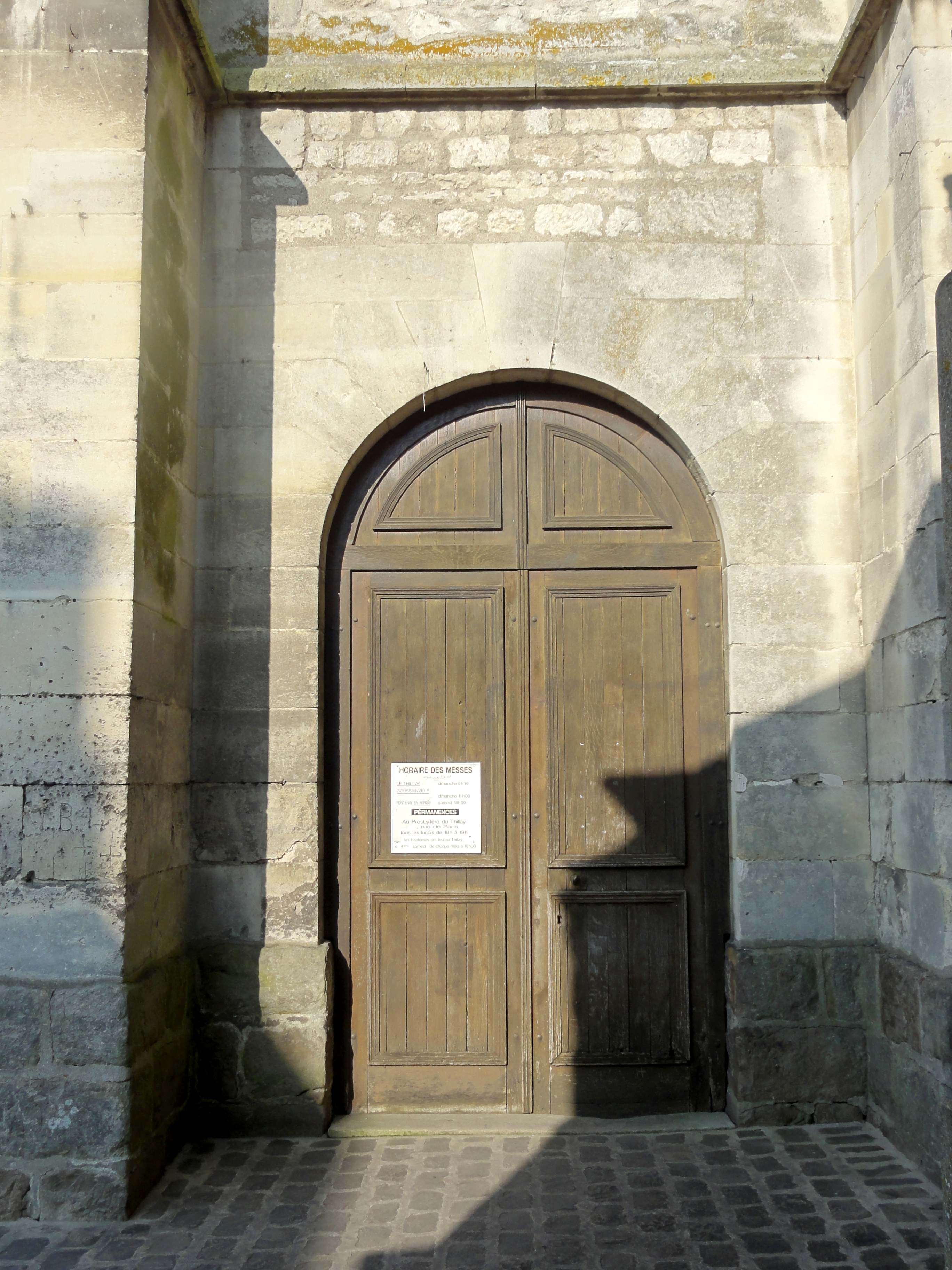
Portail du clocher.
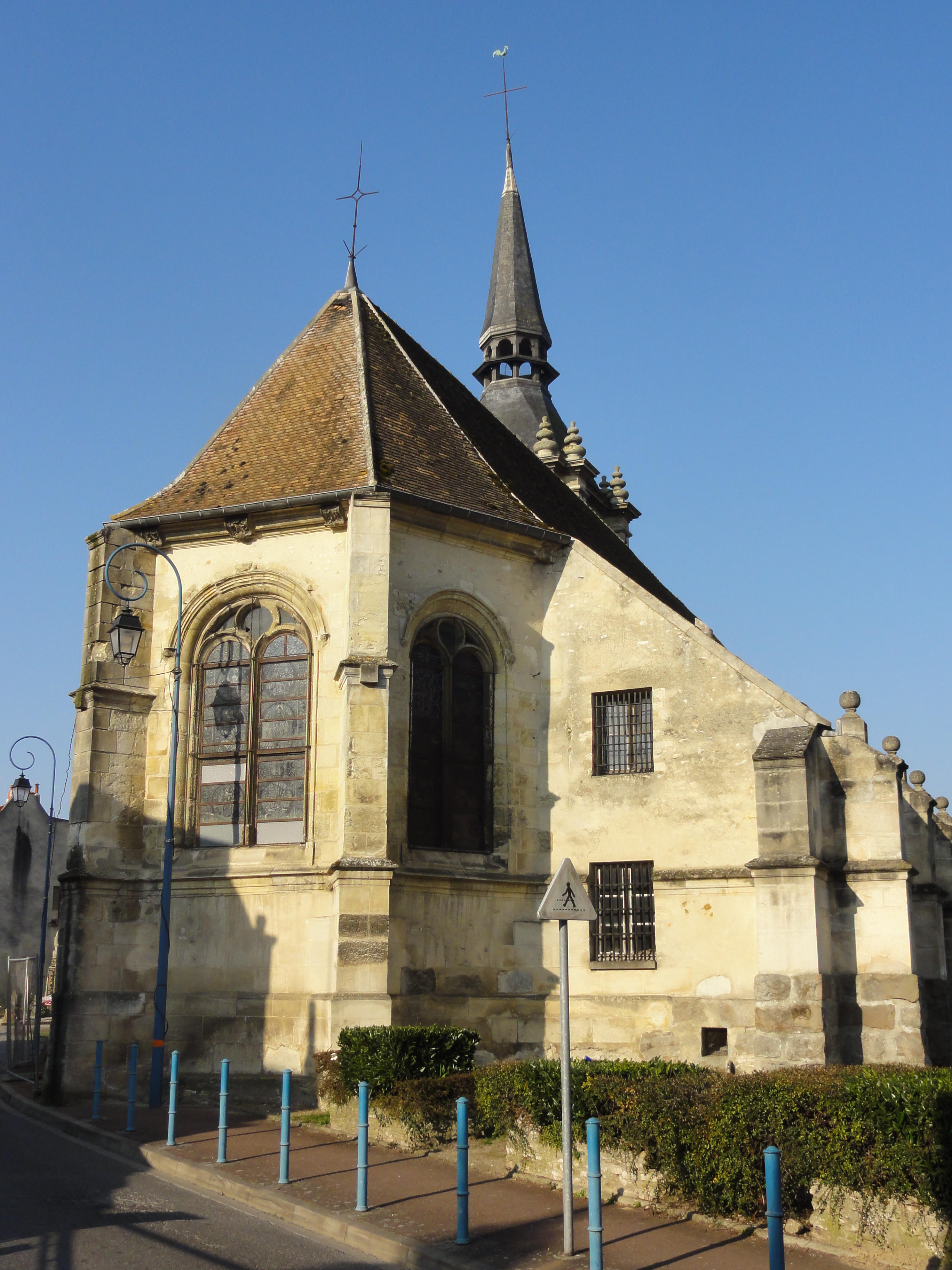
Chevet.
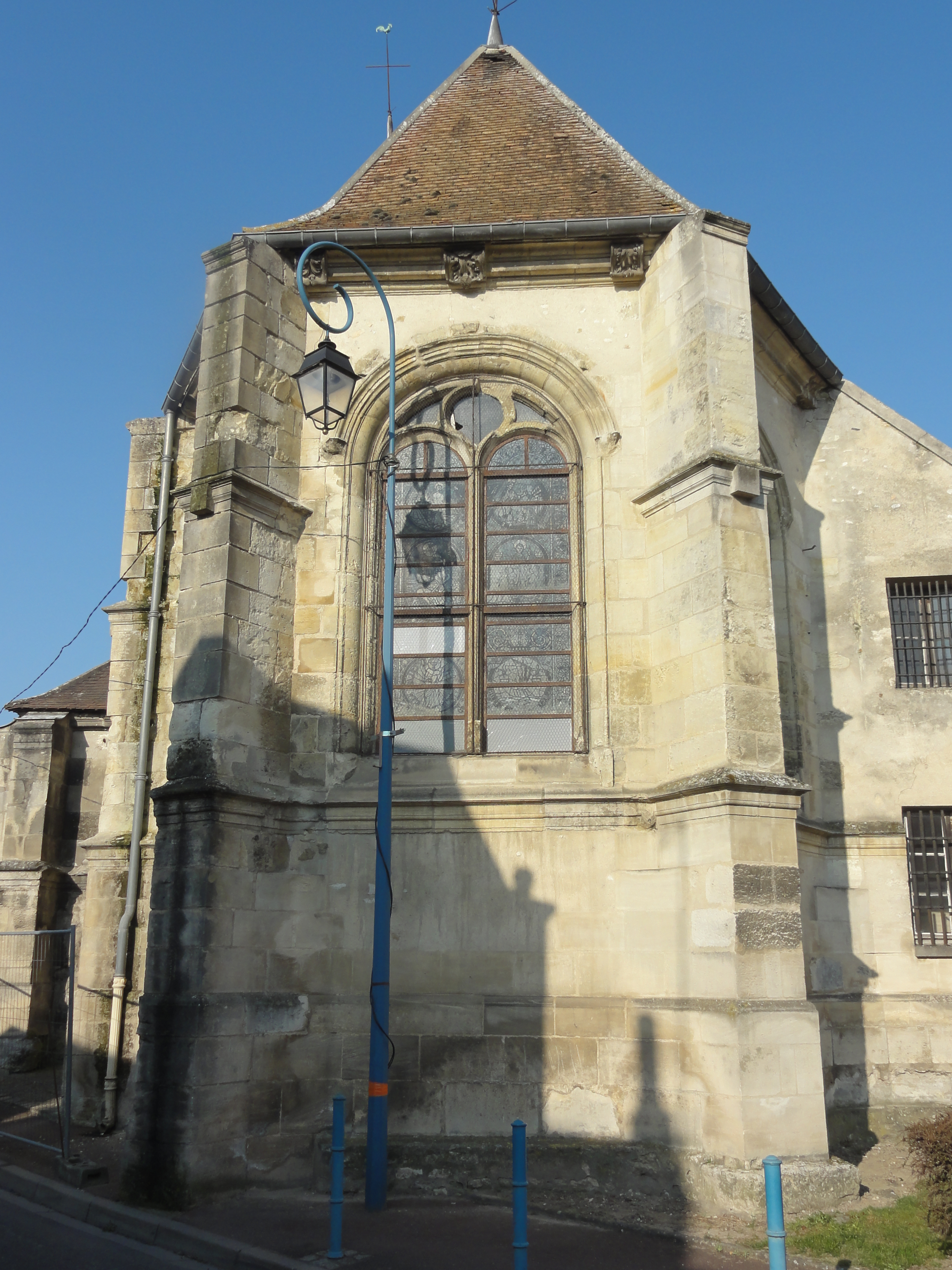
Chevet, pan central.
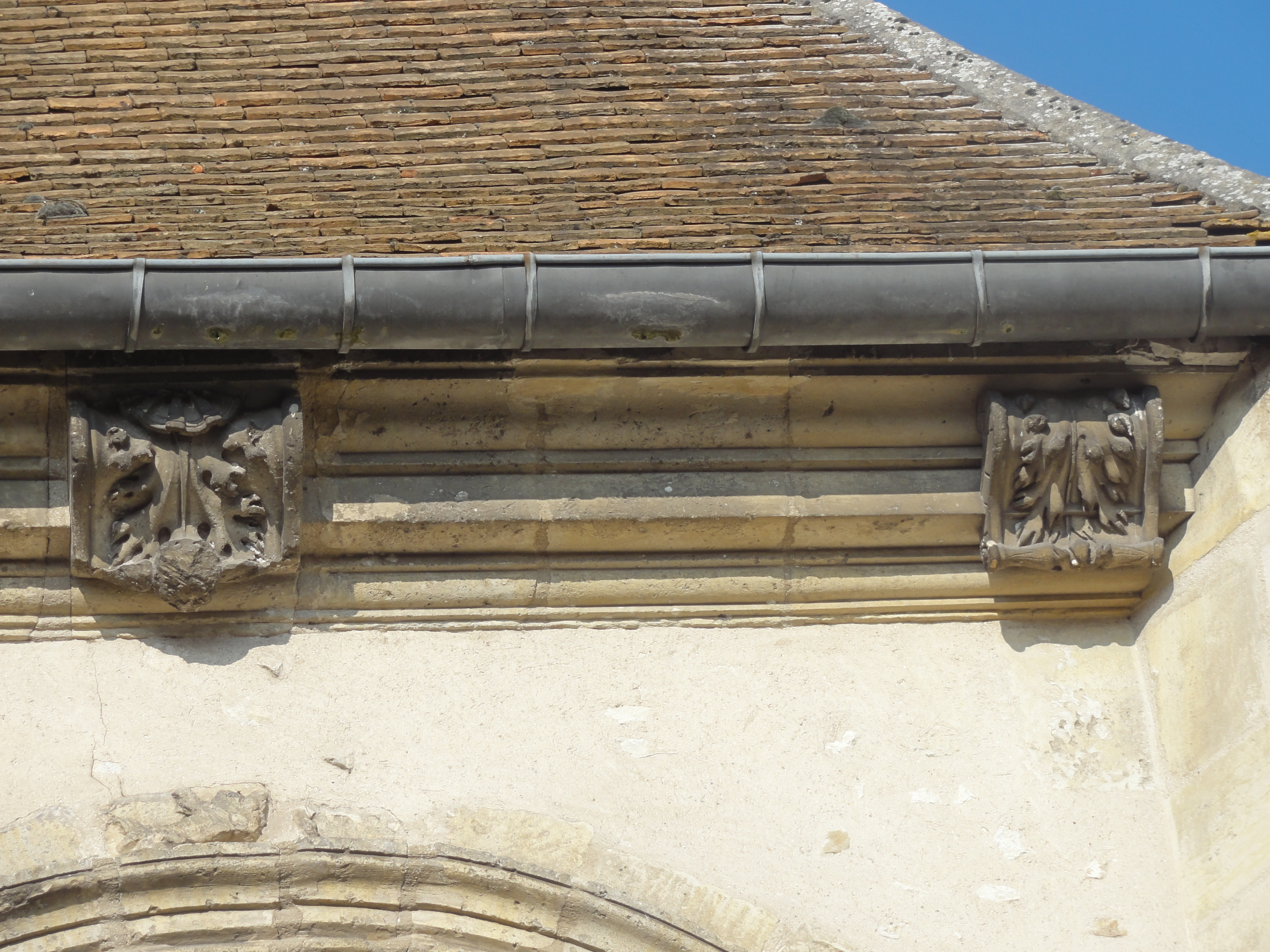
Corniche du chevet.

## Mobilier

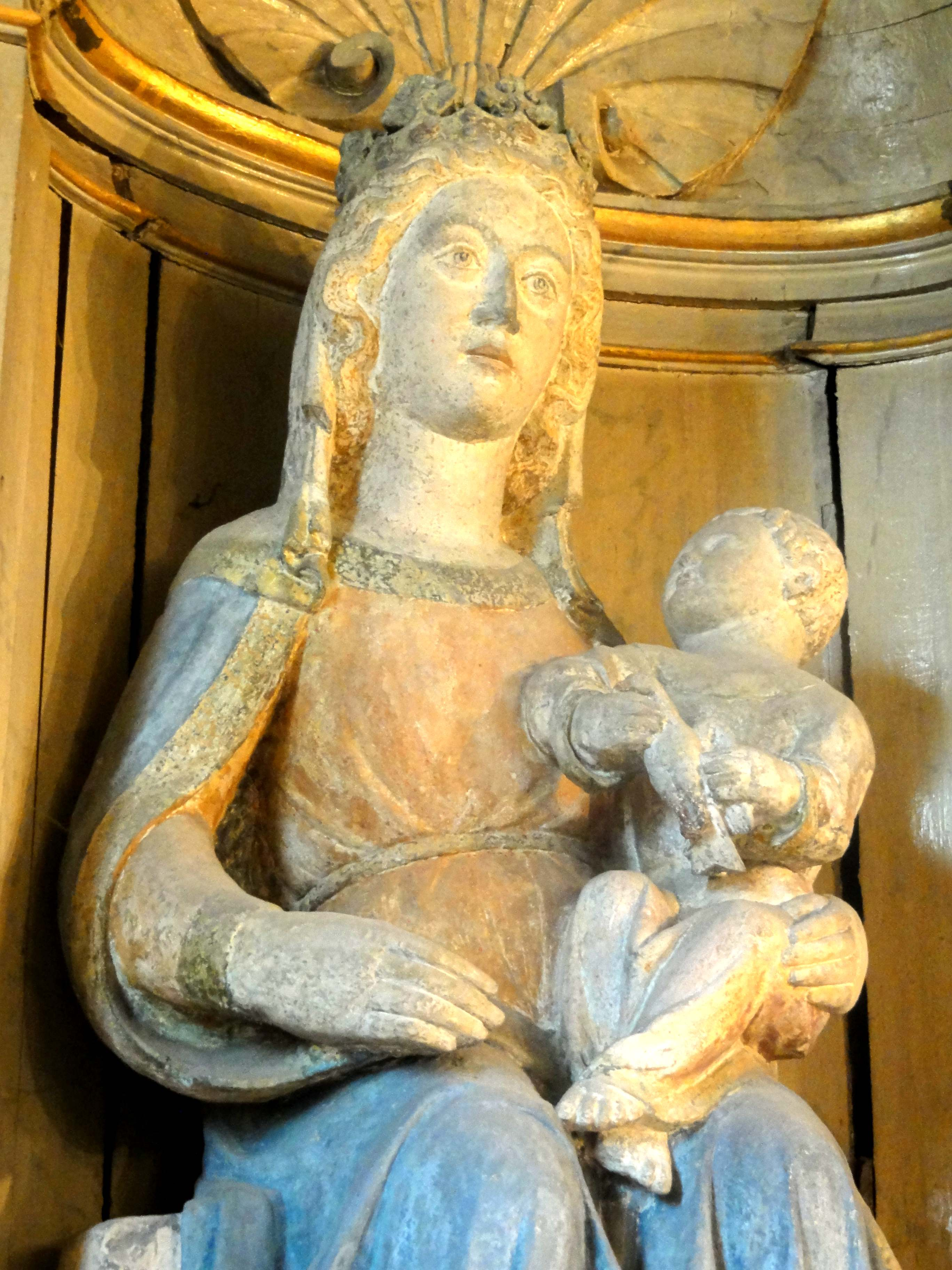
Vierge à l'Enfant, détail.

Parmi le mobilier de l'église, trois éléments sont classés monument historique au titre objet. Ils appartiennent au domaine de la sculpture et du mobilier liturgique.

### Statues
- La statue en pierre de la Vierge à l'Enfant assise date de la première moitié du XIVe siècle, et est classée depuis 1912. Elle mesure 105 cm ou 113 cm de hauteur selon les sources, et est susceptible de provenir d'un retable. La Vierge Marie est couronnée. L'Enfant Jésus tient un oiseau dans les mains en fixant avec le regard sa mère, qui regarde impassiblement devant elle. Ce trait et la position assises sur un trône évoquent une Vierge en Majesté. La Vierge du Thillay est proche de ses homologues de Feucherolles (Yvelines) et La Chapelle-Iger (Seine-et-Marne)[9],[10].
- Le Christ en croix et les statues d'une Vierge de douleur et de saint Jean proviennent d'une poutre de gloire du premier quart du XVIe siècle, et sont classés depuis 1930. La hauteur du Christ en croix est de 140 cm ; celle des deux autres statues est respectivement de 122 cm et de 118 cm. Le Christ a la tête inclinée sur l'épaule droite, et porte une large Couronne d'épines torsadée, qui se mêle à son épaisse chevelure. Par ces traits et le drapé du périzonium comportant nœuds et chutes, l'œuvre se rattache encore à l'art gothique flamboyant, dont les formules se maintiennent jusque tard dans le XVIe siècle. L'étirement du corps et la tension de tous les muscles suscitent une réelle impression de souffrance. La Vierge Marie a les mains jointes pour la prière. Saint Jean tient un livre fermé dans sa main gauche, et touche son cœur par sa main droite. Ces deux statues se remarquent par la minceur de leur silhouette et le manque d'expressivité des visages, qui est flagrante chez la Vierge[11],[12].
- La statue en bois de saint Denis date du XVIe siècle, et n'est pas classée. Elle mesure 85 cm de hauteur, et a été restaurée. Toute trace de polychromie ancienne a disparu. Le saint patron de l'église est représenté en évêque céphalophore, et rappelle le martyre que l'évangélisateur de la région a subi[13].
- La statue en bois de chêne de saint Sébastien, patron des archers, date du XVIIe siècle et n'est pas classée. Elle mesure 85 cm de hauteur, et est entièrement peinte. Selon l'usage, le saint est représenté au moment de son martyre : il est attaché debout contre un tronc d'arbre, la main droite liée au-dessus de la tête, la main gauche liée derrière le dos. Les fléchettes qui transperçaient sa chair ont disparu[14].

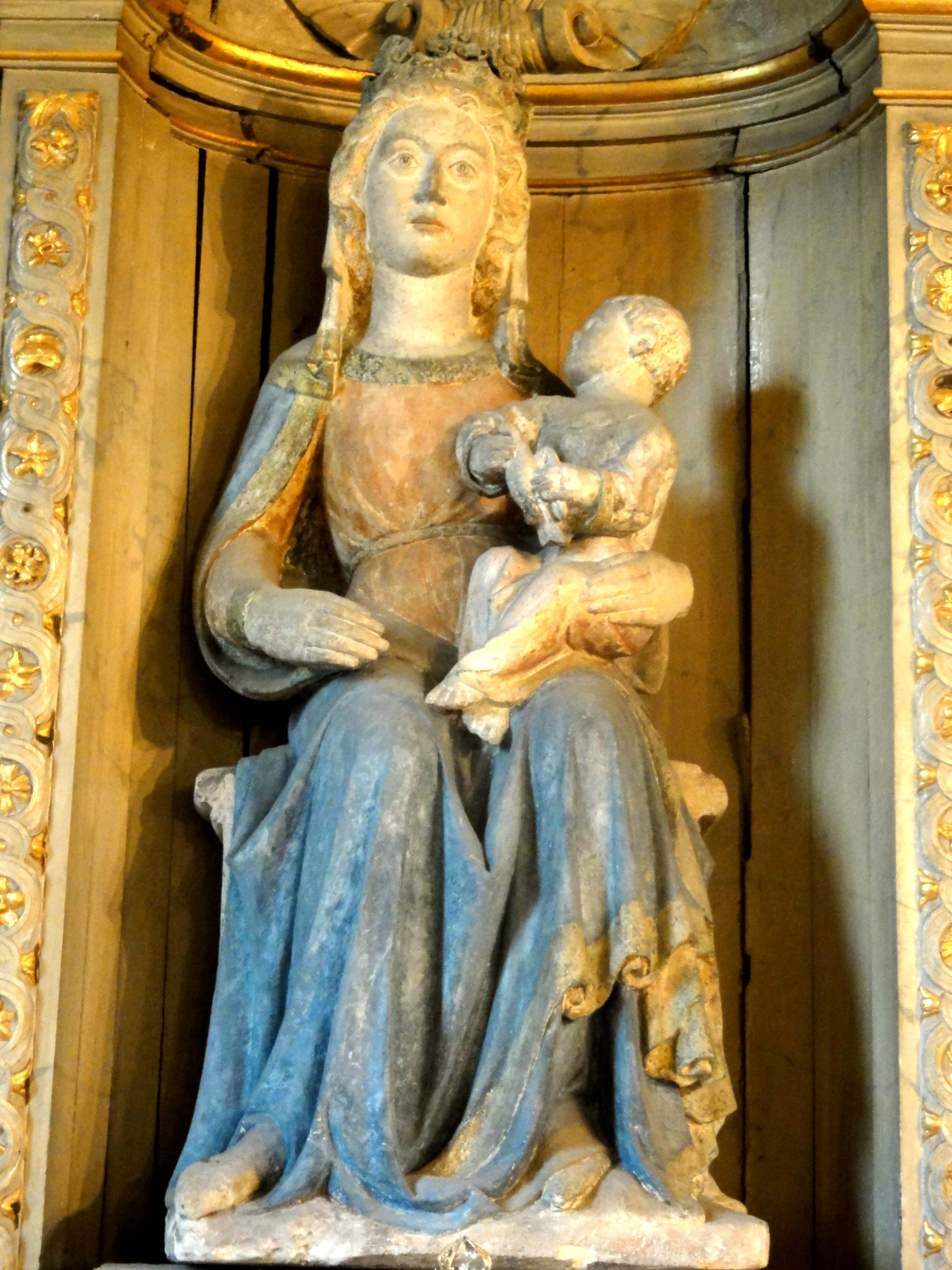
Vierge à l'Enfant.
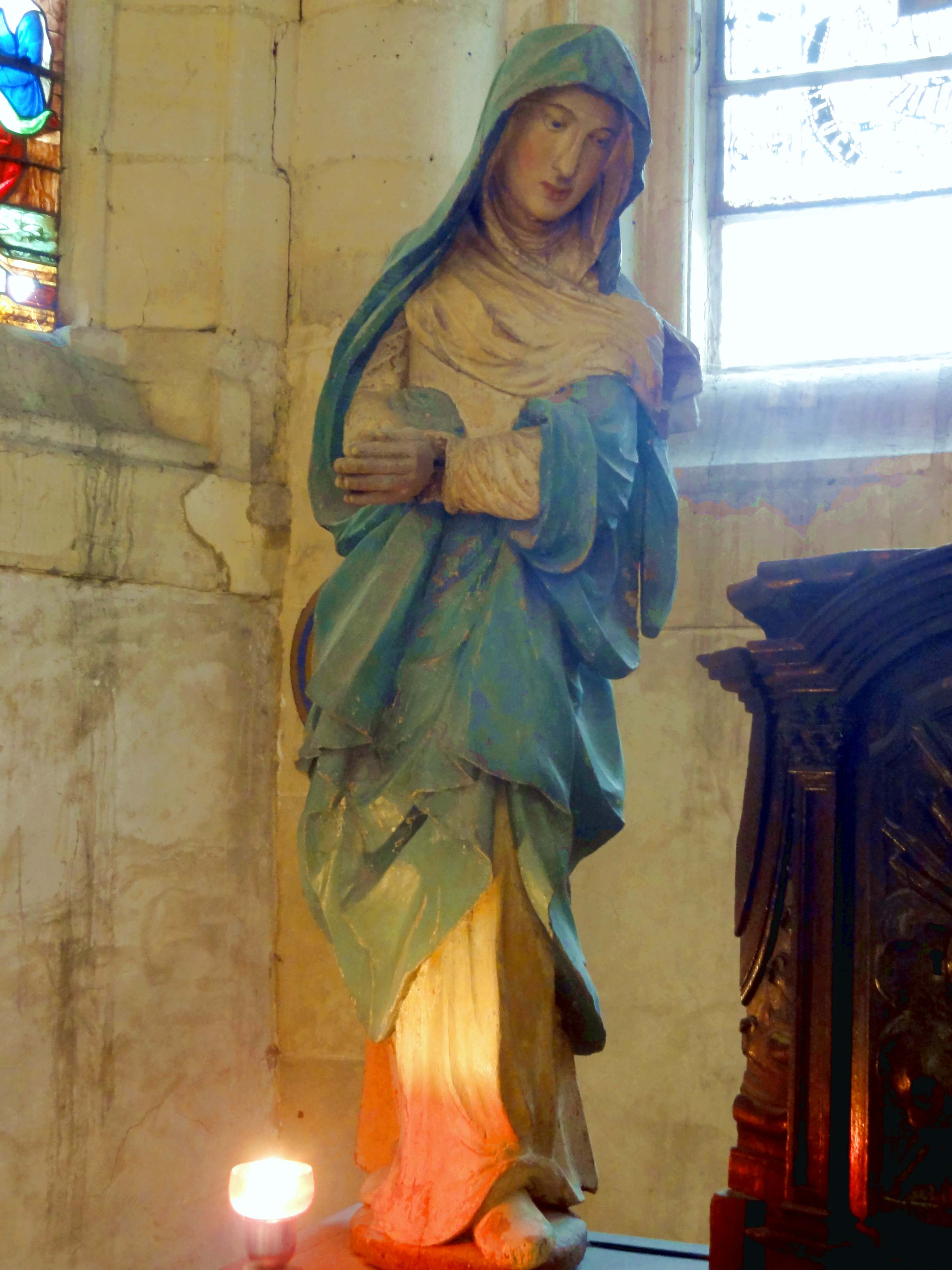
Mater Dolorosa.
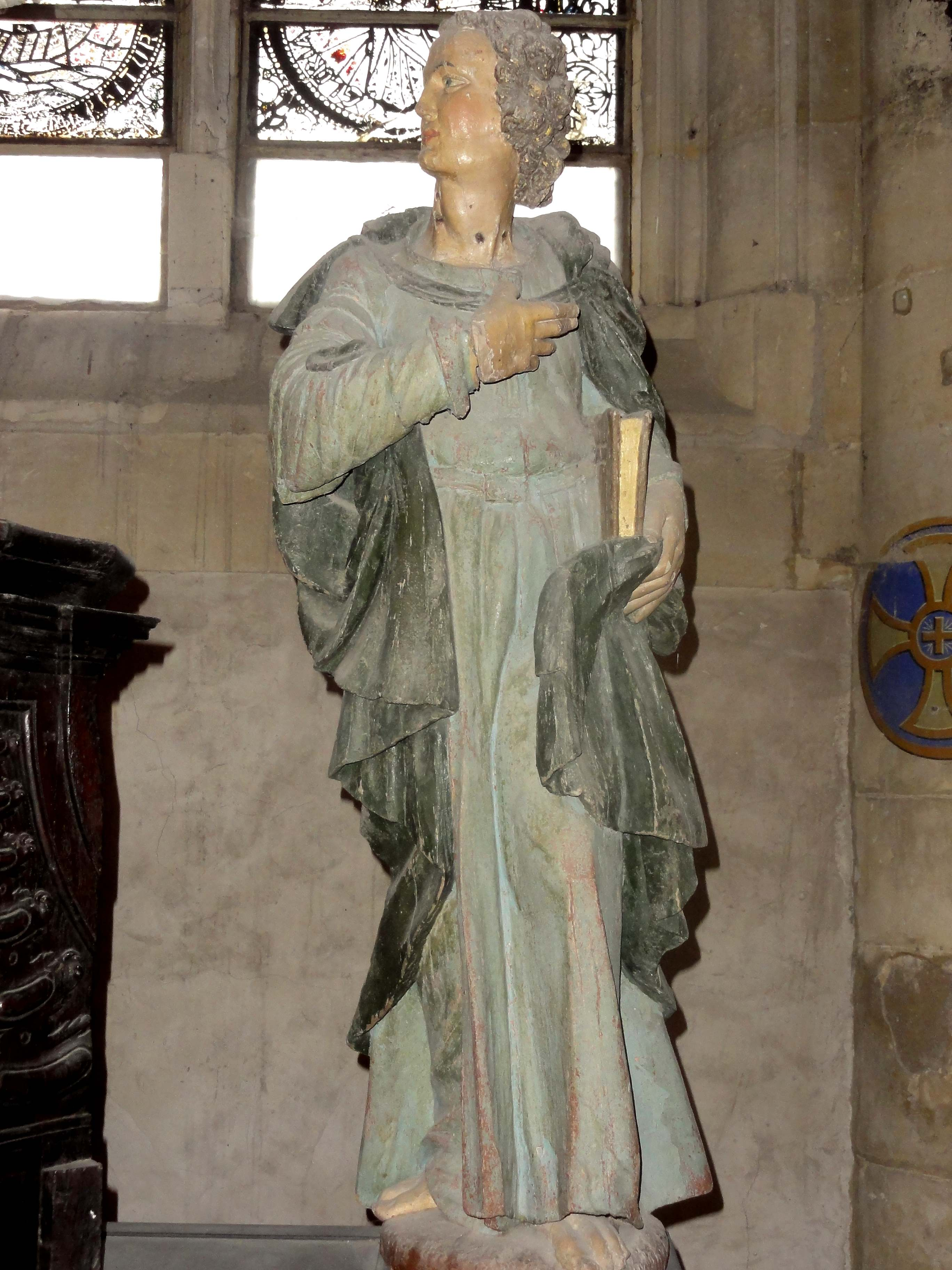
Saint Jean.
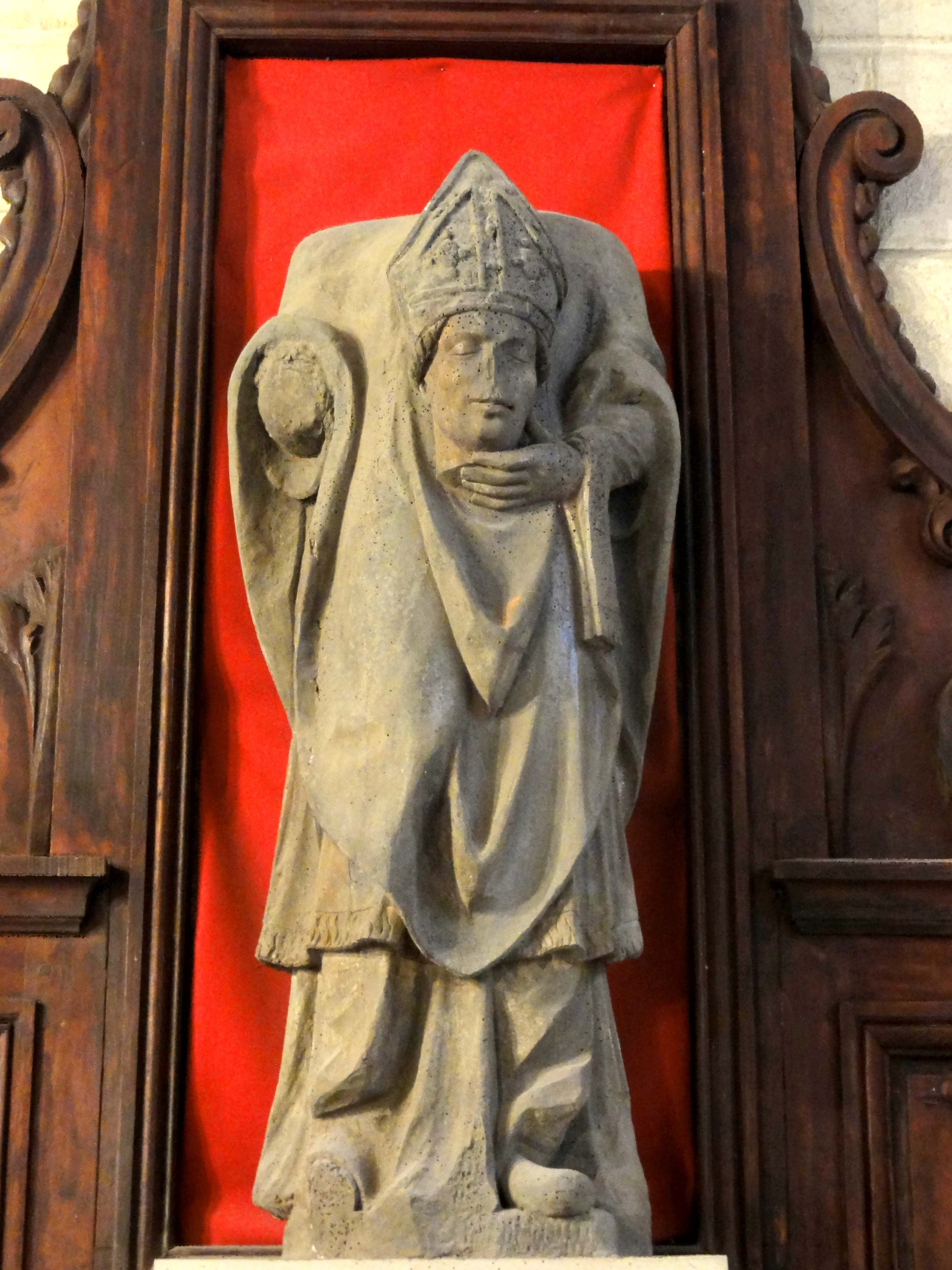
Saint Denis céphalophore.
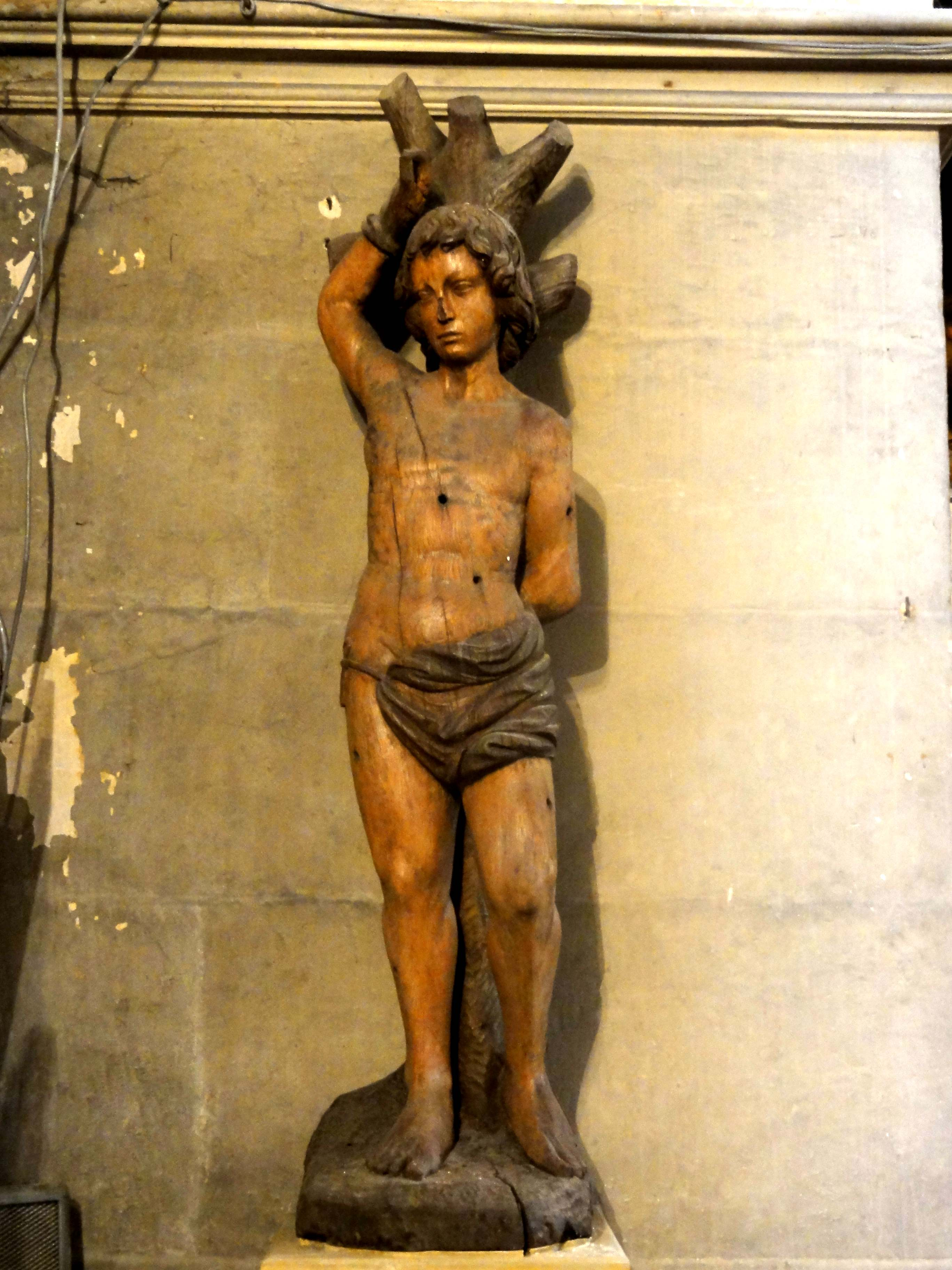
Saint Sébastien.
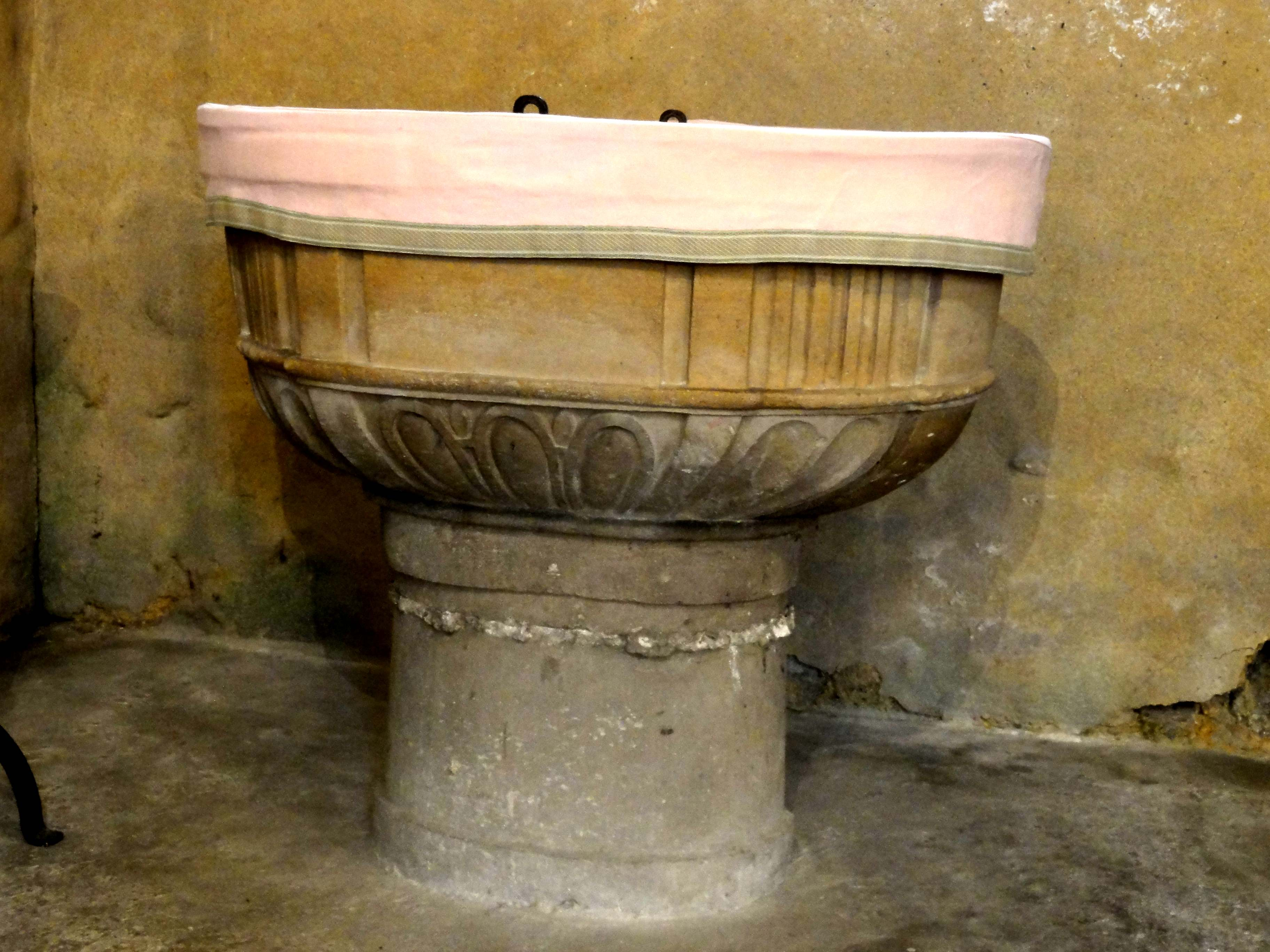
Fonts baptismaux.

### Mobilier liturgique

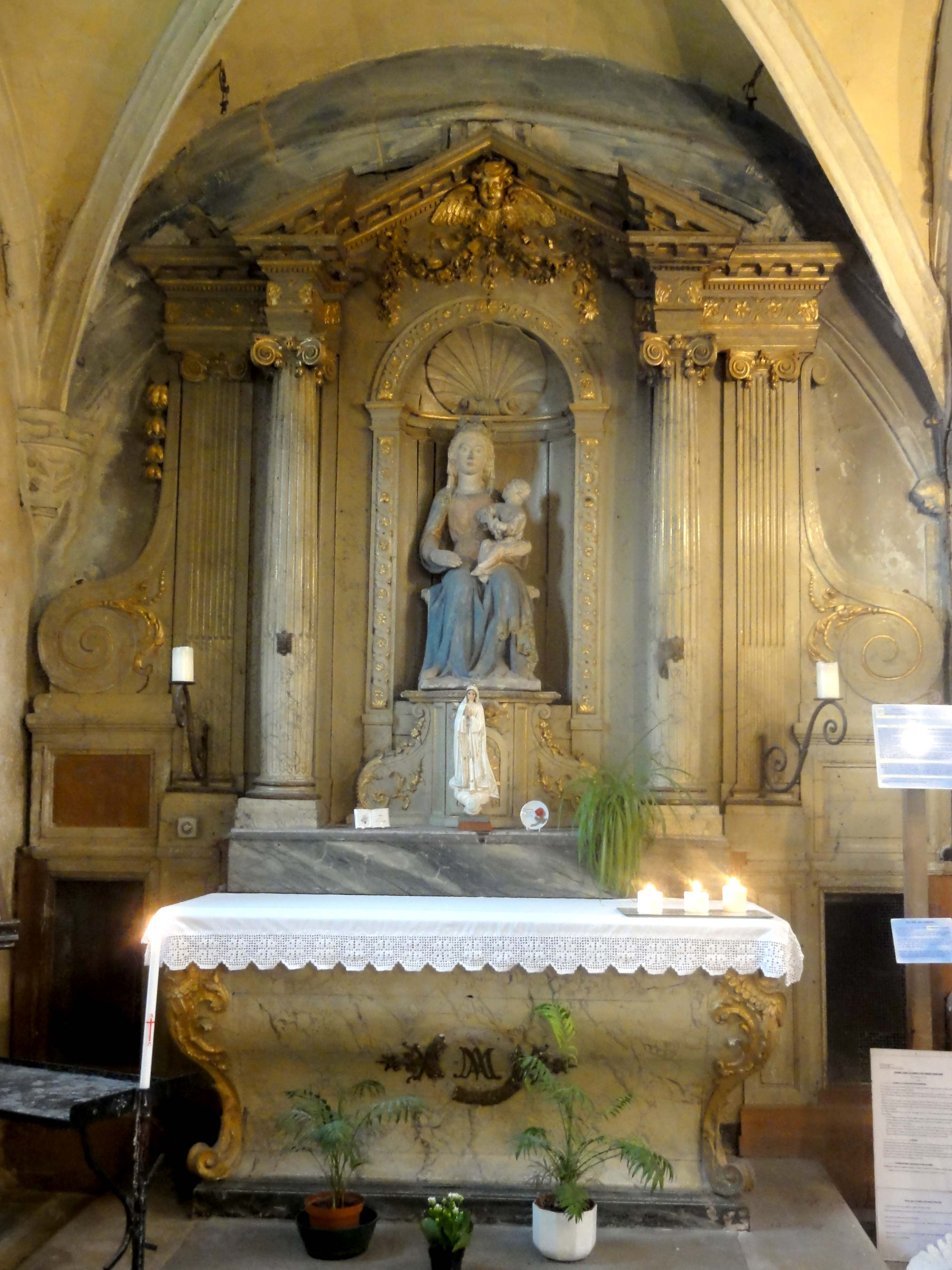
Autel et retable de la Vierge Marie.

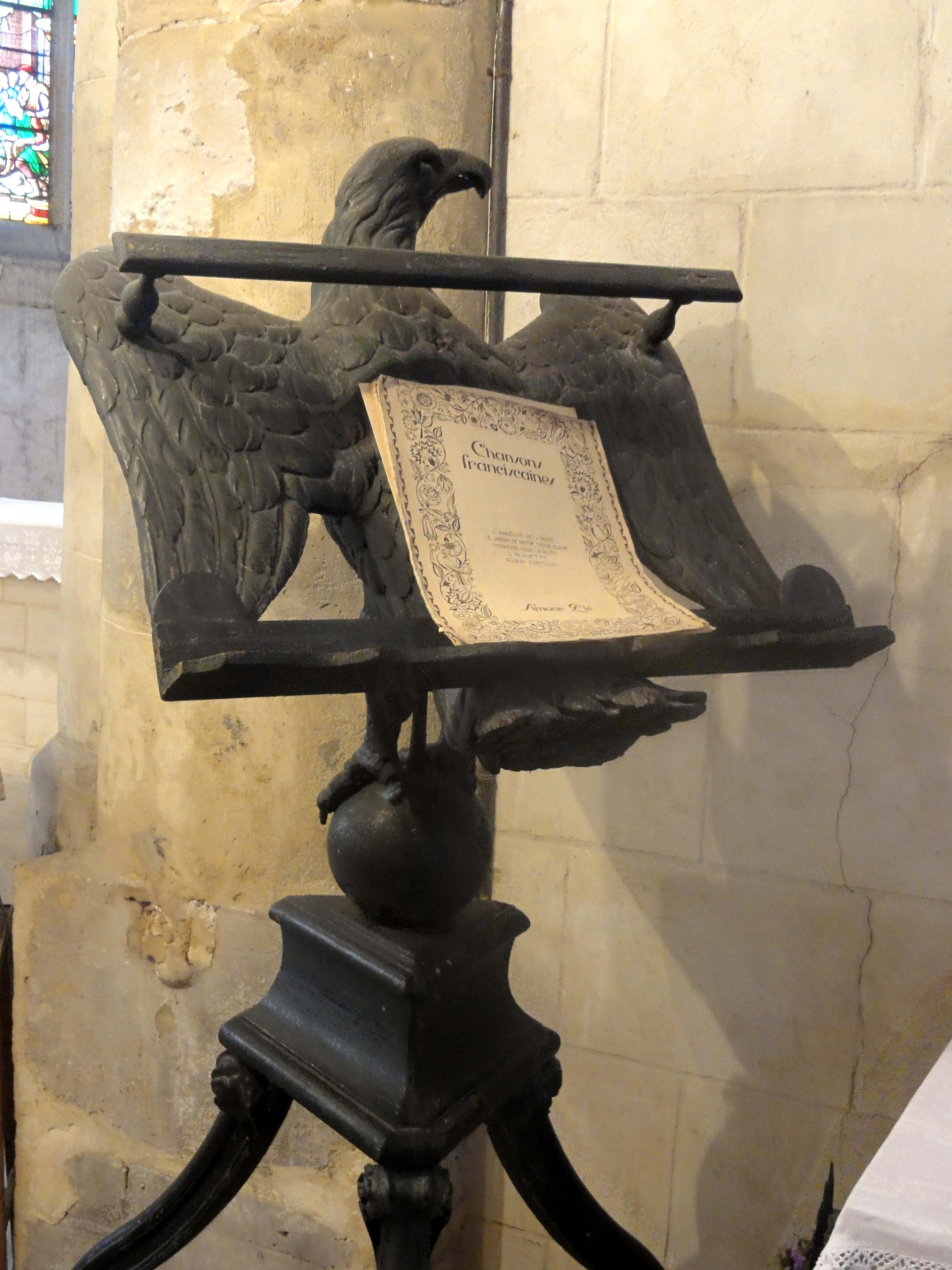
Aigle-lutrin.

- Les fonts baptismaux, au début du bas-côté, se présentent sous la forme d'une cuve baptismale à infusion du XVIe siècle, qui est d'un plan ovale oblong. Elle a une longueur de 107 cm et une largeur de 75 cm, pour une hauteur de 45 cm sans le pied. Seulement la cuve est décorée. La partie haute est gravée de quatre séries de cannelures, avec de longs intervalles sur les faces latérales, et de plus courts intervalles aux deux extrémités. Un boudin marque la limite avec la partie basse, où s'opère la transition vers la longueur et largeur réduites au niveau du pied. Cette partie basse en encorbellement est décorée de deux godrons sous chaque série de cannelures et de feuilles plates fortement stylisées sur les faces latérales. Chaque élément du décor est cantonné de bandeaux plats verticaux. Le pied est fruste. Bien qu'aussi anciens que l'église, les fonts ne sont pas classés. Ils ont failli être remplacés en 1784, quand une ordonnance de l'archevêque parvient à la fabrique, lui demandant l'installation d'une cuve plus petite, entourée d'une balustrade, et accompagnée d'un tableau représentant le baptême du Christ[15].
- Le confessionnal en bois de chêne date du XIXe siècle, et suit un plan trapézoïdal, avec trois loges. La porte de la loge centrale, réservée au prêtre, est en anse de panier, et surmontée d'une croix. Le panneau supérieur est agrémenté de découpages de formes dissymétriques inhabituelles, ce qui fait l'intérêt de ce confessionnal[16].
- L'autel et le retable de la Vierge au chevet du bas-côté nord sont de style rocaille. L'autel, en forme de tombeau, est fortement galbé et peint en faux marbre blanc. Ses angles sont pourvus d'un décor sculpté rehaussé par une dorure. Le retable est d'ordre ionique, et sa couleur de base est le gris, avec mise en exergue de tous les détails sculptés par des dorures. Il se compose d'un corps central, avec un tabernacle et une grande niche en plein cintre destinée à abriter la Vierge à l'Enfant du XIVe siècle déjà décrite, et de deux ailes latérales. Le dais de la niche arbore une grande coquille Saint-Jacques. De part et d'autre, la niche est cantonnée de colonnettes cannelées, qui supportent deux sections d'entablement et un fronton triangulaire brisé. La métope affiche un décor de rosaces serrées les unes contre les autres. La corniche et les rampants du fronton sont garnis de deux rangs de denticules, en petite et en grande échelle. Le fronton est sans base et orné d'une grande tête de chérubin à deux ailes, ainsi que de chutes de fleurs assez remarquables. Les ailes latérales sont étroites et se résument à des pilastres cannelés surmontés d'une section d'entablement, et flanqués d'ailerons d'une facture assez sobre. L'ensemble se distingue par un équilibre heureux entre sobriété et surabondance du décor, ainsi que par une exécution adroite, ce qui en fait une œuvre de bon goût[17].
- La chaire à prêcher du premier quart du XVIIIe siècle a été déposée, et seuls trois panneaux sculptés en bas-relief de la cuve, quatre volutes ou ailerons baroques et quelques autres éléments ont été conservés. Ils ont été employés pour l'assemblage d'un retable pour la chapelle Saint-Nicolas, avec des panneaux représentant un saint martyr en chasuble et un saint diacre, qui restent à identifier. Le retable sert d'écrin à la statue de saint Denis mentionnée ci-dessus, l'église ne possédant plus de statue de saint Nicolas. Un troisième panneau représentant saint Denis céphalophore a été utilisé pour confectionner un ambon, qui dans la liturgie assume les fonctions anciennement assurées par le lutrin et la chaire. Les visages des trois saints n'ont pas été bûchés à la Révolution, ce qui est assez rare pour mériter d'être signalé[18].
- La bannière de procession, en soie brodée, date du XIXe siècle. Elle représente sainte Geneviève de Paris[19], qui est, après la Vierge Marie, la sainte la plus populaire de la région avant la canonisation de sainte Thérèse de Lisieux.
- L'aigle-lutrin en bois anciennement doré date du XVIIIe siècle, et est classé depuis 1912. Il mesure 175 cm ou 210 cm de hauteur, le dossier de protection et le dossier d'inventaire ne concordant pas sur ce point. Trois tiges de bois en volutes rentrantes servent de support à la boule (orbe) de l'aigle. Elles s'appuient sur une planchette triangulaire, et vers l'intérieur, elles sont sculptées d'une patte de lion[20].
- Le tabernacle, en bois de chêne, date du milieu du XVIIIe siècle et semble avoir été arraché à son contexte. Seulement des fragments subsistent des deux ailes latérales, qui flanquent la porte cintrée, cantonnée de deux pilastres au chapiteaux corinthiens. Le tabernacle est surtout remarquable pour l'iconographie du bas-relief figurant sur la porte : c'est un agneau mystique, qui n'est pas représenté comme habituellement l'Agnus Dei (c'est-à-dire, accompagné d'une bannière et d'une patène ou d'un calice), mais étalé sur la table du sacrifice. Trois nuages, dont celui en haut ressemble étrangement à une tête de cochon, et des rayons de lumière l'entourent[19].
- Les châsses à reliques logées dans les niches de part et d'autre de la porte de la sacristie sont malheureusement vides. Elles datent du XIXe siècle. L'une est en bois doré et a les parois et le toit évidés. Pauvre et en mauvais état, elle rappelle la spoliation des églises sous la Révolution française de tous les objets en métal précieux, et la nécessité urgente de remplacer ce mobilier après le rétablissement du culte, alors que les paroisses avaient perdu leurs ressources habituelles. L'autre châsse est en métal doré, et représente une œuvre d'orfèvrerie relativement simple, mais non son charme. Elle prend la forme d'un petit édifice avec un toit à deux rampants, qui est décoré de divers symboles religieux (la colombe du Saint-Esprit, le Chrisme, le pélican mystique) et des parois évidées décorées d'arcatures en plein cintre retombant au centre sur des culs-de-lampe[19].

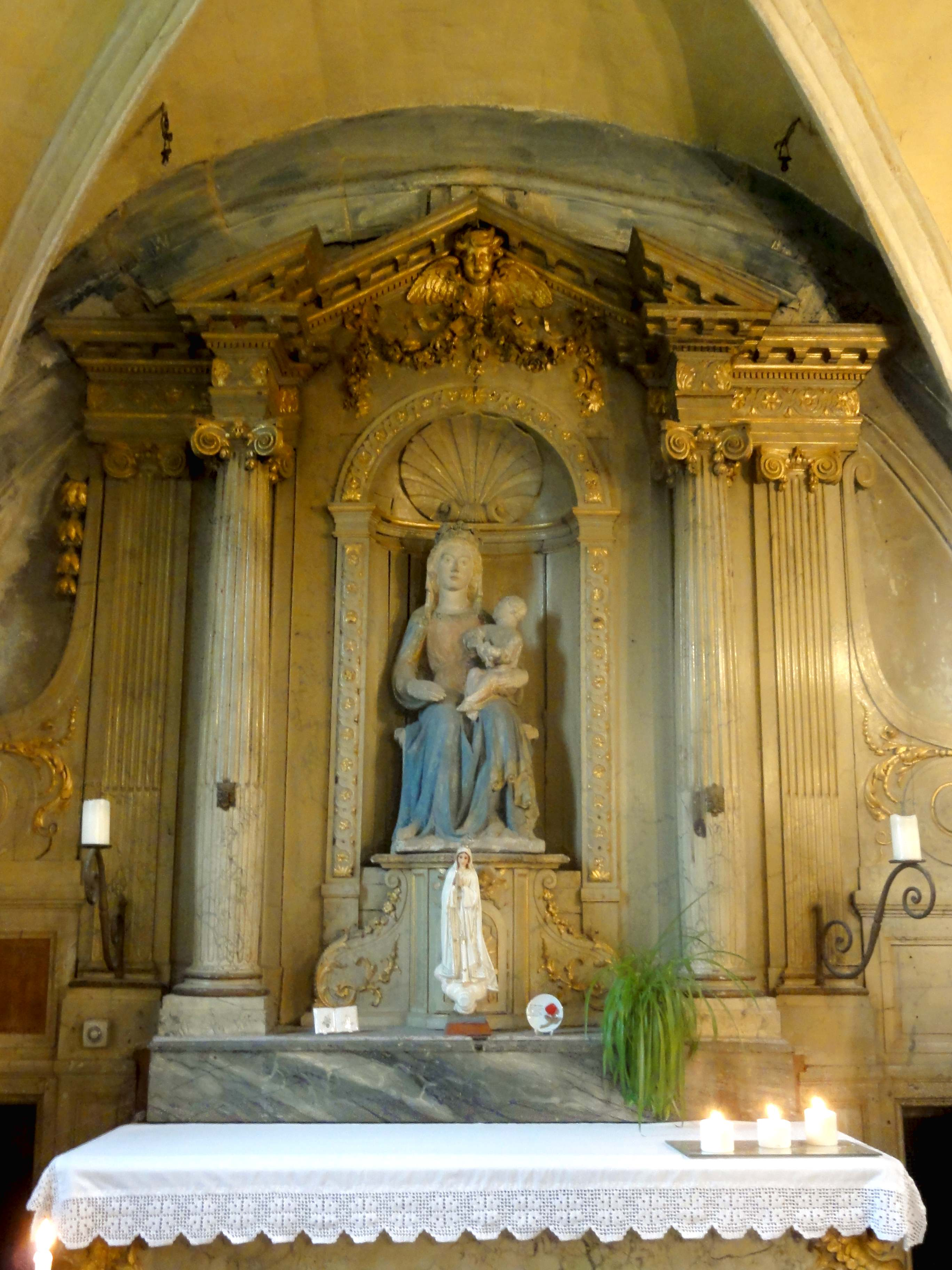
Retable de la Vierge.
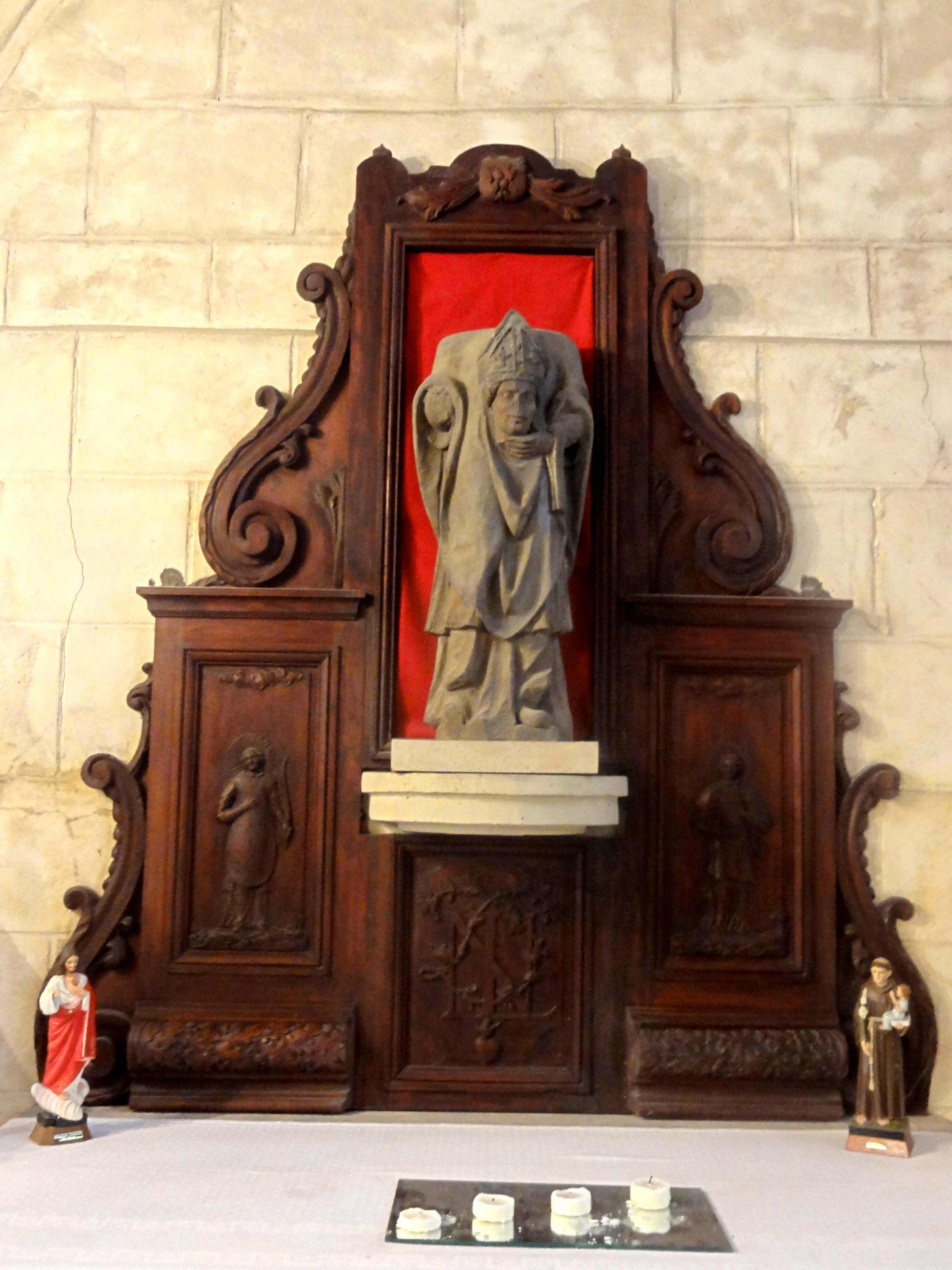
Retable de saint Denis.
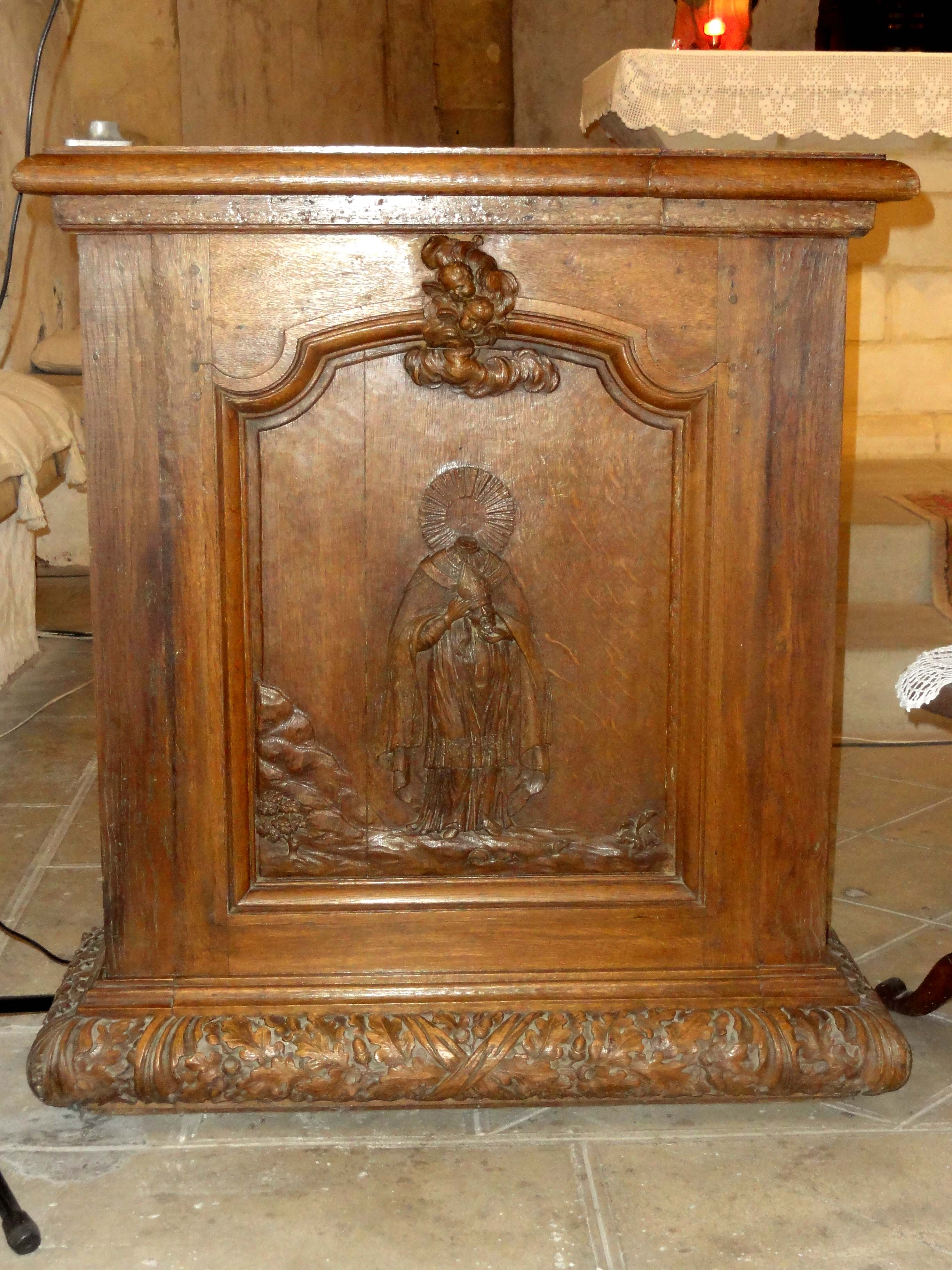
Ambon.
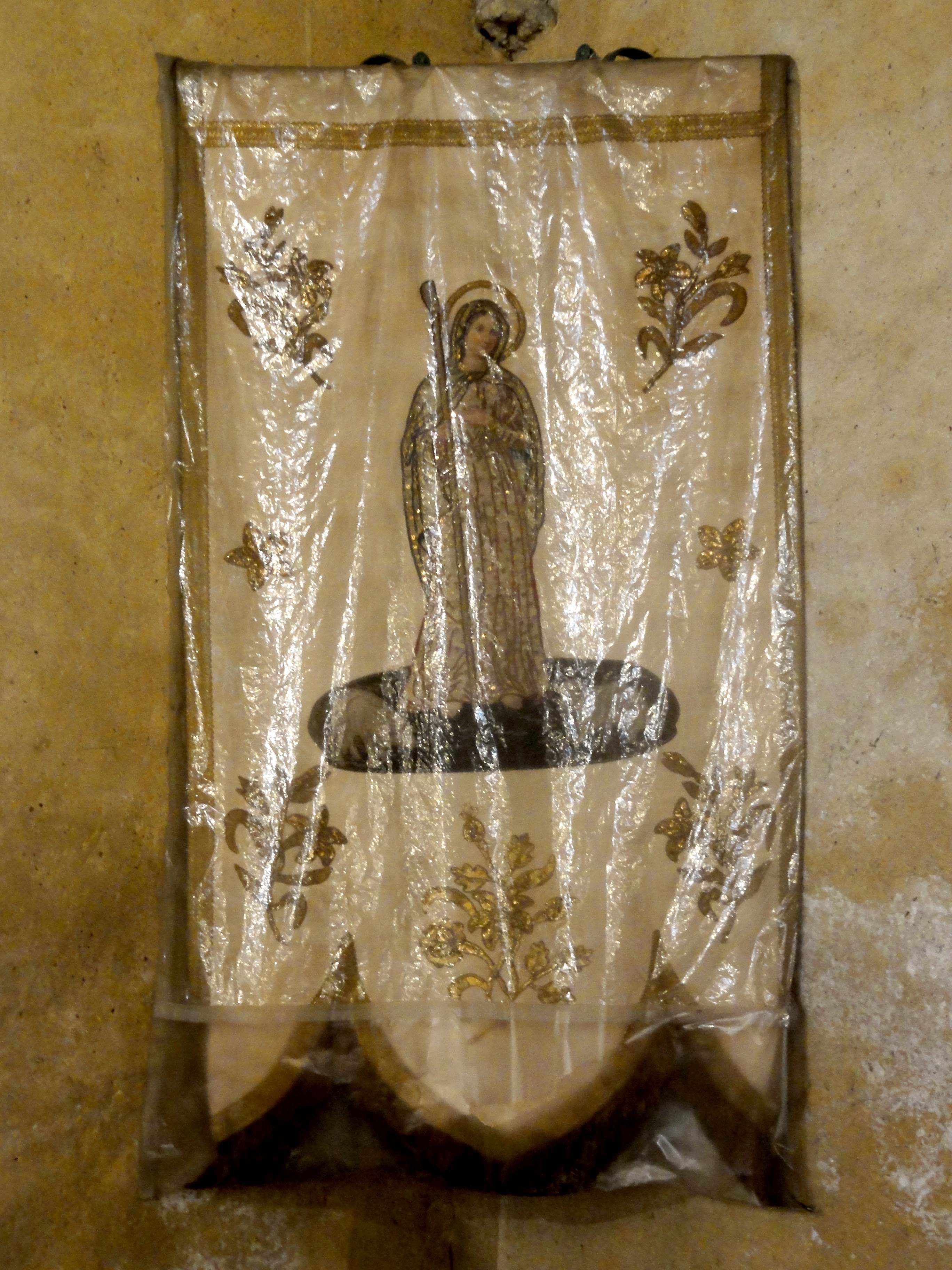
Bannière de procession.
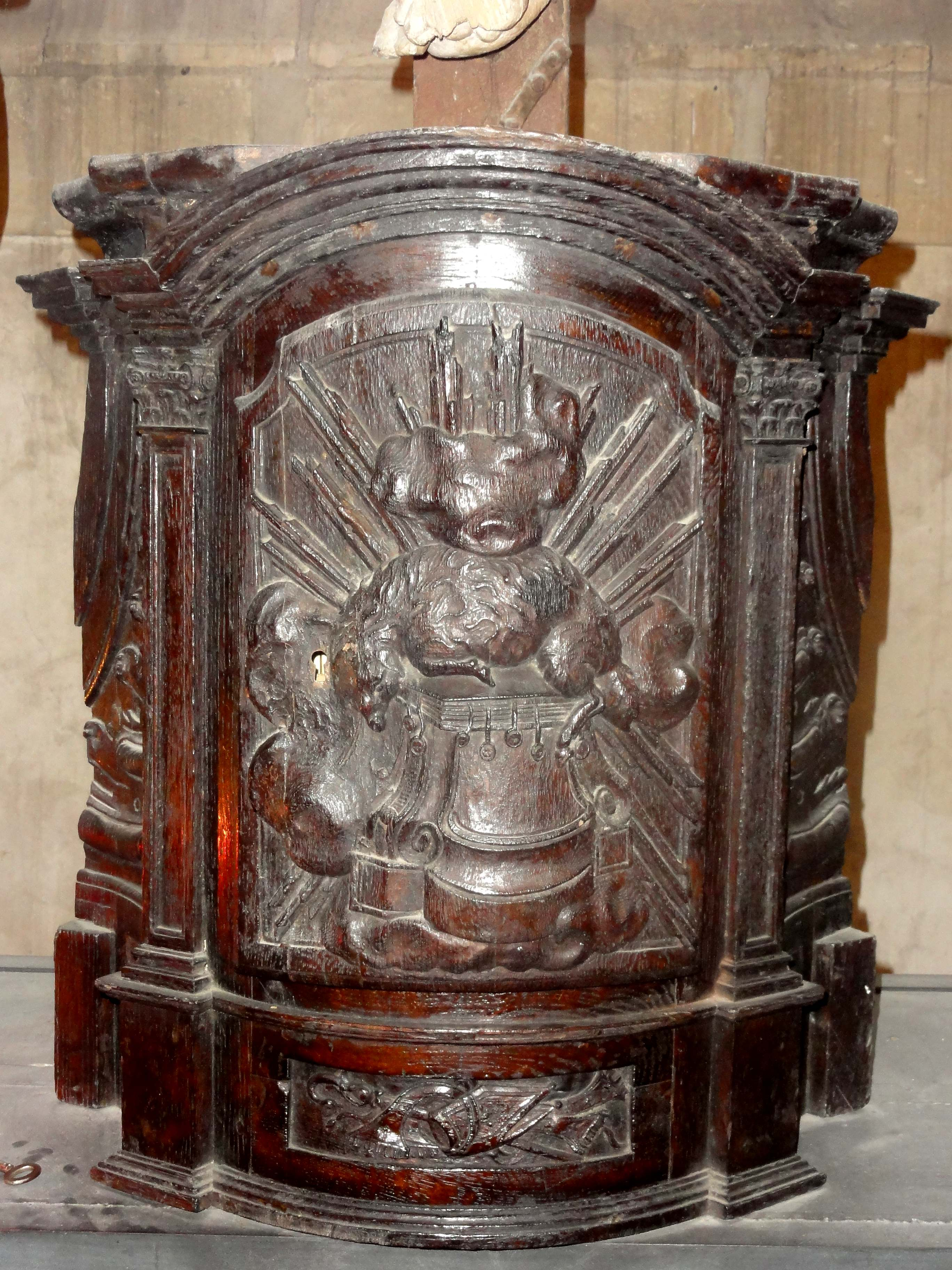
Tabernacle.
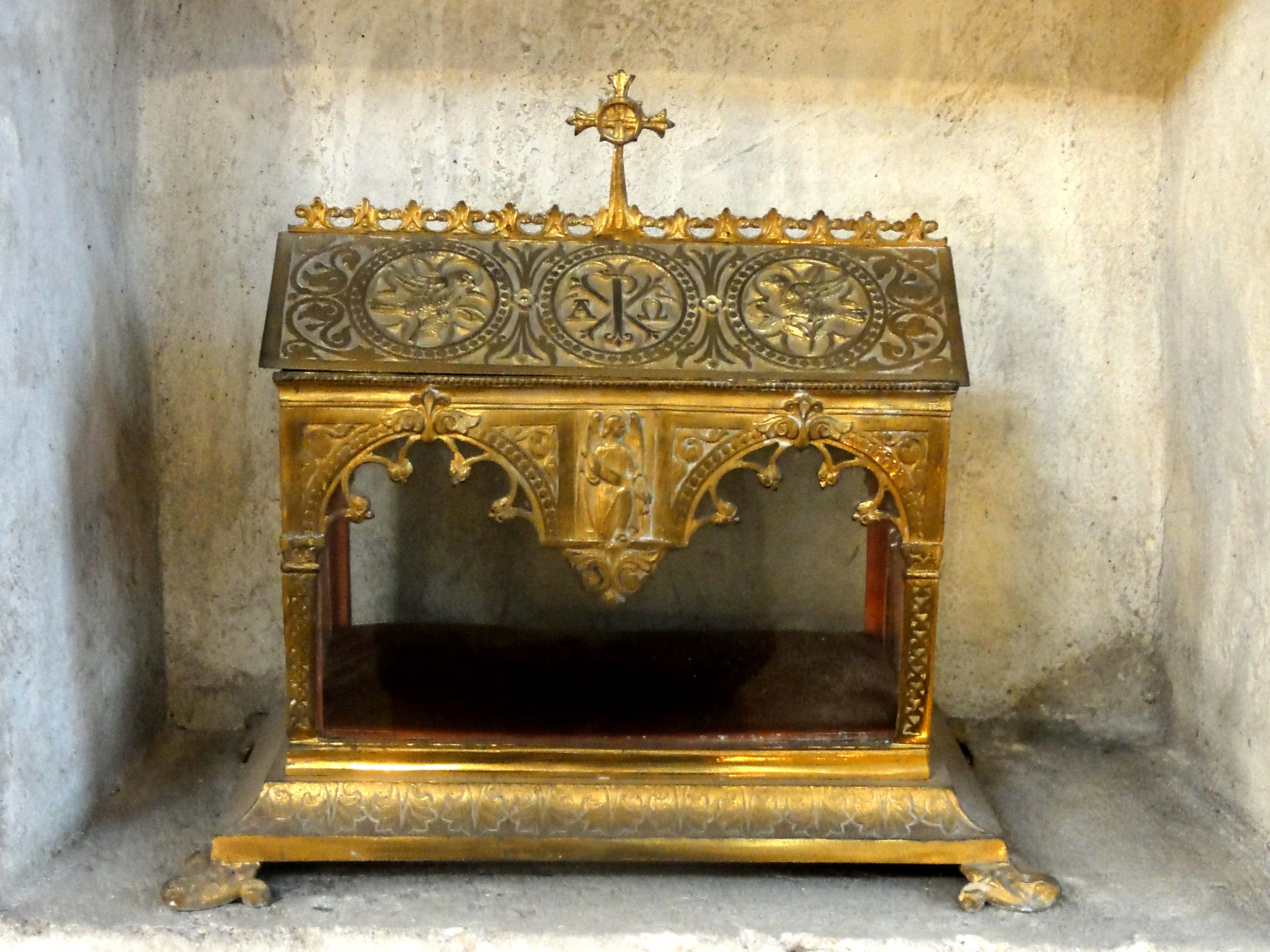
Châsse à reliques.

### Tableau et vitraux
Un tableau peint à l'huile sur toile et représentant saint Denis peu après son martyre est accroché au-dessus du portail occidental. Aucun auteur ne renseigne à son sujet, et l'Inventaire général du patrimoine culturel l'omet également. L'évêque, en train de fléchir, est soutenu par des anges, et porte sa tête entre ses mains, alors qu'une jeune fille s'apprête à la recueillir dans son foulard. La crosse épiscopale et la mitre ont été recueillies par un petit enfant, en bas à gauche, qui est en train de pleurer. Il n'y a pas d'autres tableaux dans l'église.
L'ensemble de cinq verrières posé en 1876 sort des ateliers de Charles Levêque à Beauvais. Il concerne la baie à gauche de l'abside (no 1), les baies à droite de l'abside et au sud du chœur (no 2 et 4), et les deux baies de la chapelle Saint-Nicolas (no 6 et 8). Seule la verrière no 1 est signée et datée. Une inscription sur le médaillon en bas à gauche de la verrière no 4 indique que celle-ci a été offerte par Madame Hedelin-Orth, le 1er mai 1876. Sur le médaillon voisin, la donatrice est par ailleurs représentée agenouillée devant un prie-Dieu. L'Inventaire indique indifféremment une largeur de 160 cm et une hauteur de 233 cm pour toutes ces verrières, bien qu'il soit évident que ces proportions ne conviennent qu'aux baies de la chapelle. Les motifs représentés sont les suivants : 
- Baie no 1 : L'Adoration des bergers, l'Adoration des mages, la Fuite en Égypte, le repos au désert pendant la Fuite en Égypte ;
- baie no 2 : Intérieur de Nazareth, Jésus et les docteurs, la Noce de Cana [sic], Jésus chasse les vendeurs du Temple ;
- baie no 4 : l'apparition de la Vierge à l'Enfant à une sainte non identifiée, sur la lancette de gauche, et le martyre de sainte Catherine d'Alexandrie, sur la lancette de droite, si l'on se tient à son attribut qui est la roue ;
- baie no 6 : le sauvetage des trois petits enfants par saint Nicolas, sur la lancette de gauche, et l'apparition du Christ en croix à saint François de Paule ;
- baie no 8 : sainte Geneviève, la tête couronnée, et portant une glaive et un ciboire où apparaît le Saint-Sacrement, sur la lancette de gauche, et la même sainte, gardant des moutons et filant de la laine, sur la lancette de droite.

La verrière d'axe du chevet a été réalisée par la seule technique de la peinture sur verre au début du XXe siècle, et est à présent devenue illisible.

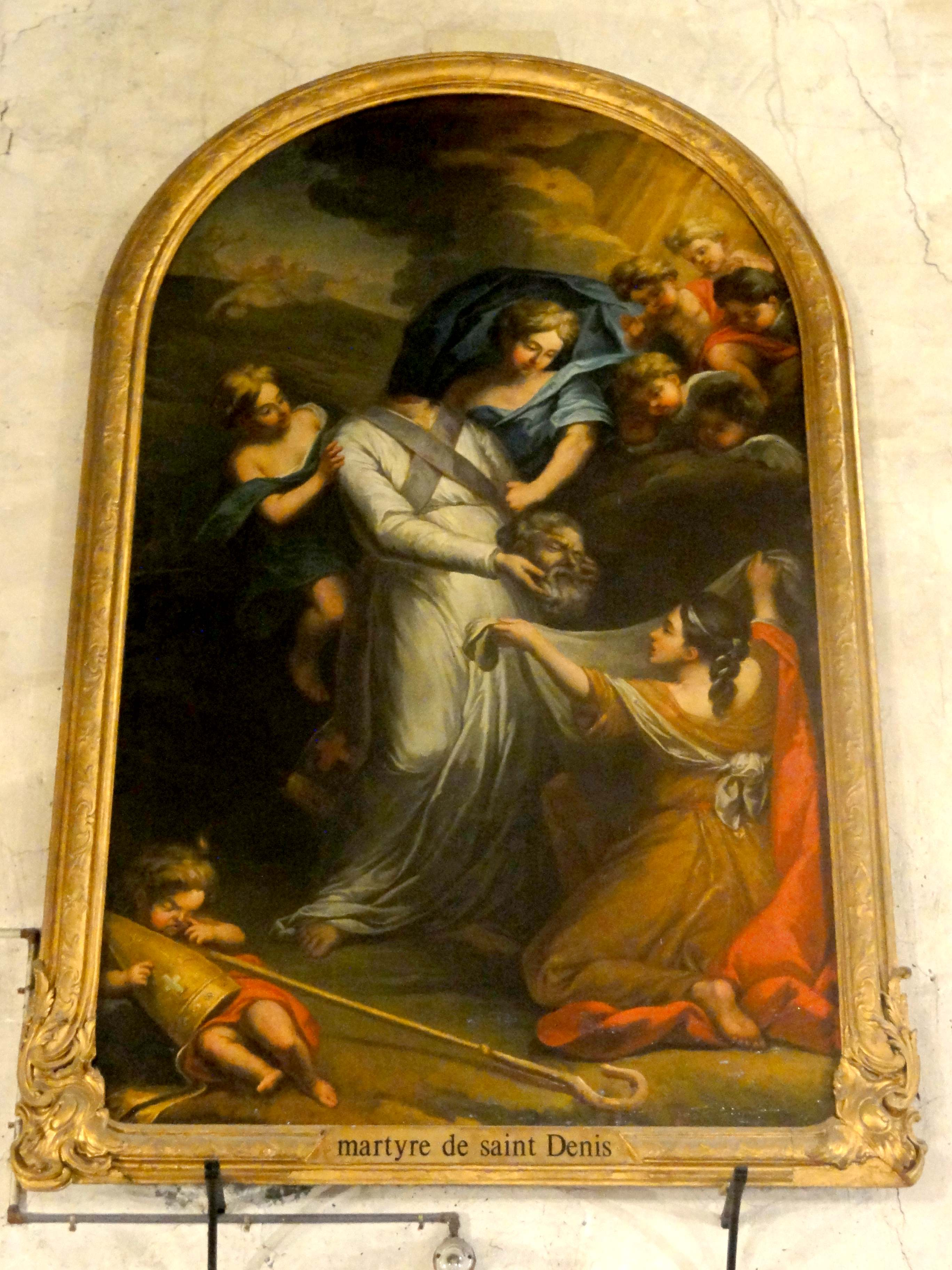
Martyre de saint Denis.
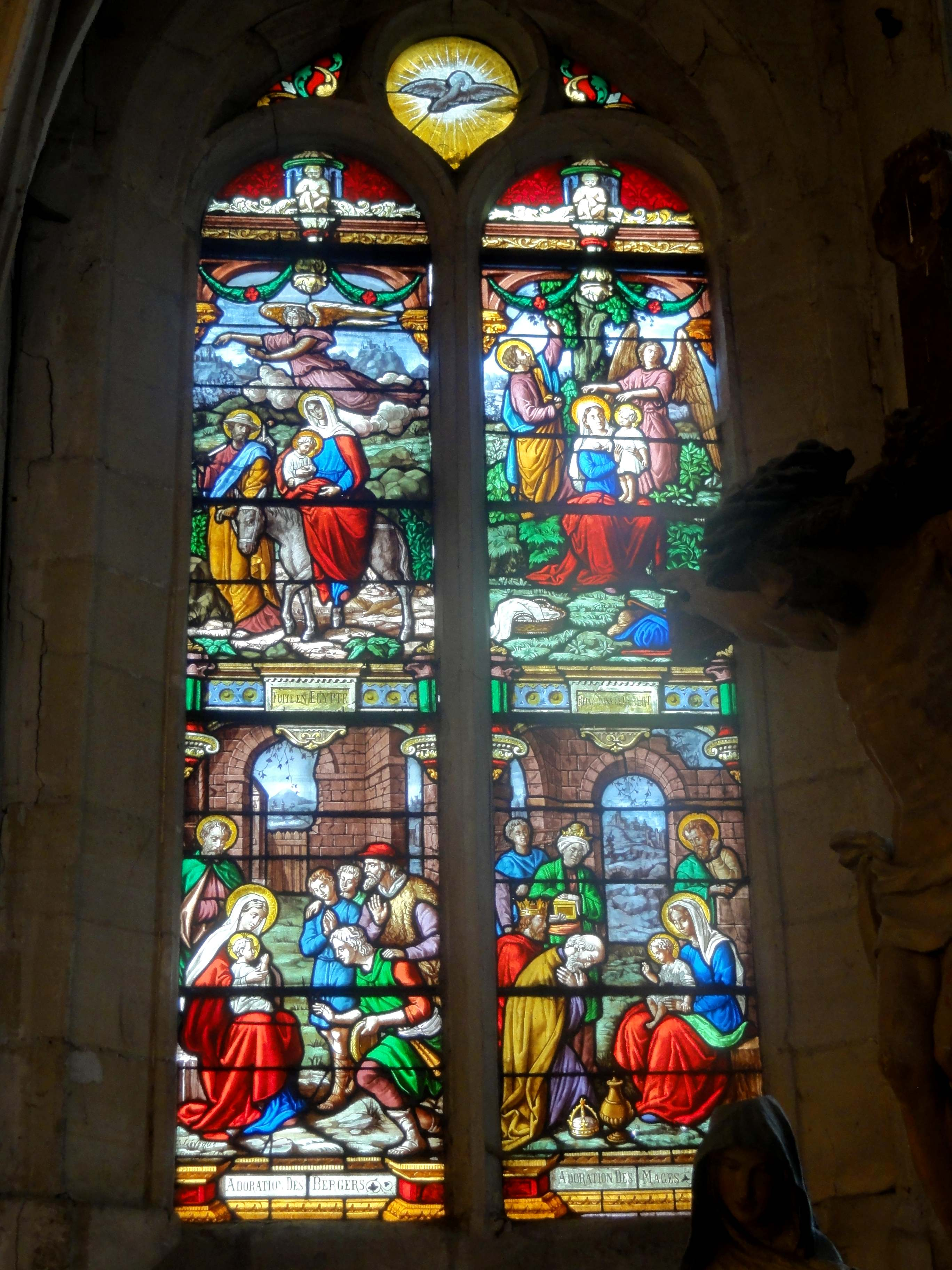
Verrière n° 1.
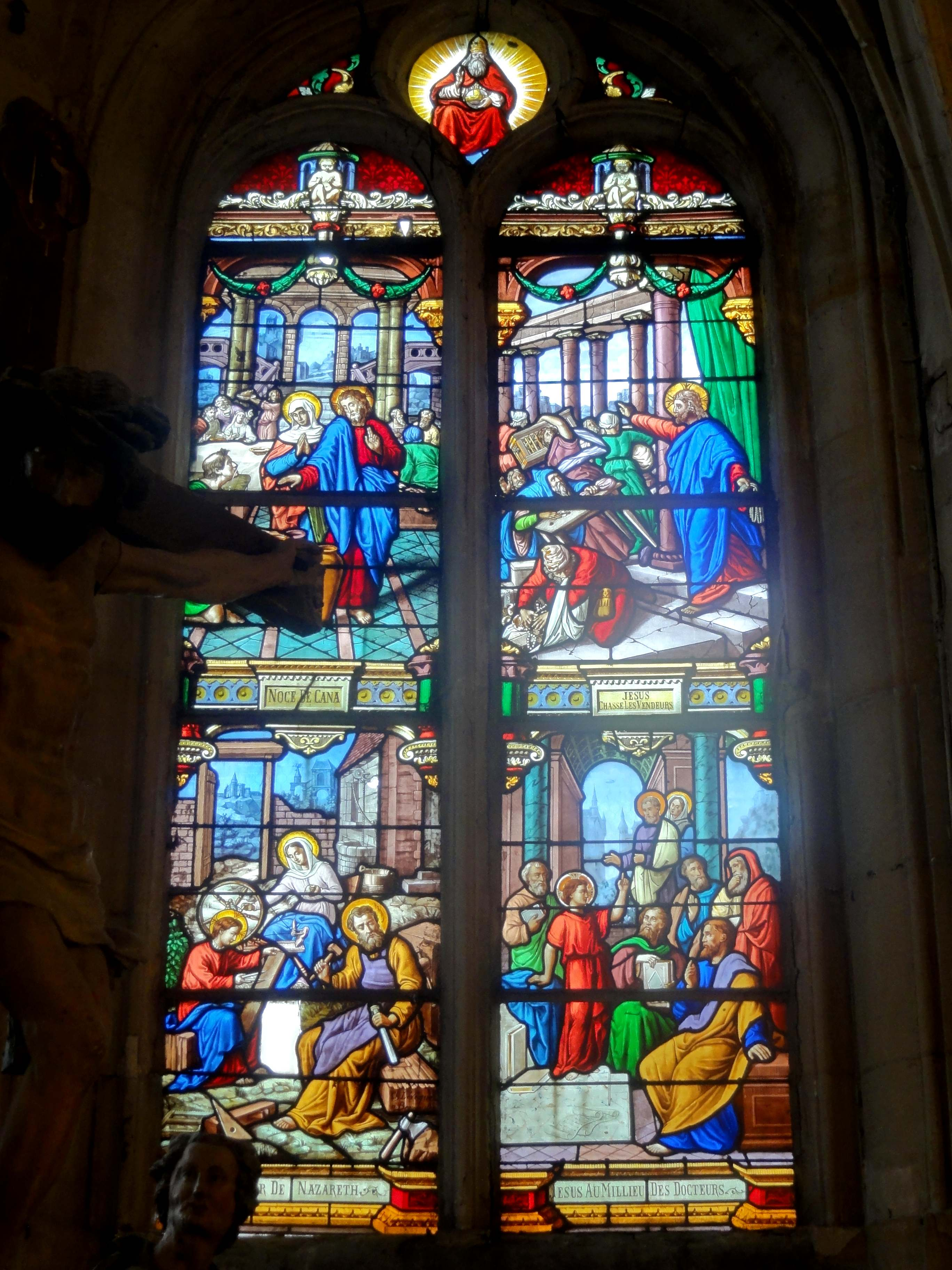
Verrière n° 2.
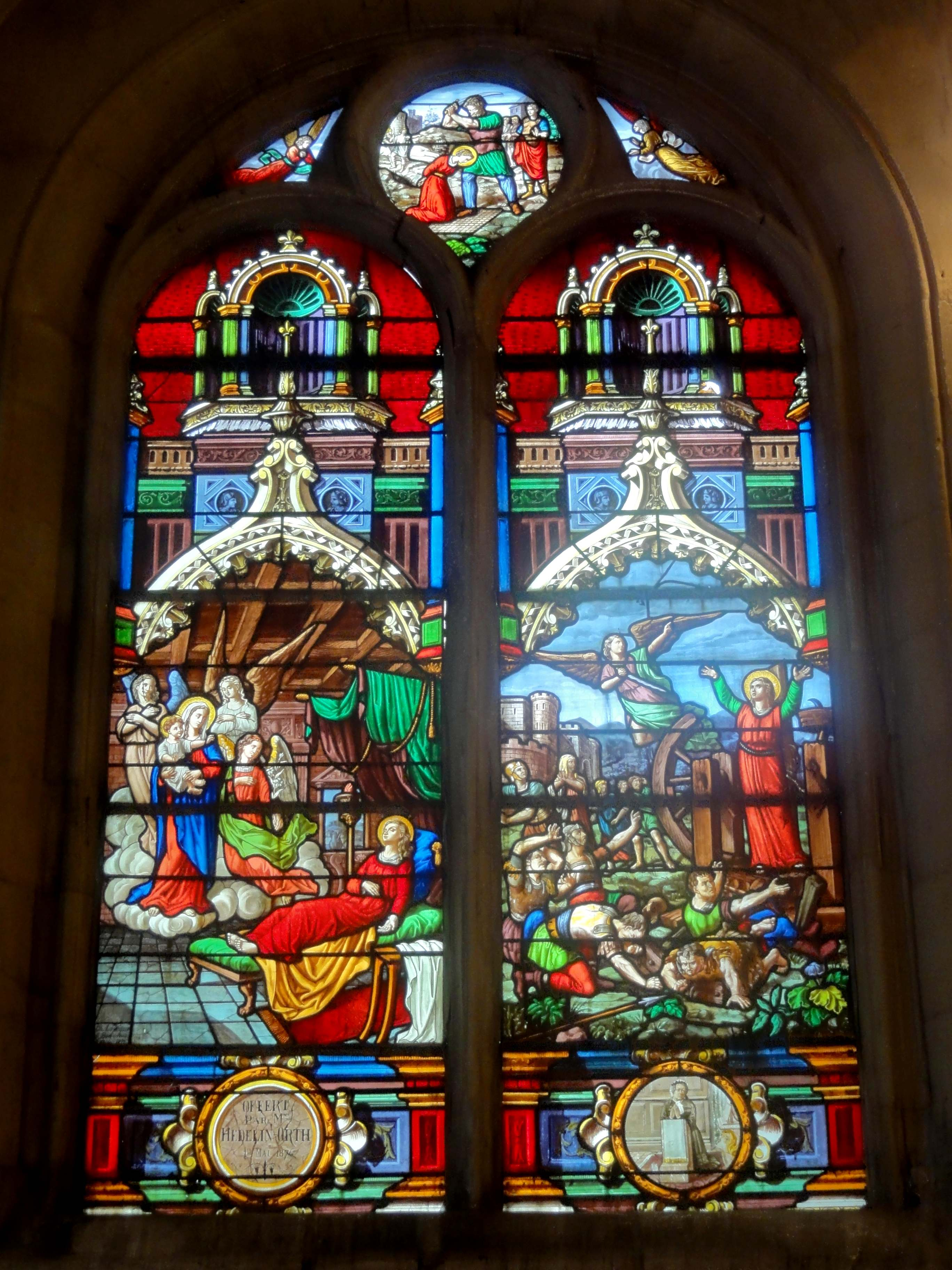
Verrière n° 4.
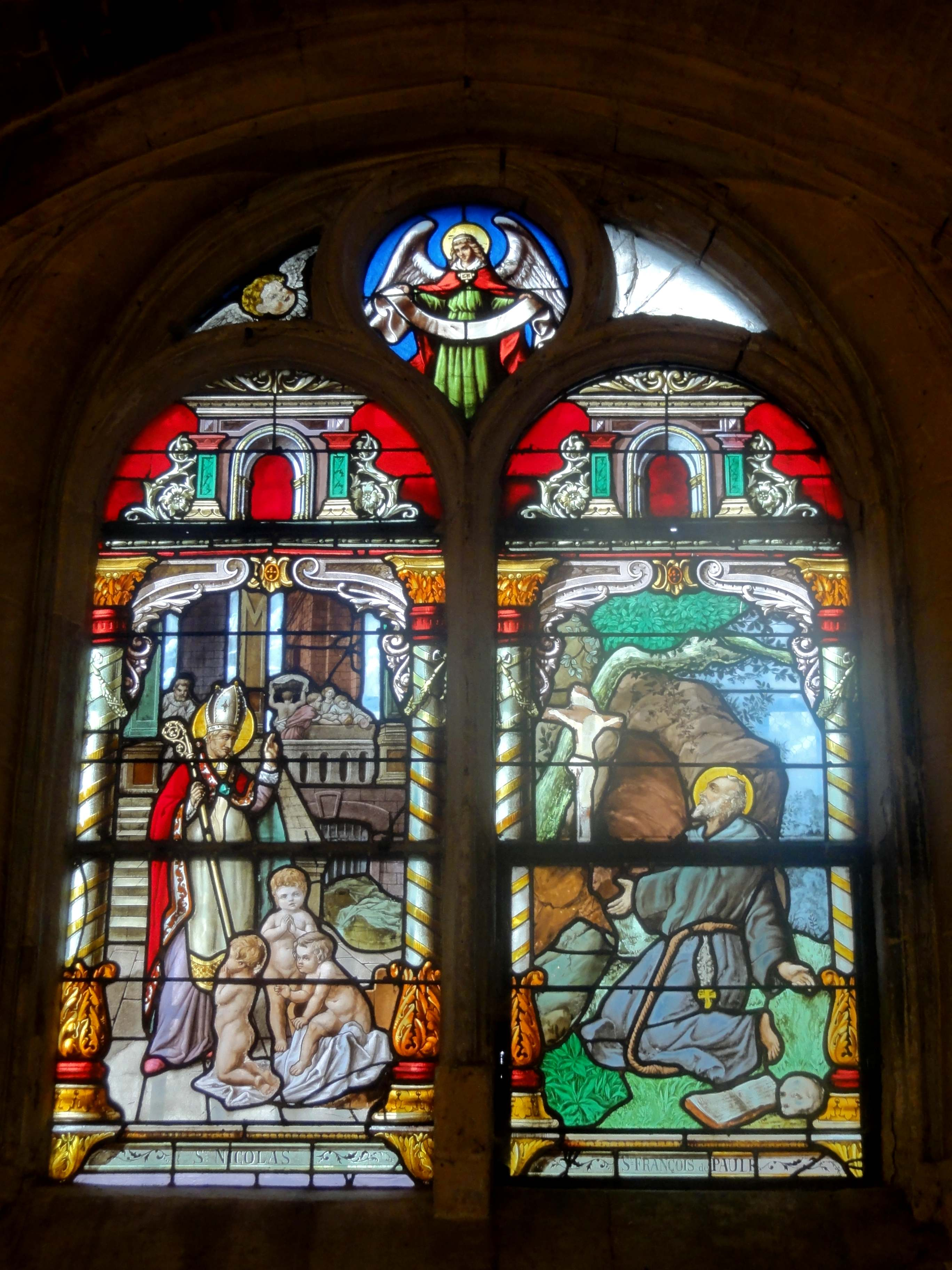
Verrière n° 6.
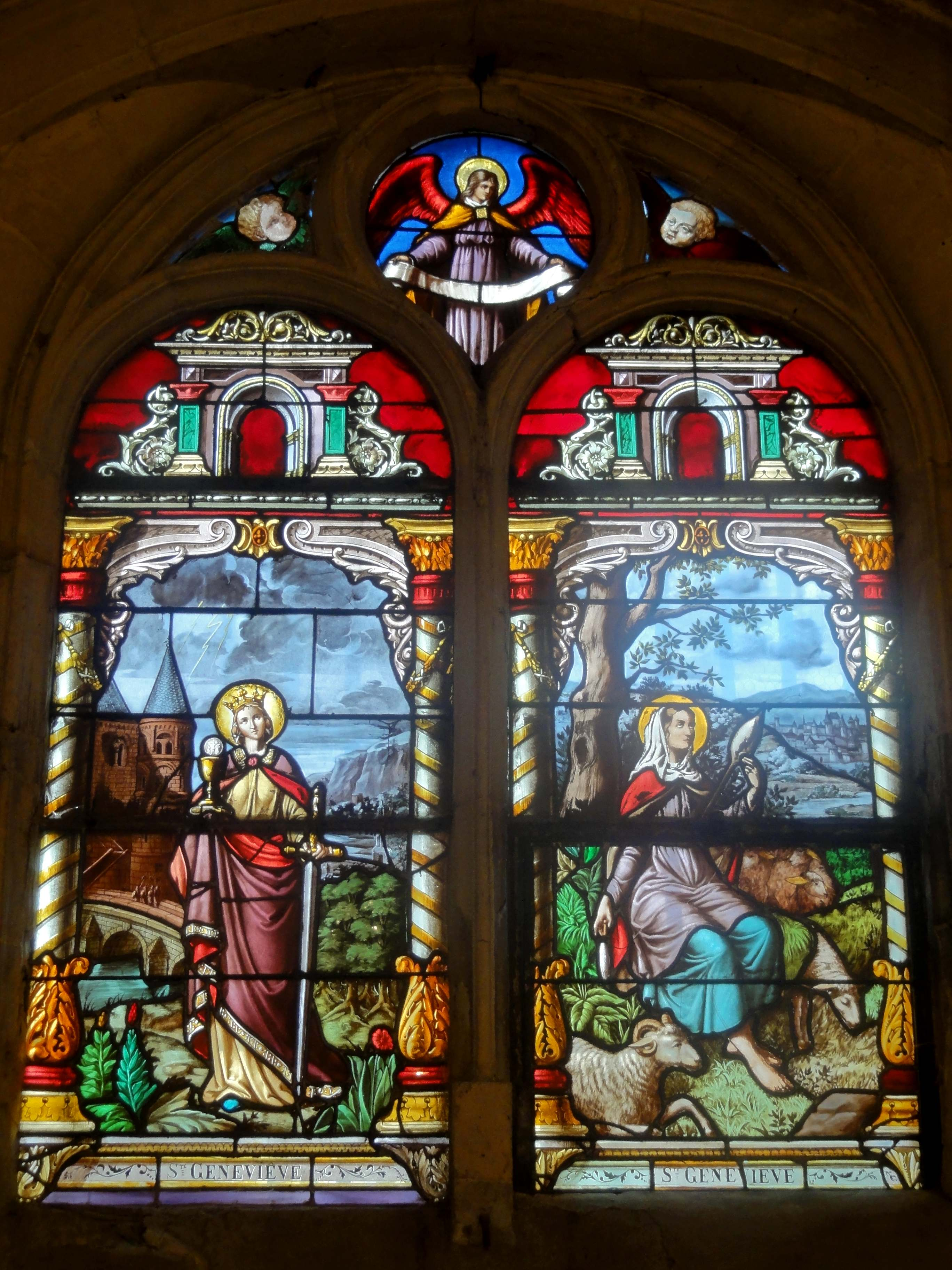
Verrière n° 8.

### Plaques funéraires
- La grande dalle funéraire à effigie gravée d'un chevalier, devant les degrés de l'autel, est très usée et devenu indéchiffrable. Elle se rétrécit vers l'extrémité inférieure. L'on reconnaît à peine quelques lignes de la cotte en mailles de fer et du chien sur lequel reposent les pieds du défunt. Le baron de Guilhermy suppose que cette dalle date du XIIIe siècle[6].
- Une dalle funéraire à effigies gravées d'un bourgeois et de son épouse, presque totalement effacée, date apparemment du XIVe siècle[22].
- Une autre dalle funéraire à effigies gravées de deux époux, presque totalement effacée, date apparemment du XVIIIe siècle. La représentation de l'époux reste seule lisible ; l'on discerne sa tenue vestimentaire en petit manteau et culottes courtes[23].
- L'épitaphe de damoiselle Charlotte le Tardif, veuve de Guillaume de Marle, chevalier et seigneur du Thillay, morte à Paris le 16 septembre 1587, remplit un compartiment ovale fleuronné. Elle se lit comme suit : « Cy gist Noble damoiselle Charlotte le Tardif veufve de Noble homme Guillaume de Marle en son vivant Chevalier seigneur du Thillay [...] commissaire ordinaire des guerres laquelle deceda en son hostel A Paris le XVIe jour de septembre Mil VC IIIIXX et sept Priez dieu pour elle ». Les armoiries sont effacées. La fille commune des époux, Lucrèce de Marle, prit pour époux Nicolas Girard, trésorier des Ligues, surintendant de la maison du connétable de Montmorency, qui reçut la seigneurie du Thillay en dot, et fit construire la chapelle Saint-Nicolas[22]. Nicolas Girard († 1614), Lucrèce de Marle († 1636), leur fils Henry Girard († 1625), procureur général en la chambre des comptes, leur petit-fils Charles Girard († v. 1660), marquis du Thillay et président de la chambre des comptes, sont également inhumés dans la chapelle Saint-Nicolas mais leurs épitaphes ont disparu[24].
- La dalle funéraire a effigie gravée de l'abbé Denis Vallet, chapelain perpétuel de l'hôtel-Dieu de Gonesse, mort le 26 mars 1620, est très usée, et seulement une petite partie de l'inscription demeure lisible[25].
- La plaque de fondation de l'abbé Pierre Frémont, mort le 5 février 1662 à l'âge de soixante-seize ans, mesure 104 cm de hauteur et 72 cm de largeur, et comporte trente-cinq lignes d'inscription. Elle apprend au lecteur que le prêtre est natif de Guerbigny (Somme), et a saintement gouverné la paroisse pendant environ trente-huit ans avec toute la bonne conduite d'un bon pasteur irréprochable, avant de passer à une vie meilleure. Il laisse à la fabrique trois quartiers de terre situés au Thillay, et trente-trois livres, six sols, huit deniers de rente, à la charge aux marguilliers de faire chanter tous les jours de l'octave du Saint-Sacrement tout l'office canonial, et le jour de l'anniversaire de son décès, une messe haute de requiem avec Vigiles. Maints détails sont également stipulés, dont la sonnerie de la grosse cloche pour convier les fidèles, la mise à disposition du luminaire nécessaire, et la rémunération des successeurs du curé pour la célébration des offices de fondation. L'état de conservation de la plaque est bon[19],[26].
- La dalle funéraire de Nicolas Dardel, en son vivant garde de la ville de Paris et procureur fiscal, mort le 13 mars 1713 à l'âge de soixante-trois ans, comporte dix-huit lignes d'inscription, et son état de conservation est moyen. Elle se trouvait jadis dans le bas-côté nord, près de la chapelle de la Vierge, et a été redressée contre le mur de la base du clocher[19],[27].
- La dalle funéraire de Marie Jeanne Dardel, morte le 12 décembre 1741 à l'âge de dix-huit ans, mesure 196 cm de hauteur et 82 cm de largeur. Elle comporte quinze lignes d'inscription, et son état de conservation est moyen. Elle se trouvait jadis dans le bas-côté nord, près de la chapelle de la Vierge, et a été redressée contre le mur de la base du clocher[19],[27].
- La plaque de fondation de Marie Gilles, morte le 9 janvier 1768 à l'âge de quatre-vingt-cinq ans, mesure 196 cm de hauteur et 64 cm de largeur. Elle comporte vingt-quatre lignes d'inscription, et en dessous une tête de mort couronnée de lauriers et des tibias en sautoir. La veuve des boulangers Jacques Boivin et Nicolas Dardel en secondes noces fonde, par un acte du 2 janvier 1731, les prières de Quarante-Heures pendant les trois derniers jours du carnaval. Cette plaque est bien conservée. Elle se trouvait jadis dans le bas-côté nord, près de la chapelle de la Vierge, et a été redressée contre le mur de la base du clocher[19],[27].
- La plaque de fondation en marbre blanc de Jean-Baptiste Bessières, mort le 1er mai 1813 à Weißenfels (Saxe-Anhalt), comporte dix-huit lignes d'inscription : « À la mémoire de Jean-Baptiste Bessières maréchal d'Empire duc d'Istrie colonel général de la cavalerie de la garde impériale grand aigle de la légion d'honneur grande croix de Saint-Henri de Saxe du Christ de Portugal de Léopold d'Autriche né à Prayssac département du Lot le 6 août 1768 tué en boulet en combattant pour la France à Weissenfels près de Lützen le 1er mai 1813. Il vécut comme Bayard / Il mourut comme Turenne / Napoléon / De profundis ». Le rapport avec le vaillant militaire et la commune du Thillay reste à préciser[19].
- La plaque funéraire pour le tombeau du cœur de Fabien Sébastien de Lapeyrière, mort le 26 mai 1831 à l'âge de soixante ans, comporte quatorze lignes d'inscription surmontées d'une croix : « Ici repose le cœur de Fabien Sébastien de Lapeyrière chevalier de Saint-Louis et de la légion d'honneur, chef d'escadron, aide de camp du maréchal duc d'Istrie, né à Cahors, département du Lot le 25 juillet 1770, mort à Paris, le 26 mai 1831. De profundis »[19].

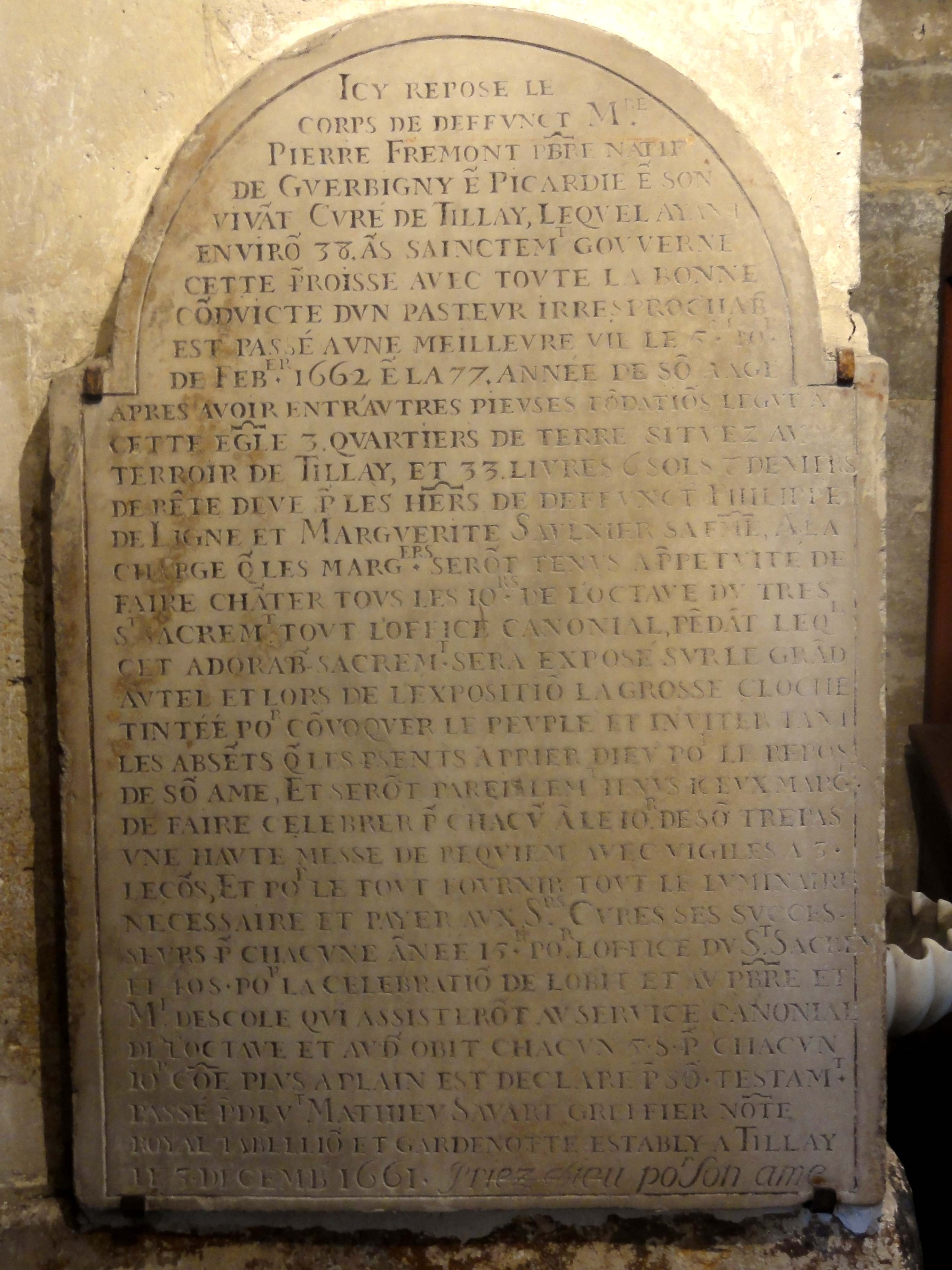
Plaque de fondation de l'abbé Pierre Frémont.
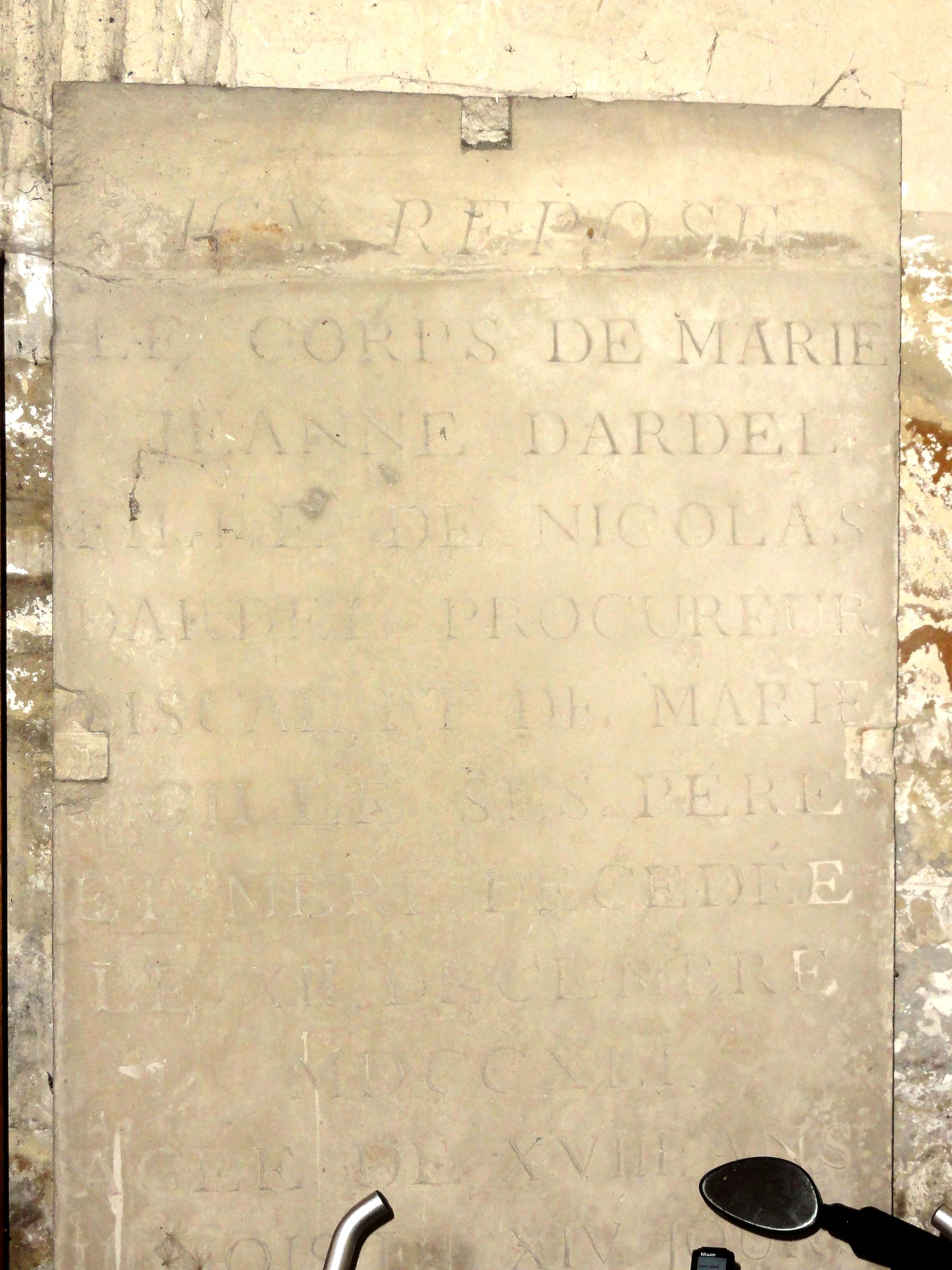
Dalle funéraire de Marie Jeanne Dardel.
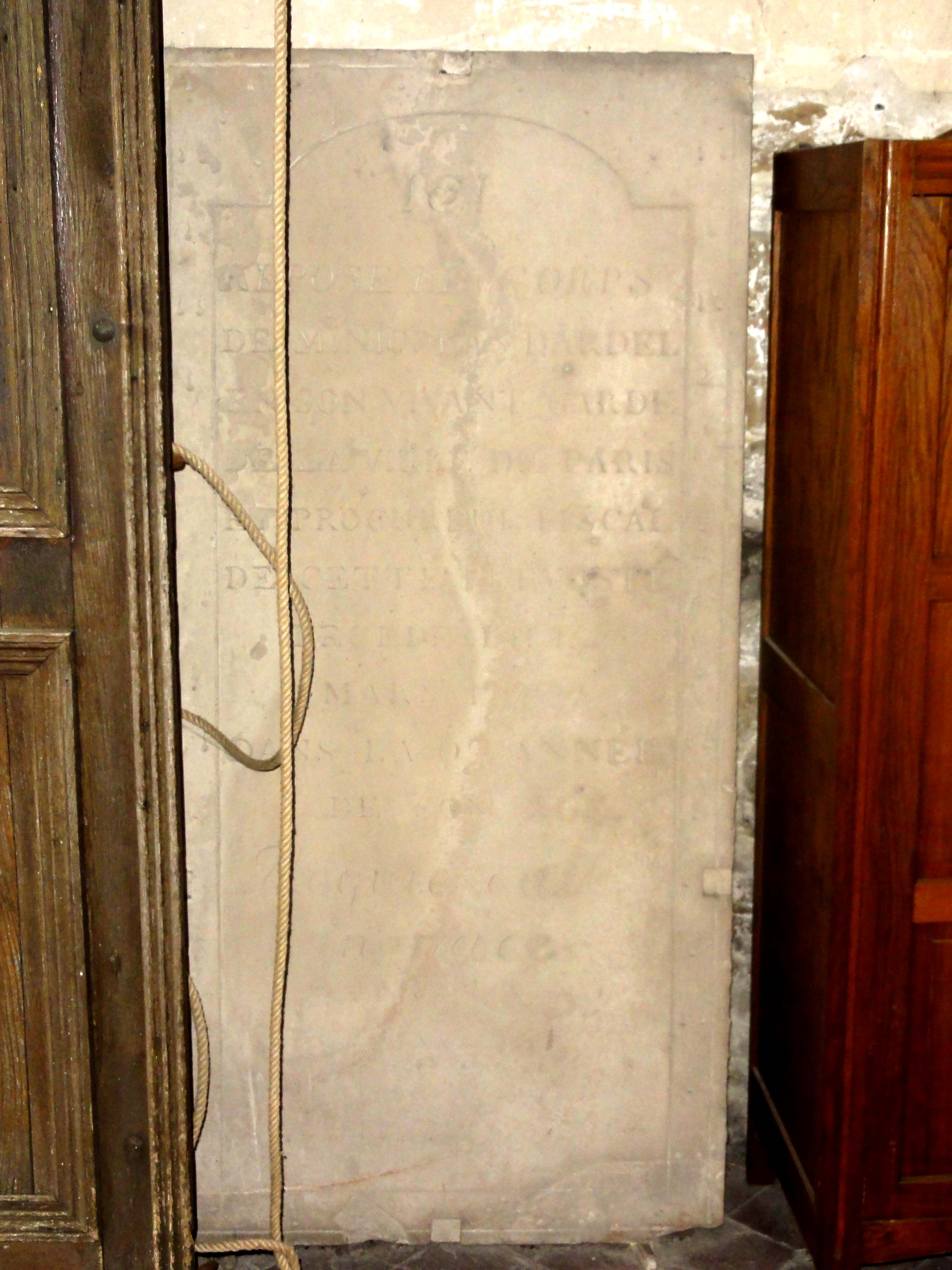
Dalle funéraire de Nicolas Dardel.
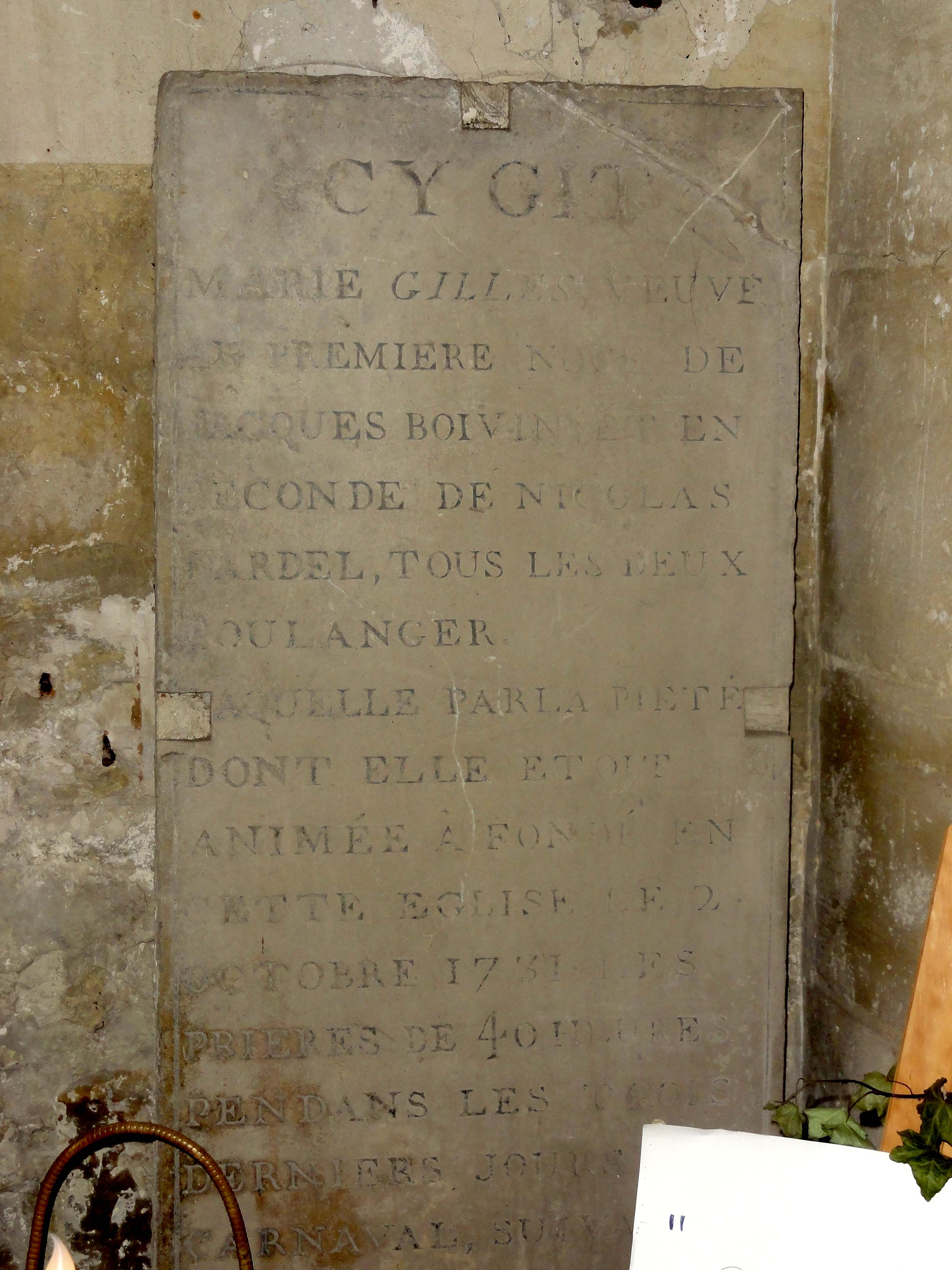
Plaque de fondation de Marie Gilles.